# J. Paul Getty Museum
Le J. Paul Getty Museum est un musée d'art américain à Los Angeles, en Californie. Communément appelé Getty, il se déploie sur deux campus : la Villa Getty et le Getty Center.
Le musée Getty original, la Villa Getty, est situé dans le quartier de Pacific Palisades. Il présente des œuvres d'art de la Grèce antique, de Rome et de l'Étrurie. Le Getty Center se trouve quant à lui dans le quartier de Brentwood. Il présente des peintures, des dessins, des manuscrits enluminés, des sculptures, des arts décoratifs et des photographies,

## Historique et collections
En 1974, J. Paul Getty a ouvert un musée dans une reconstitution de la Villa des Papyrus d'Herculanum sur sa propriété à Malibu, en Californie. En 1982, le musée est devenu le plus riche du monde lorsqu'il a hérité de 1,2 milliard de dollars américains. En 1983, le Getty Museum a acquis 144 manuscrits médiévaux enluminés de la Collection Ludwig d'Aix-la-Chapelle.
John Russell, écrivant dans le New York Times, a déclaré à propos de la collection : « C'est l'une des plus belles collections de ce type jamais réunies, certainement la plus importante entre des mains privées ». En 1997, le musée a déménagé à son emplacement actuel dans le quartier Brentwood de Los Angeles ; le musée de Malibu, rebaptisé « Villa Getty », rénové, a rouvert en 2006.

### Antiquités gréco-romaines (Getty Villa)

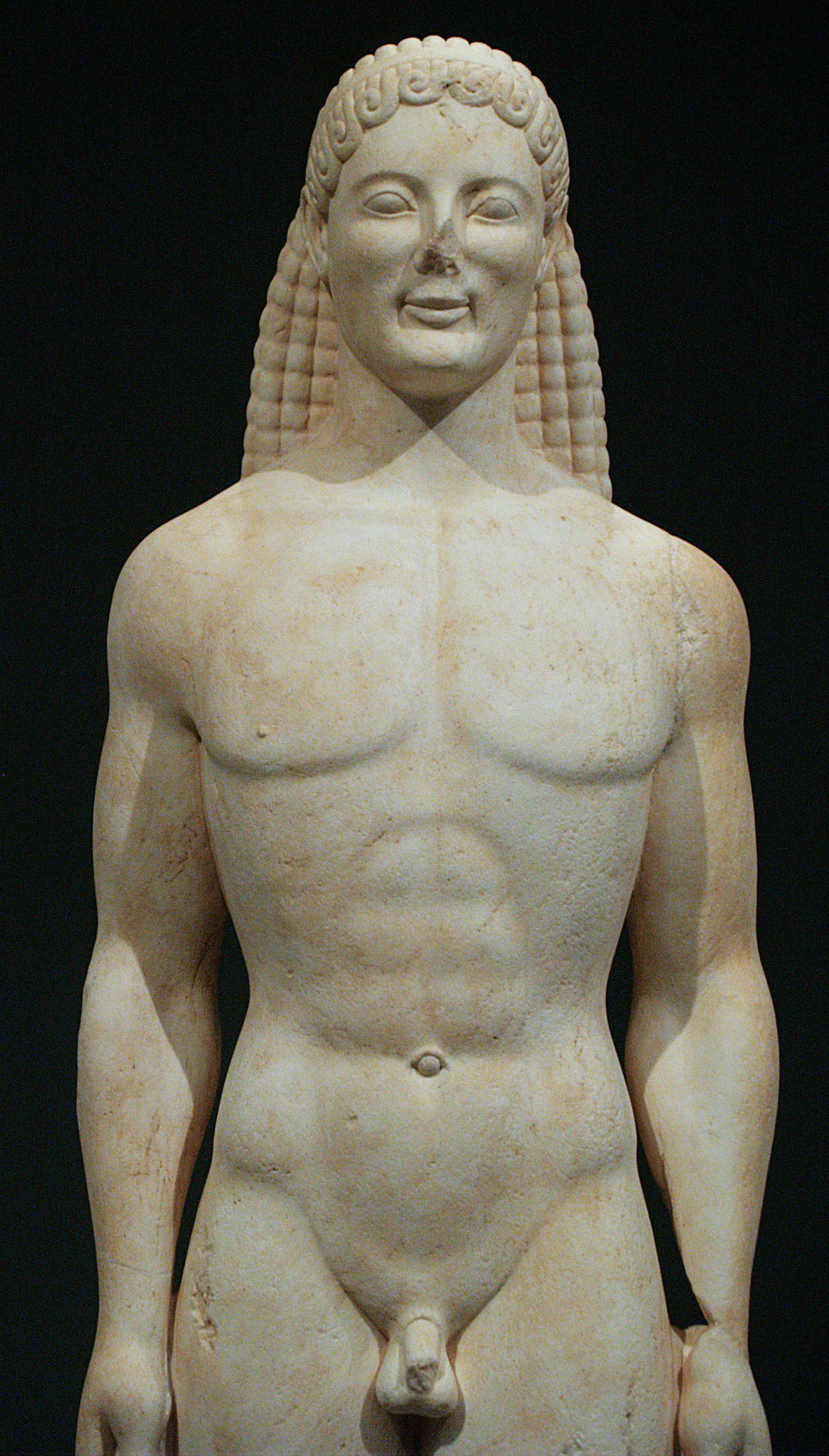
Kouros Getty (en), vers 530 av. J.-C., ou faux moderne.
Athlète de Fano, -IVe s.
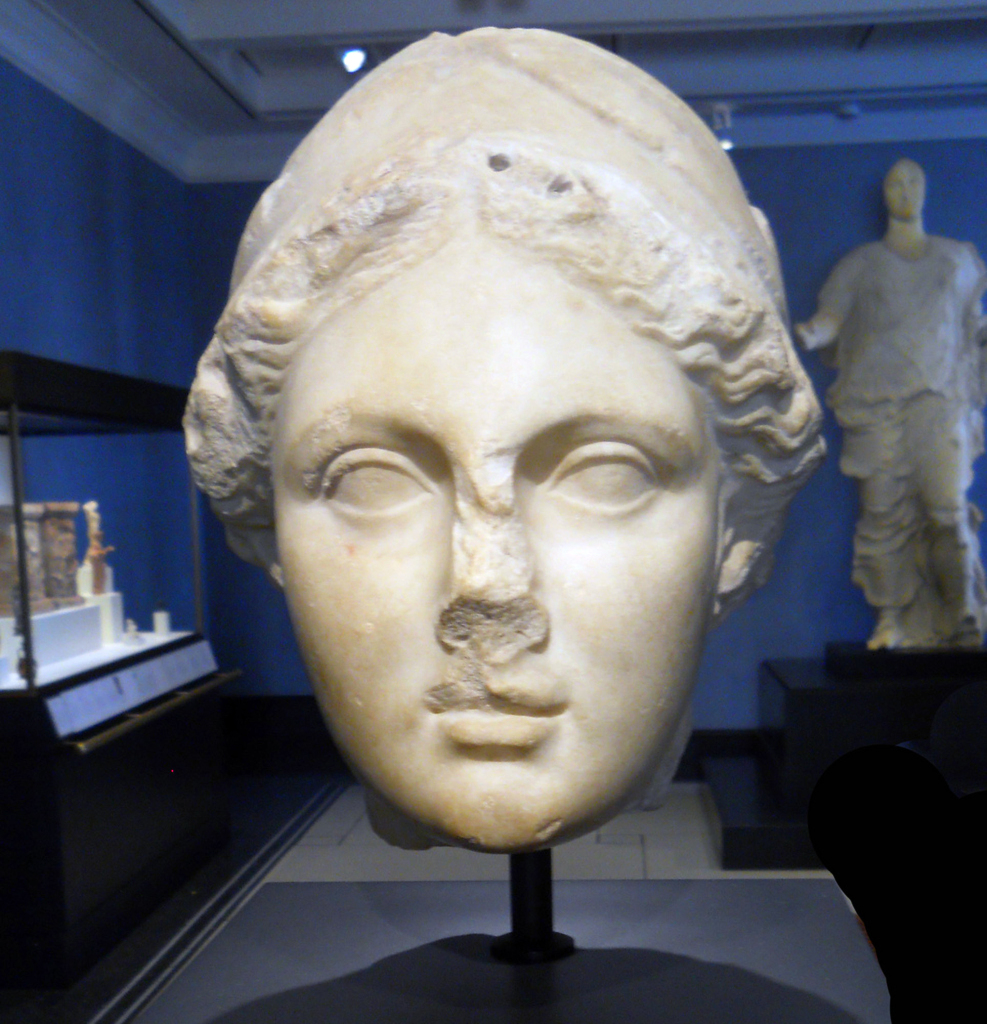
Athéna, vers 150 av. J.-C.
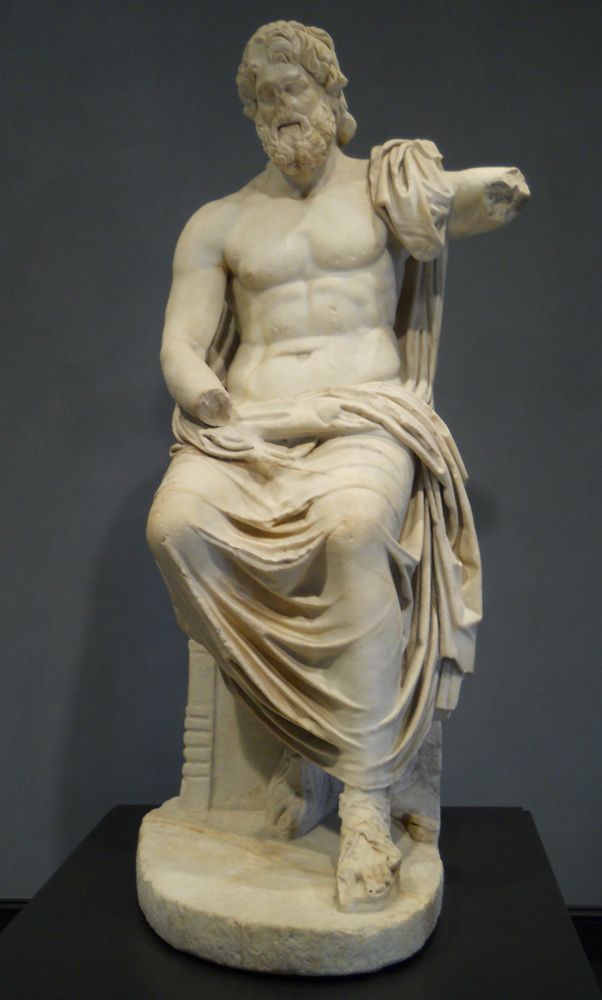
Zeus, Ier s.
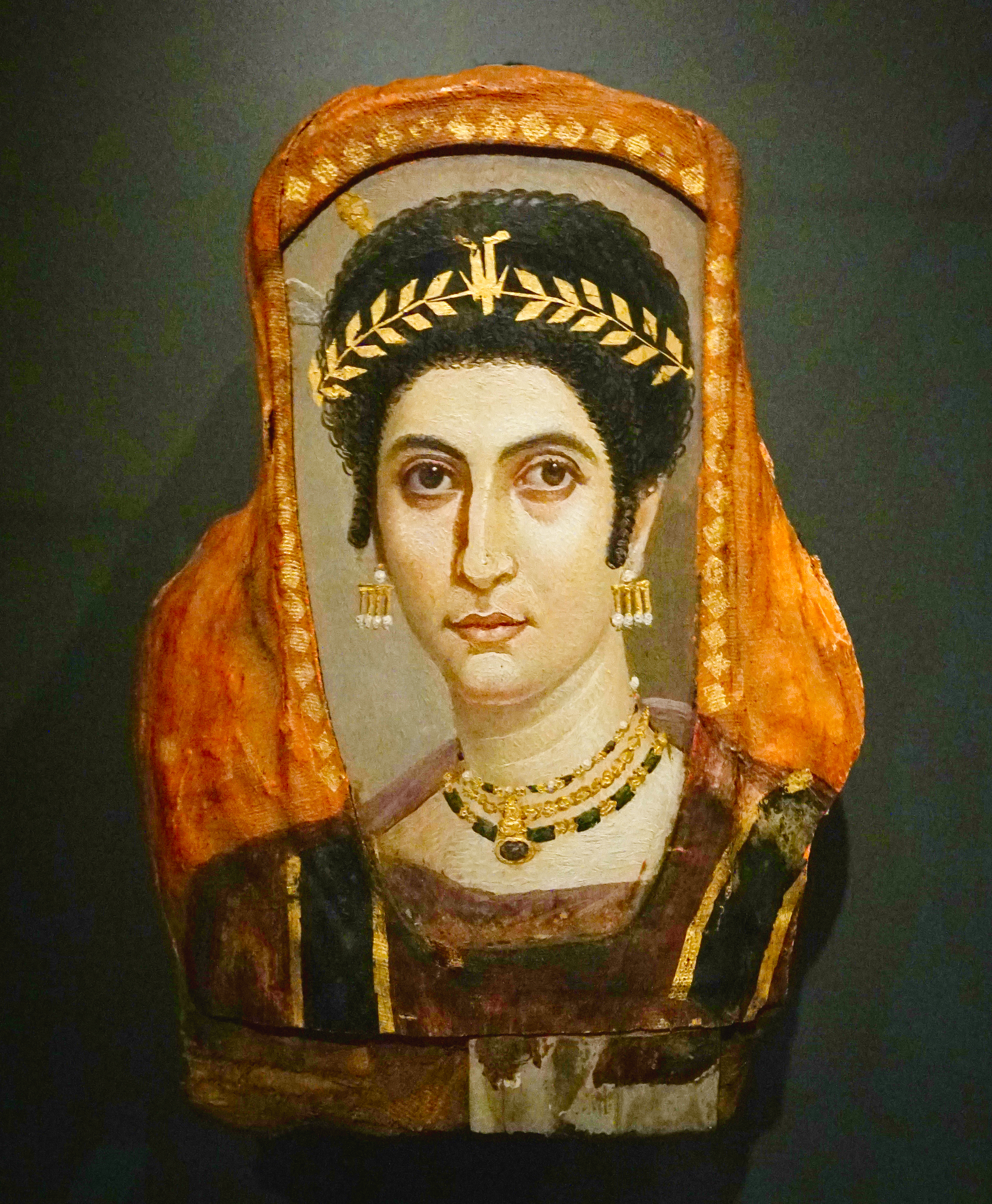
Portrait d'une momie égypto-romaine.
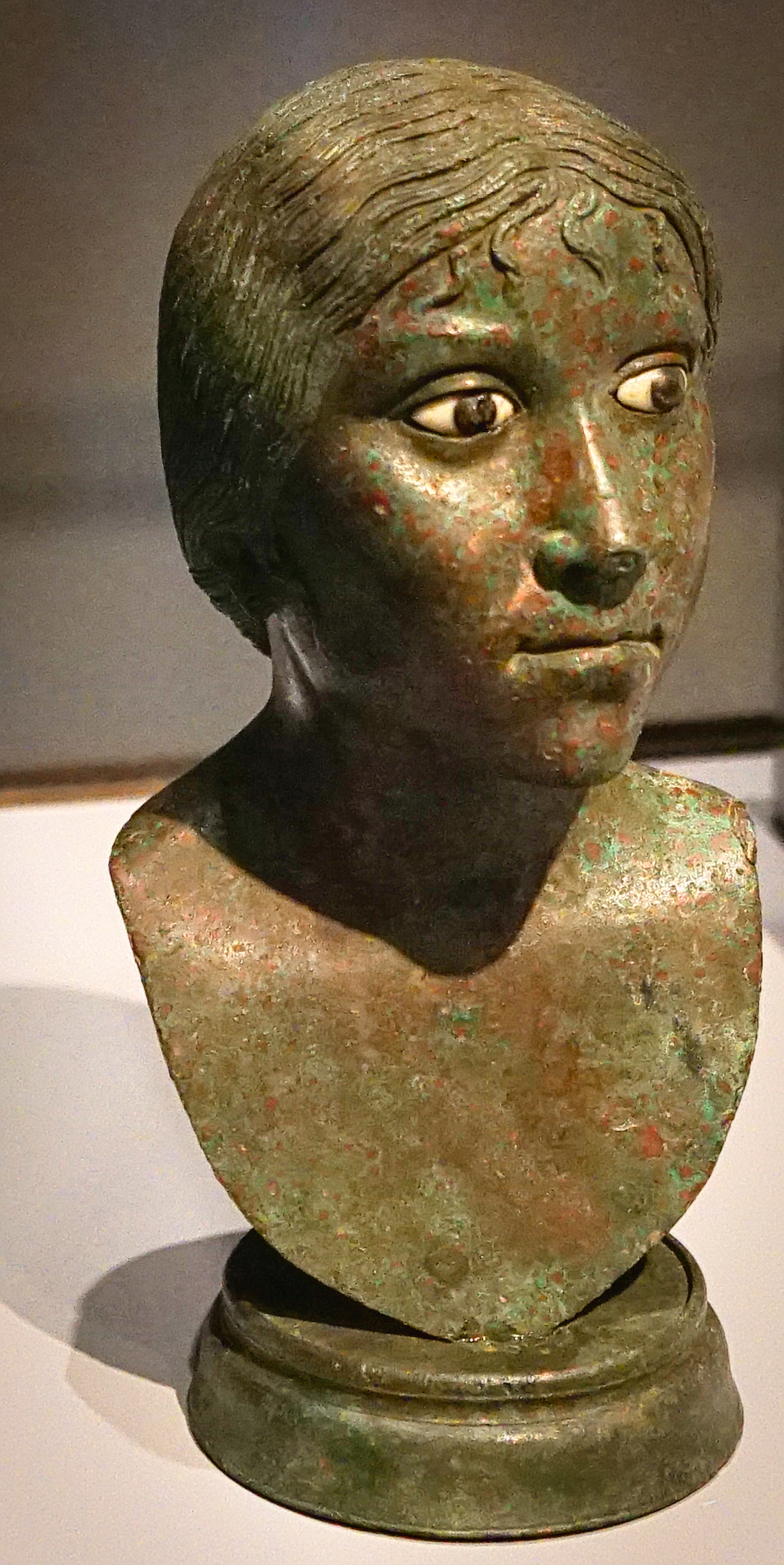
Statuette romaine en bronze.
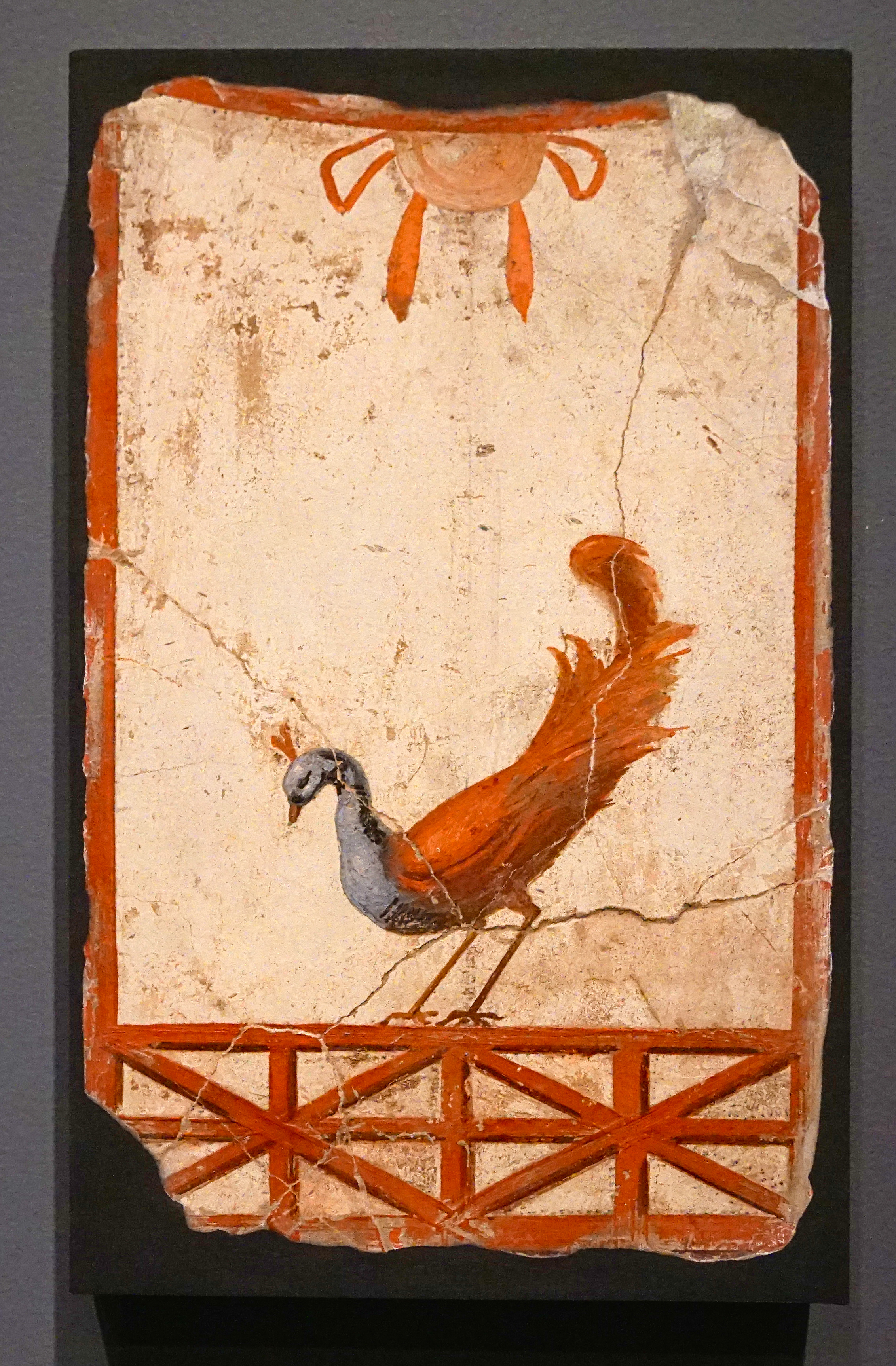
Fragment d'une fresque avec un paon.
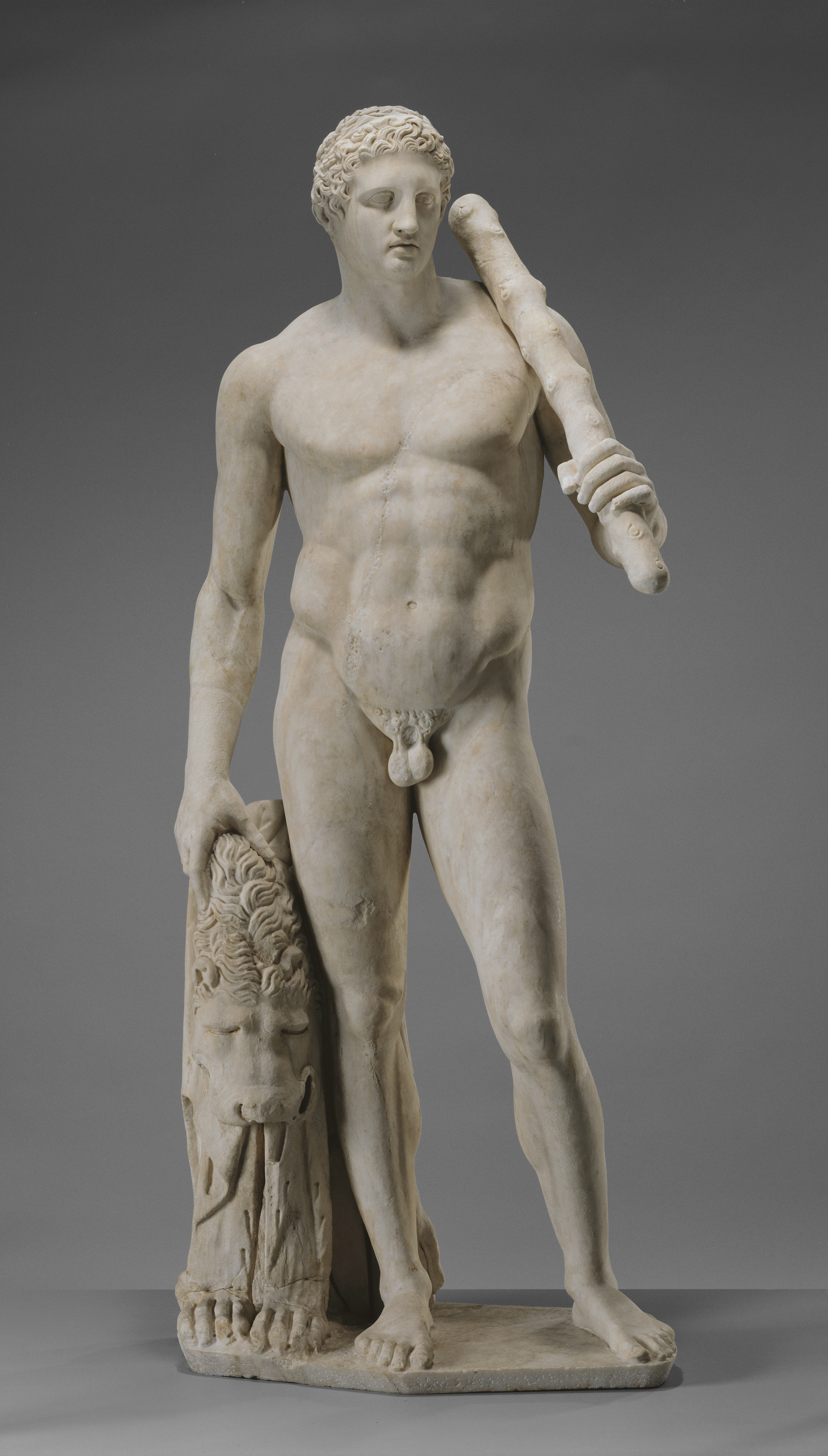
Héraclès de Lansdowne.

### Peinture (Getty Center)
- Saint Jean-Baptiste avec les prophètes Élie et David, de Luca di Tommè[8]
- Pan et la Nymphe, Allégorie de la Fortune de Dosso Dossi

#### Peinture allemande ou scandinave

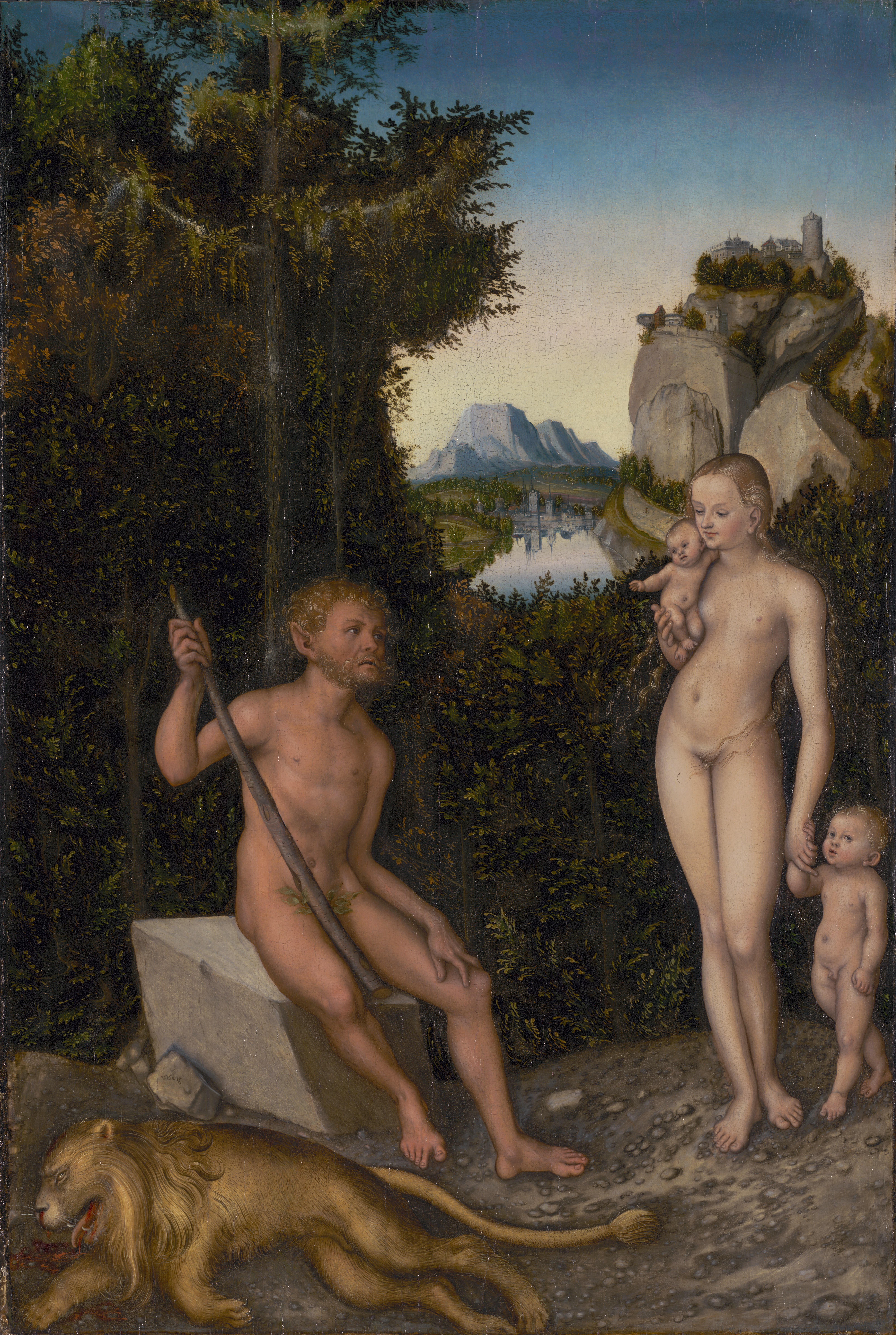
Lucas Cranach l'Ancien, Un faune et sa famille avec un lion mort, vers 1526.
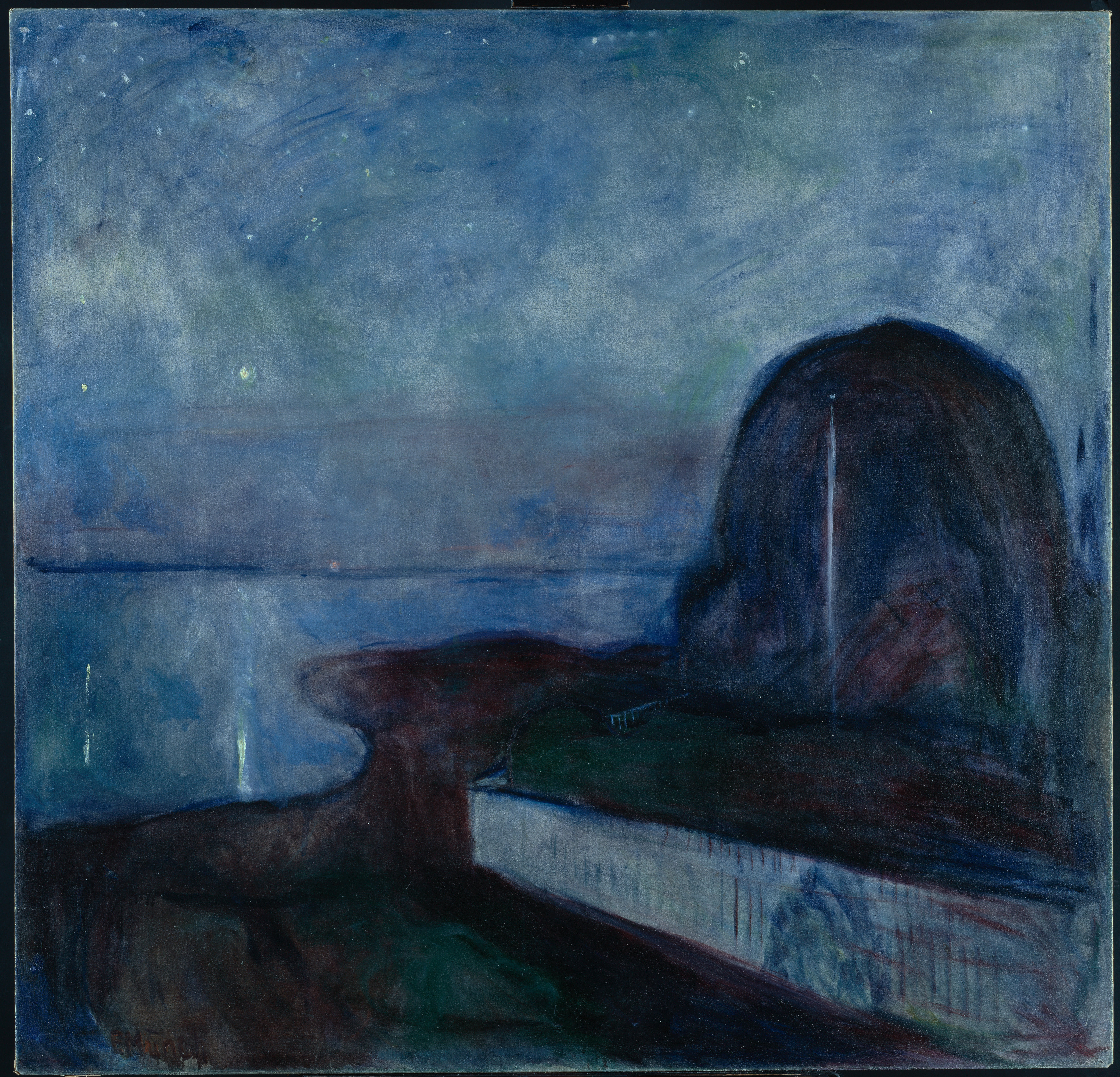
Edvard Munch, Nuit étoilée, 1893.

#### Peinture britannique

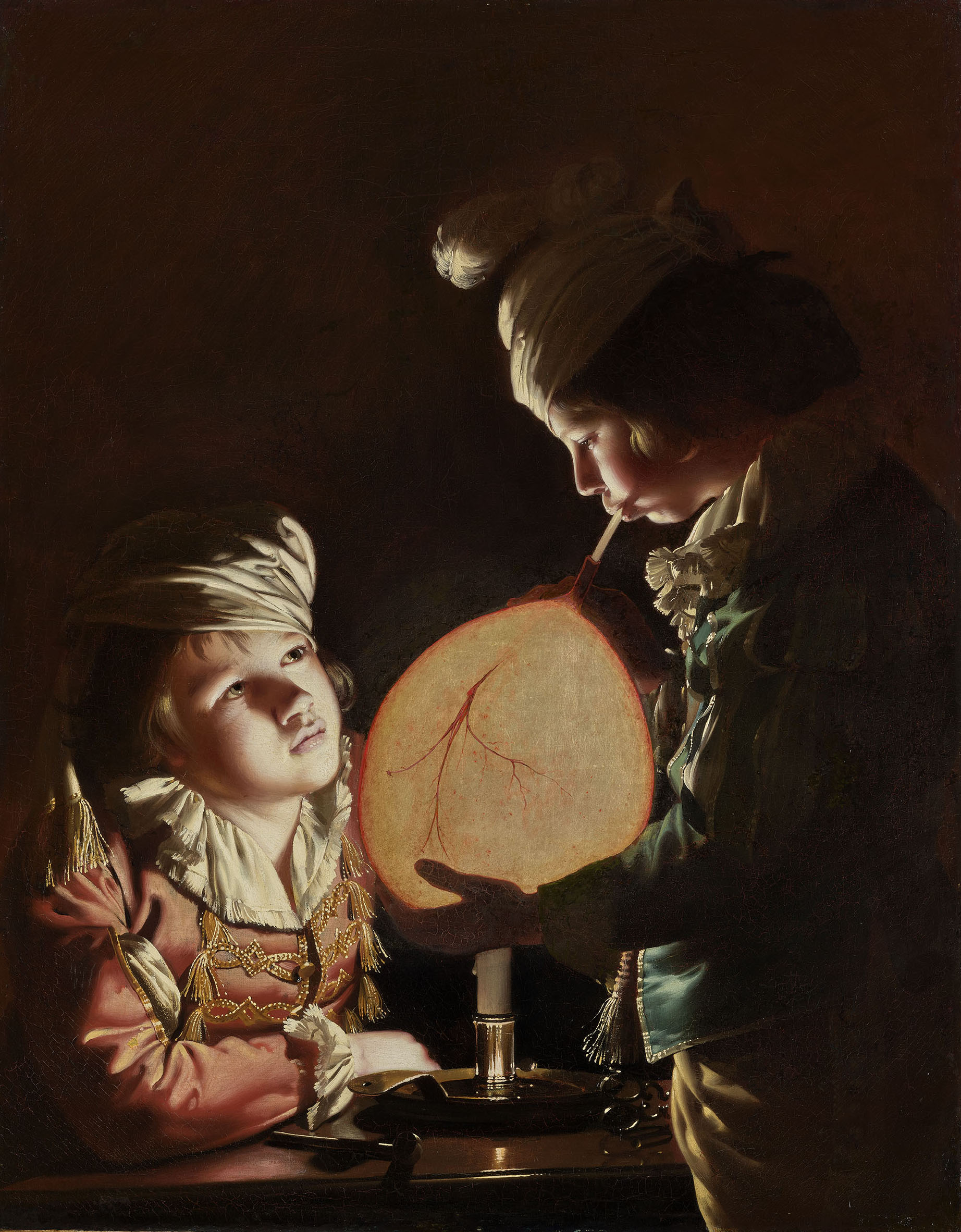
Joseph Wright of Derby, Deux garçons avec une vessie, vers 1769-1770.
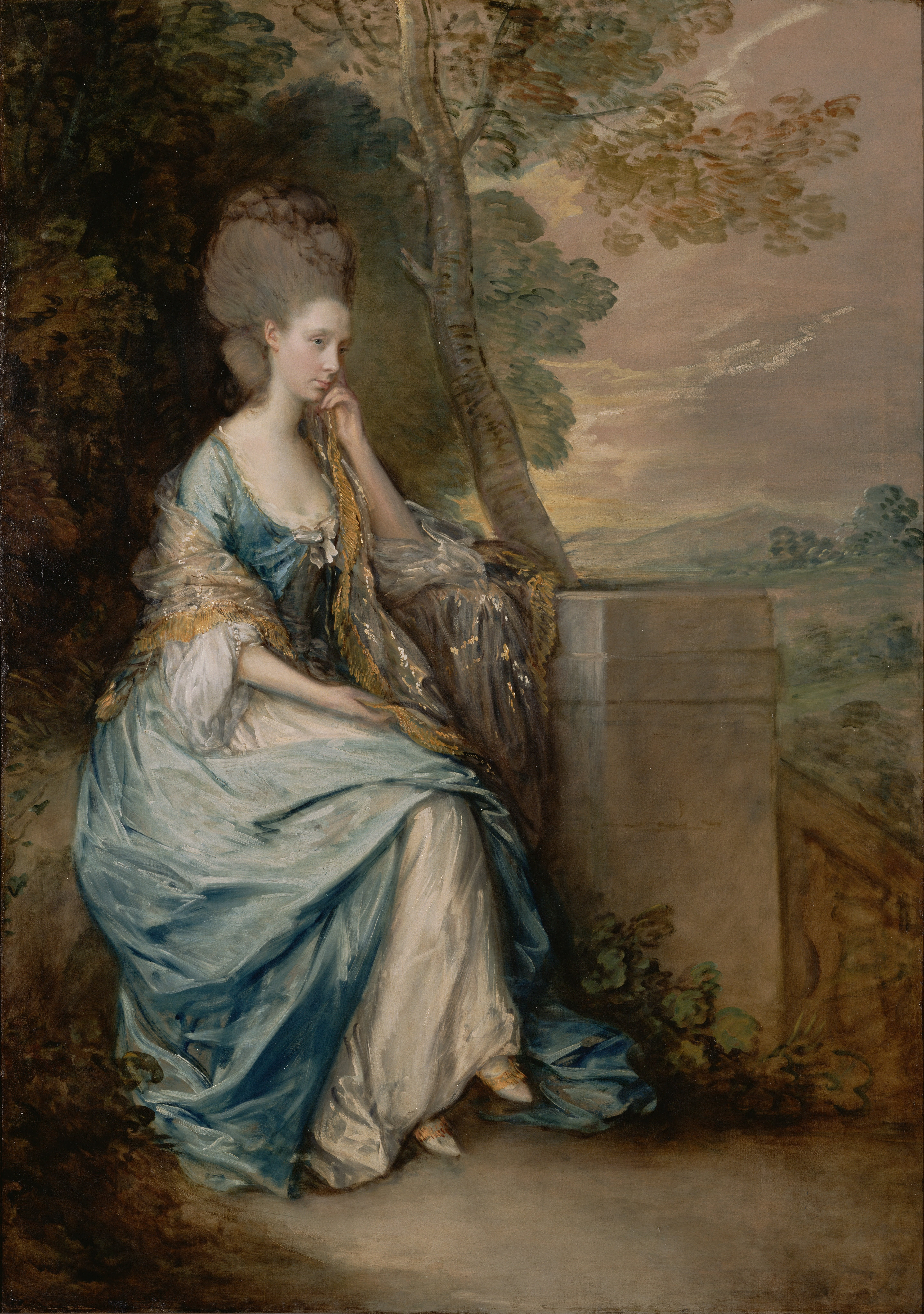
Thomas Gainsborough, Portrait d'Anne, comtesse de Chesterfield, 1777–1778.
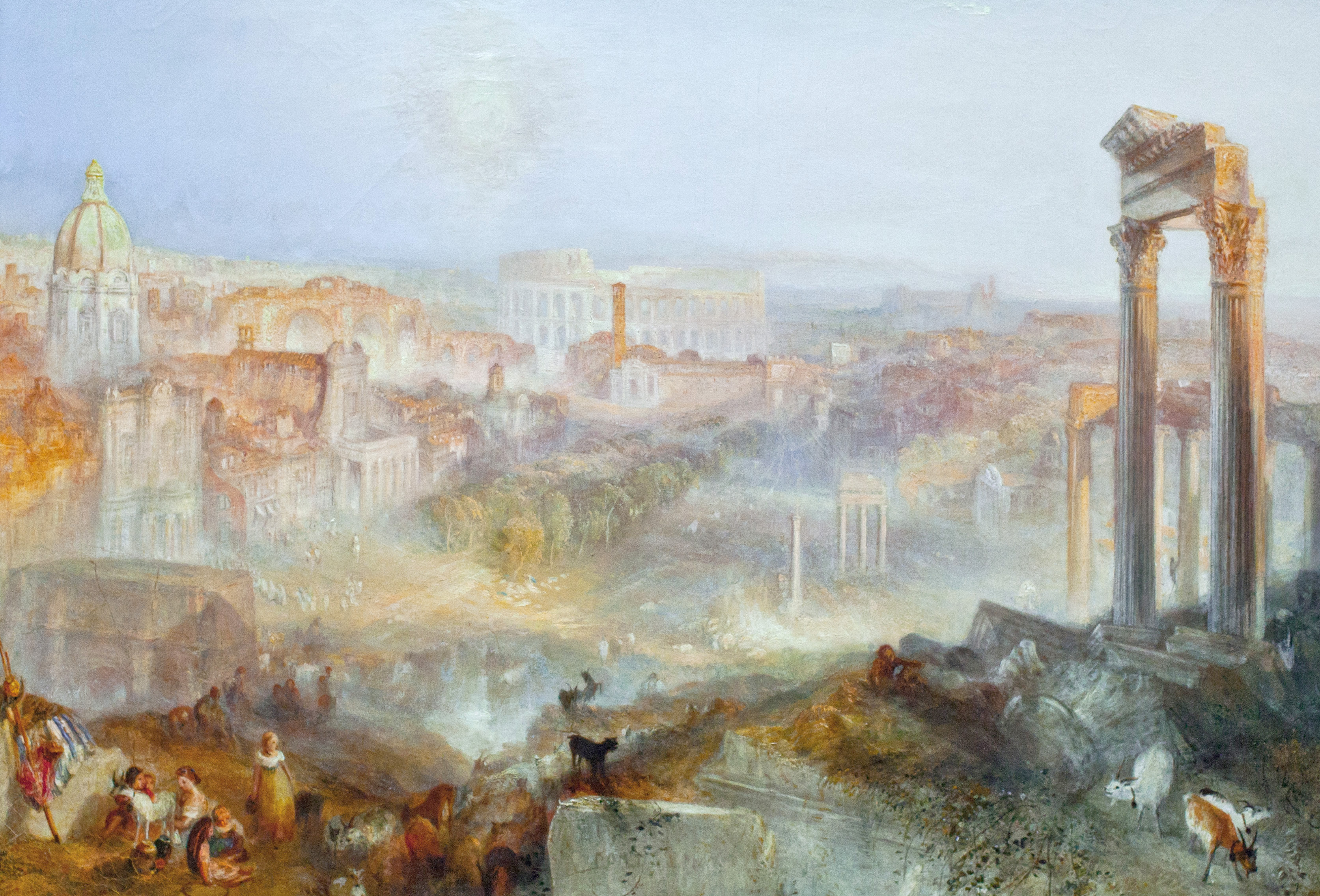
Joseph Mallord William Turner, Rome Moderne - Campo Vaccino, 1839.
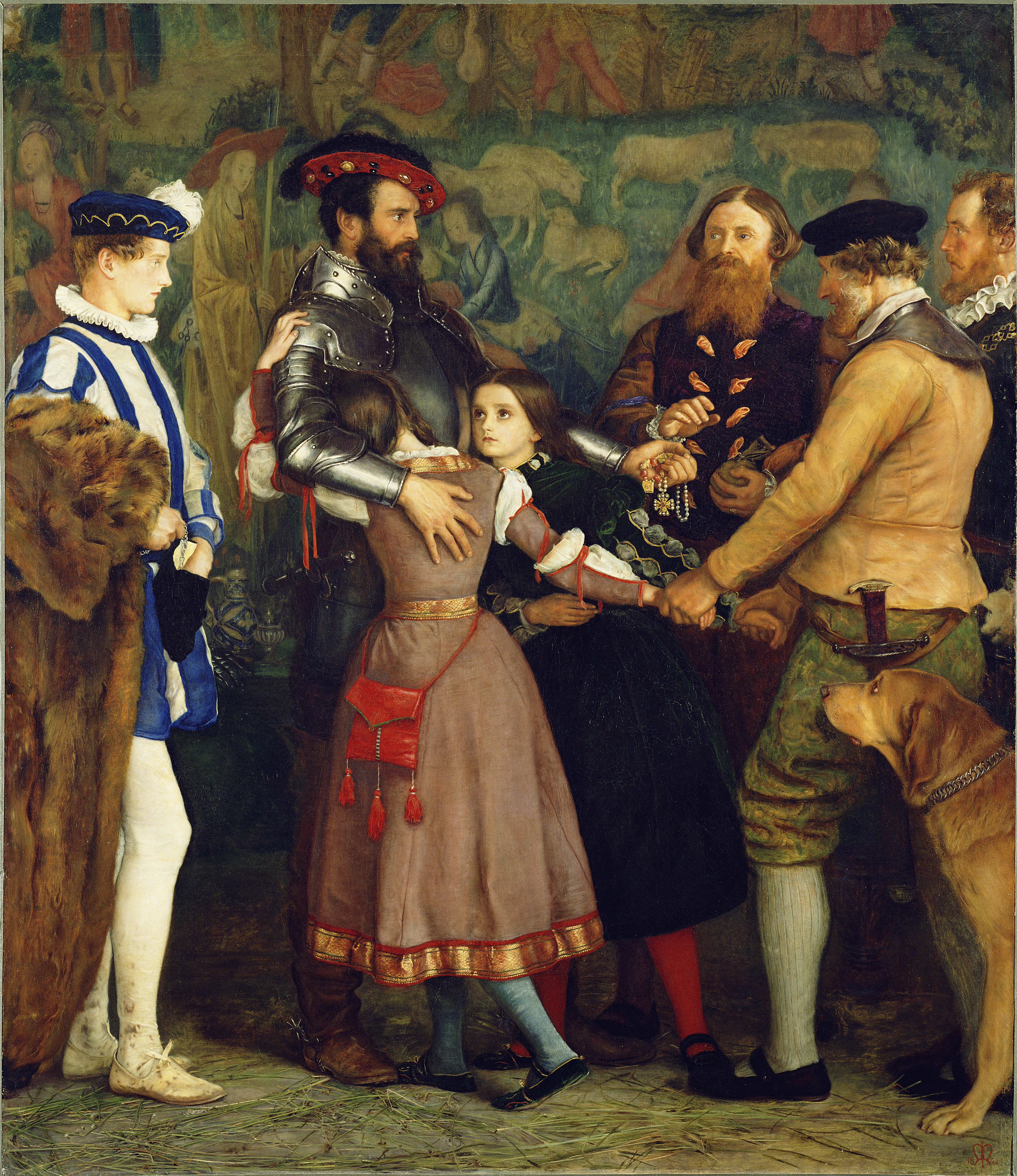
John Everett Millais, The Ransom, 1860-1862.
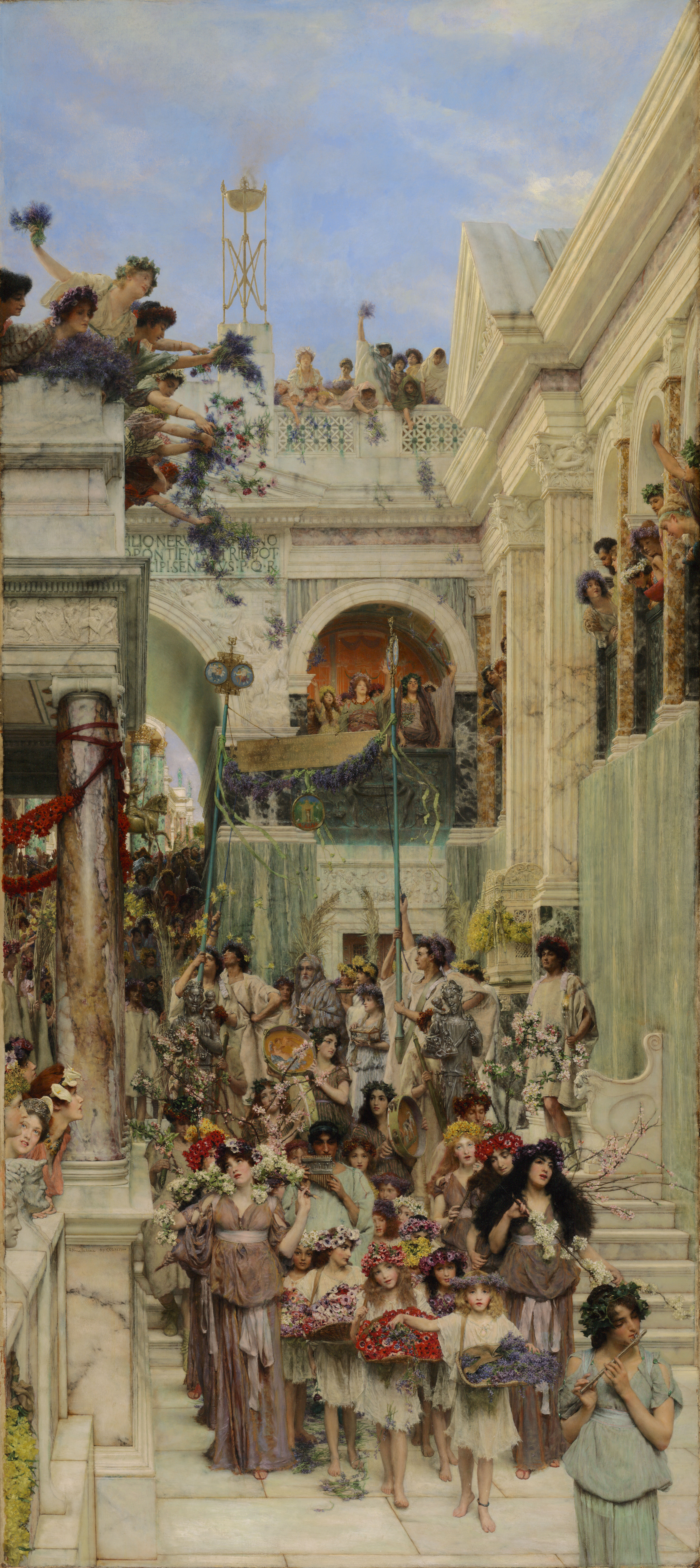
Lawrence Alma-Tadema, Printemps, 1894.
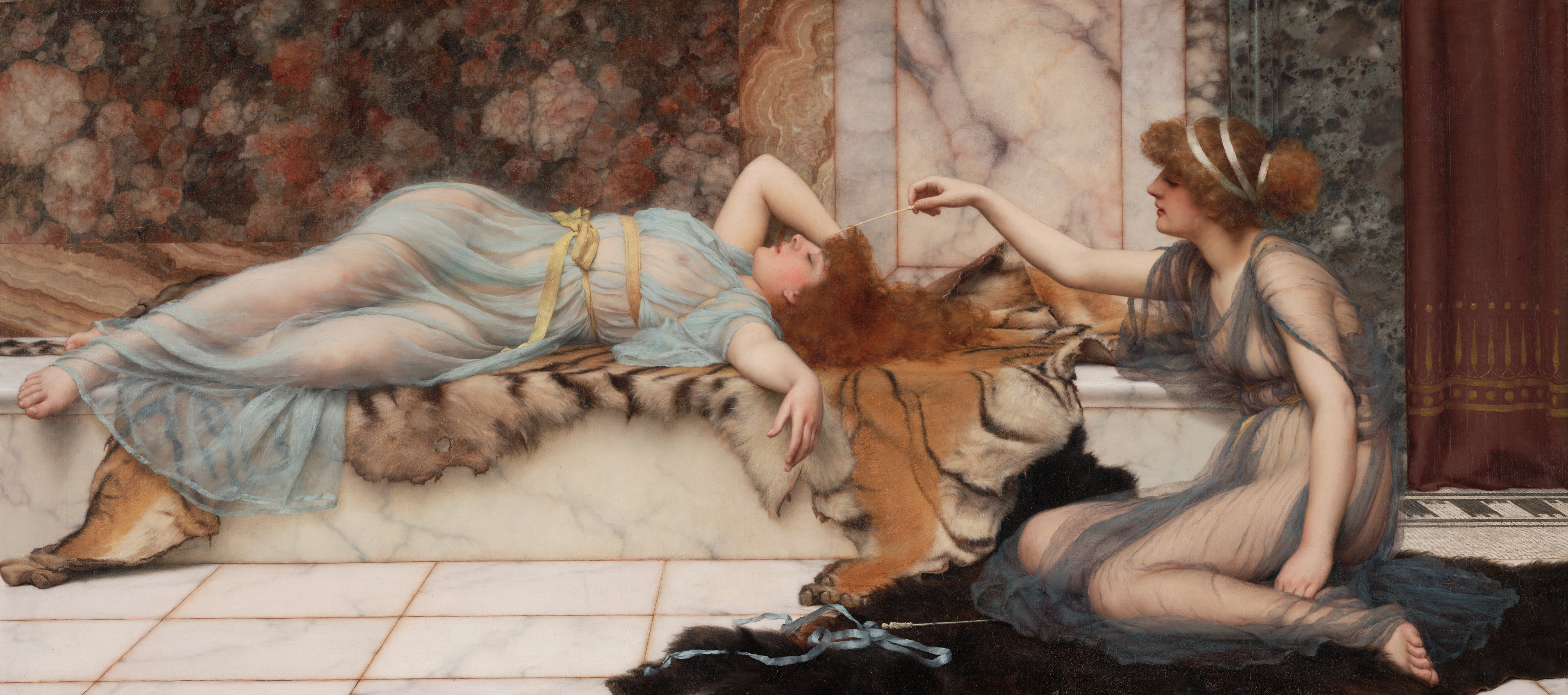
John William Godward, Espièglerie et Repos, 1895.

#### Peinture espagnole

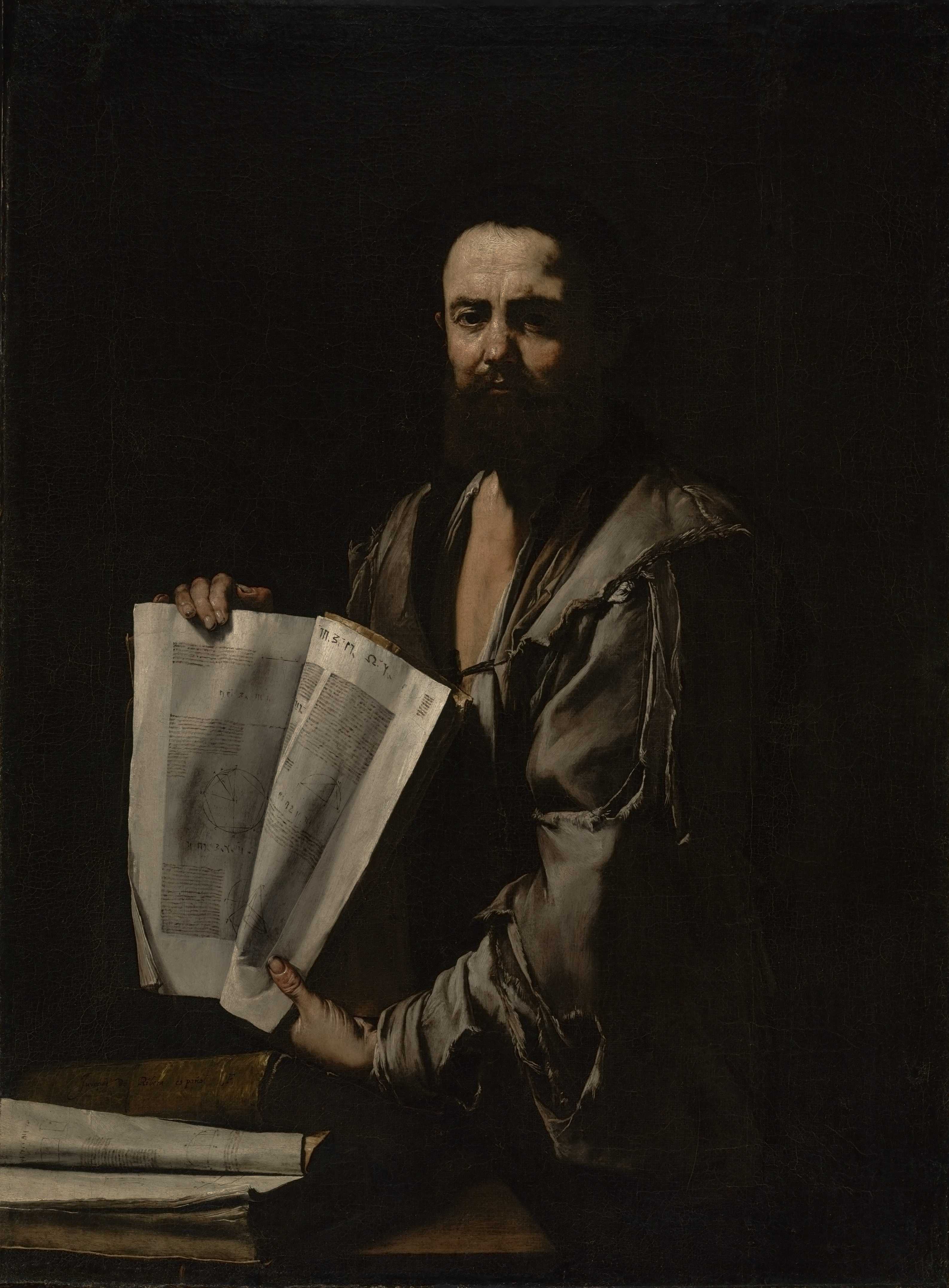
José de Ribera, Euclide, vers 1630-1635.
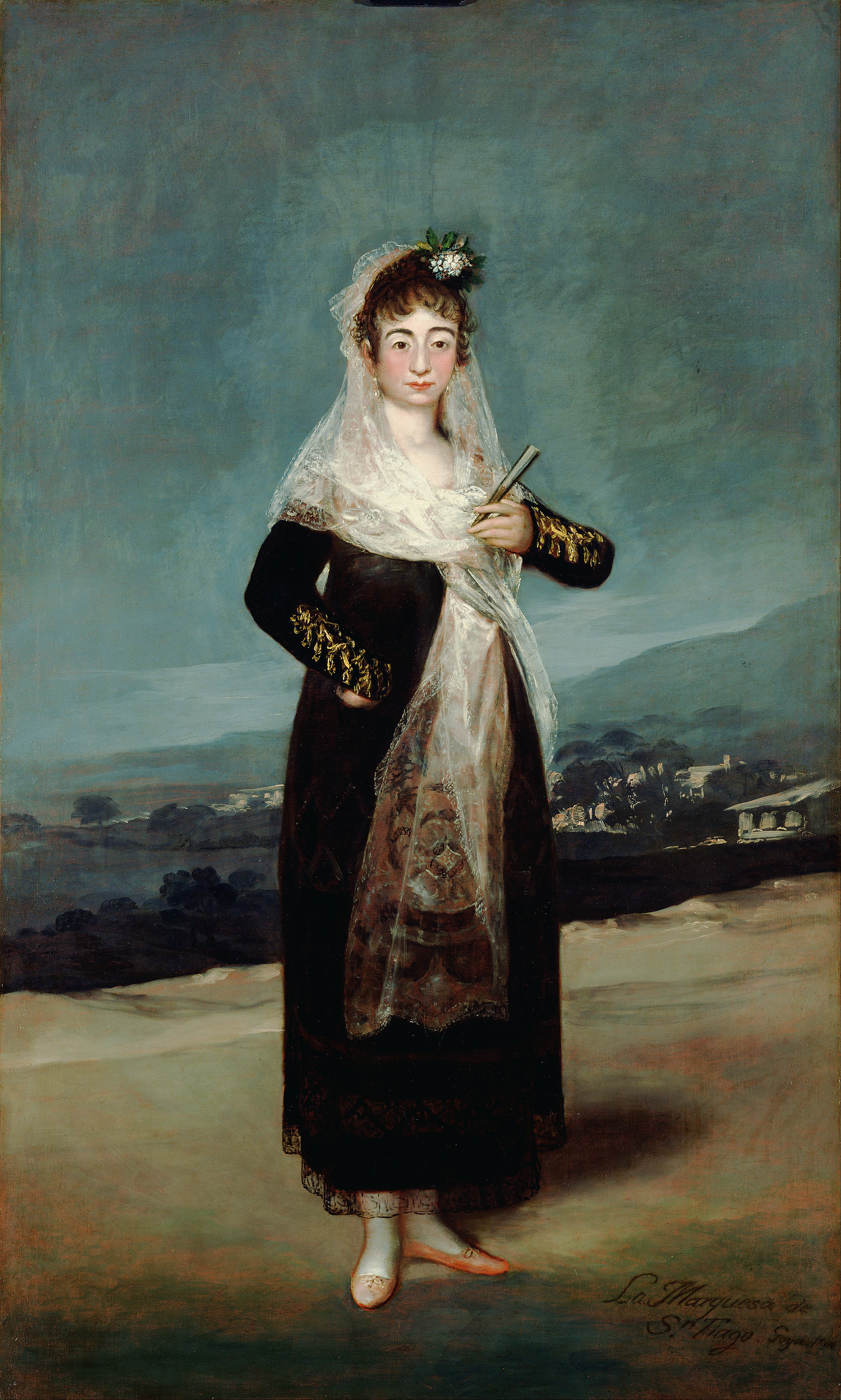
Francisco de Goya, Portrait de la marquise de Santiago, 1804.
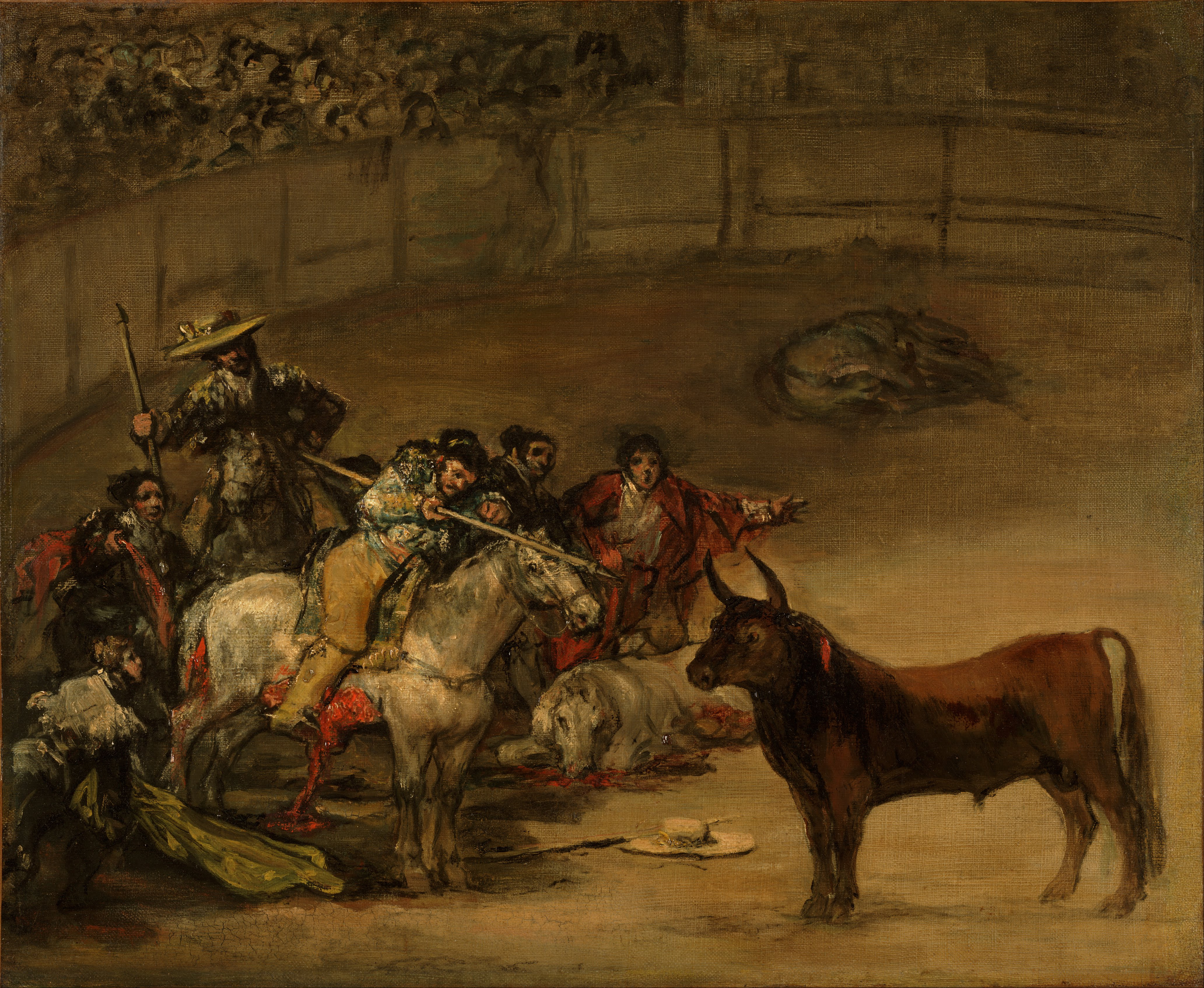
Francisco de Goya, Corrida, suerte de varas, 1824.

#### Peinture française

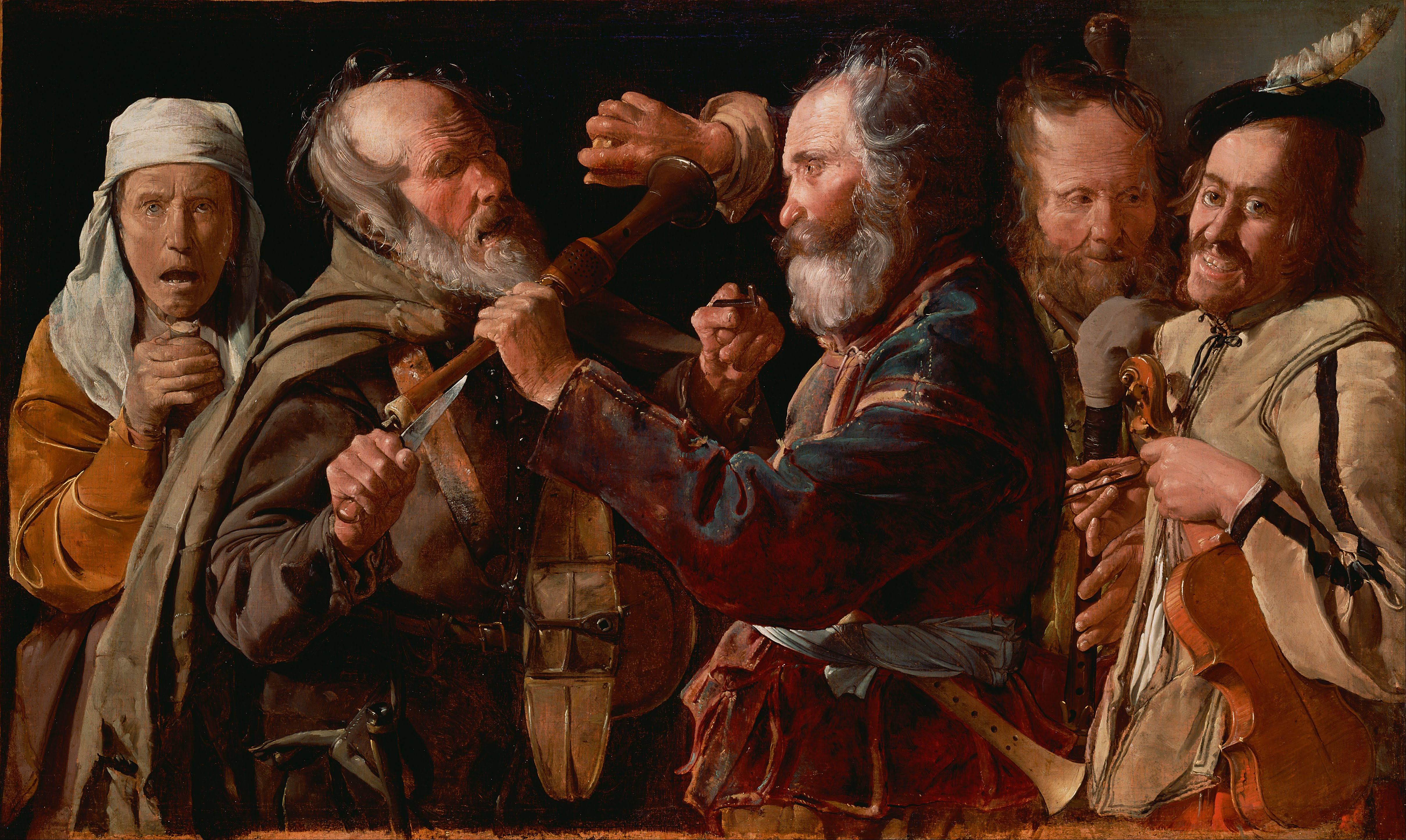
Georges de La Tour, Rixe de musiciens, vers 1625-1630.
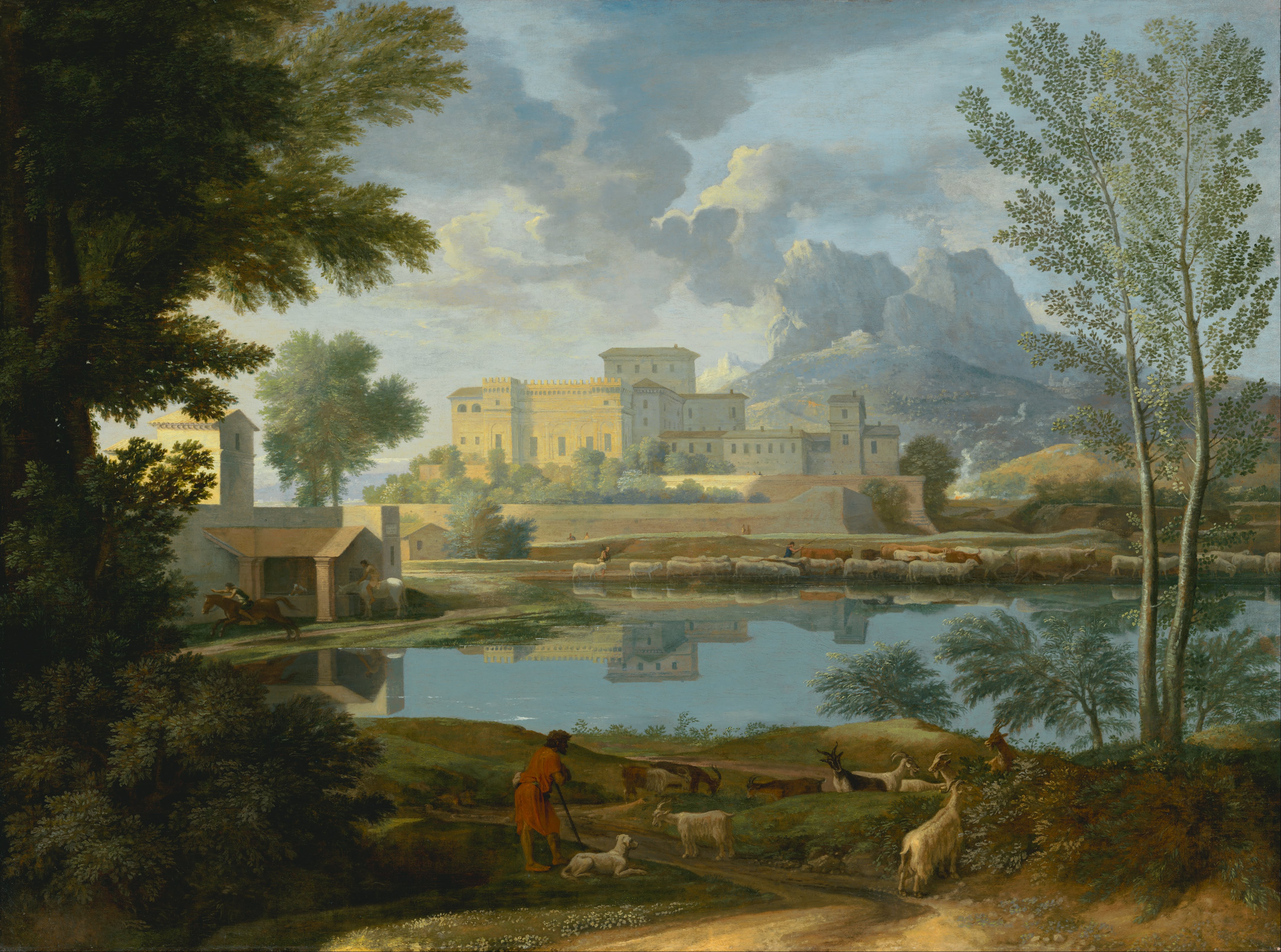
Nicolas Poussin, Paysage en temps calme, 1651.
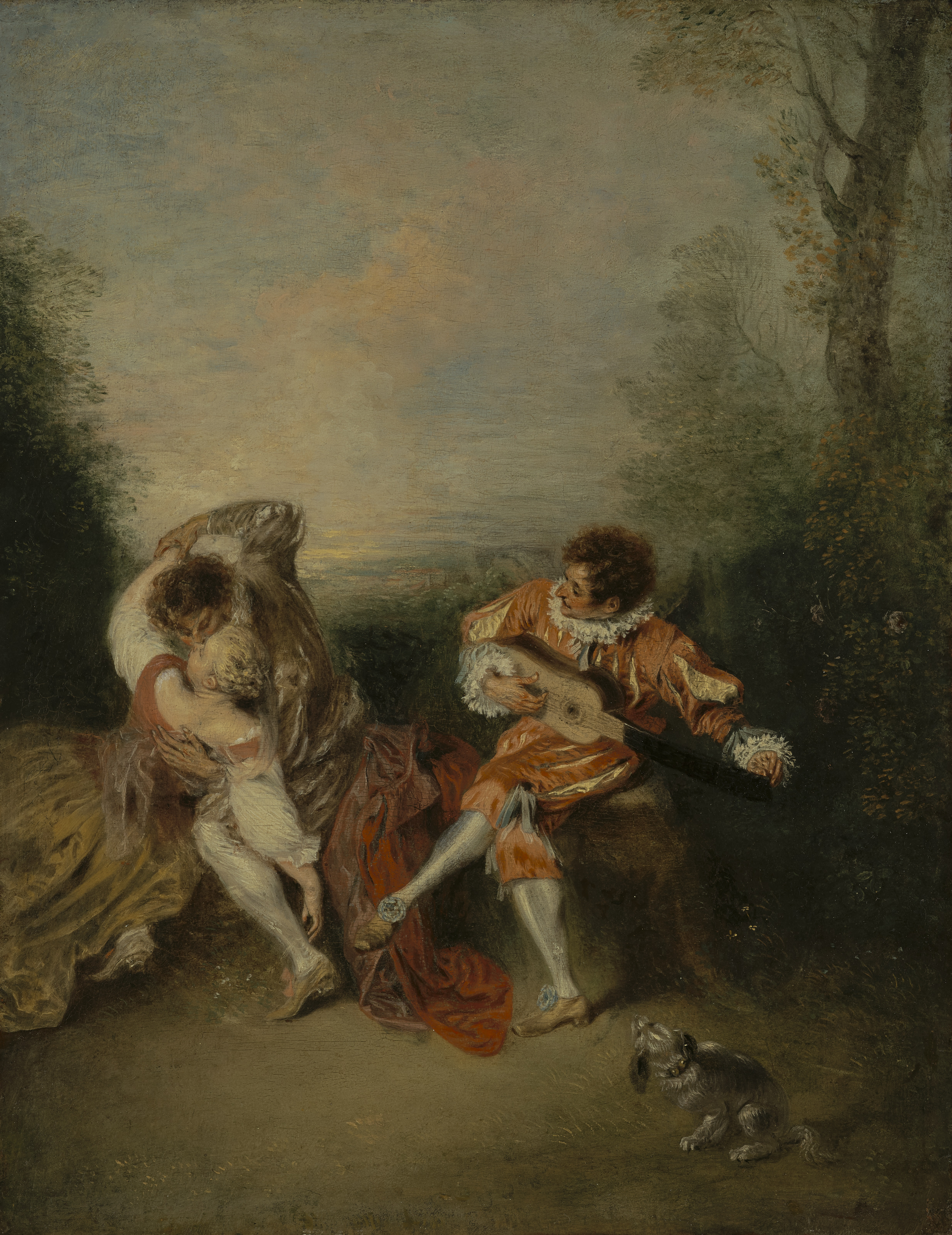
Antoine Watteau, La Surprise, vers 1718-1719.
Antoine Watteau, Les Comédiens italiens, vers 1720.
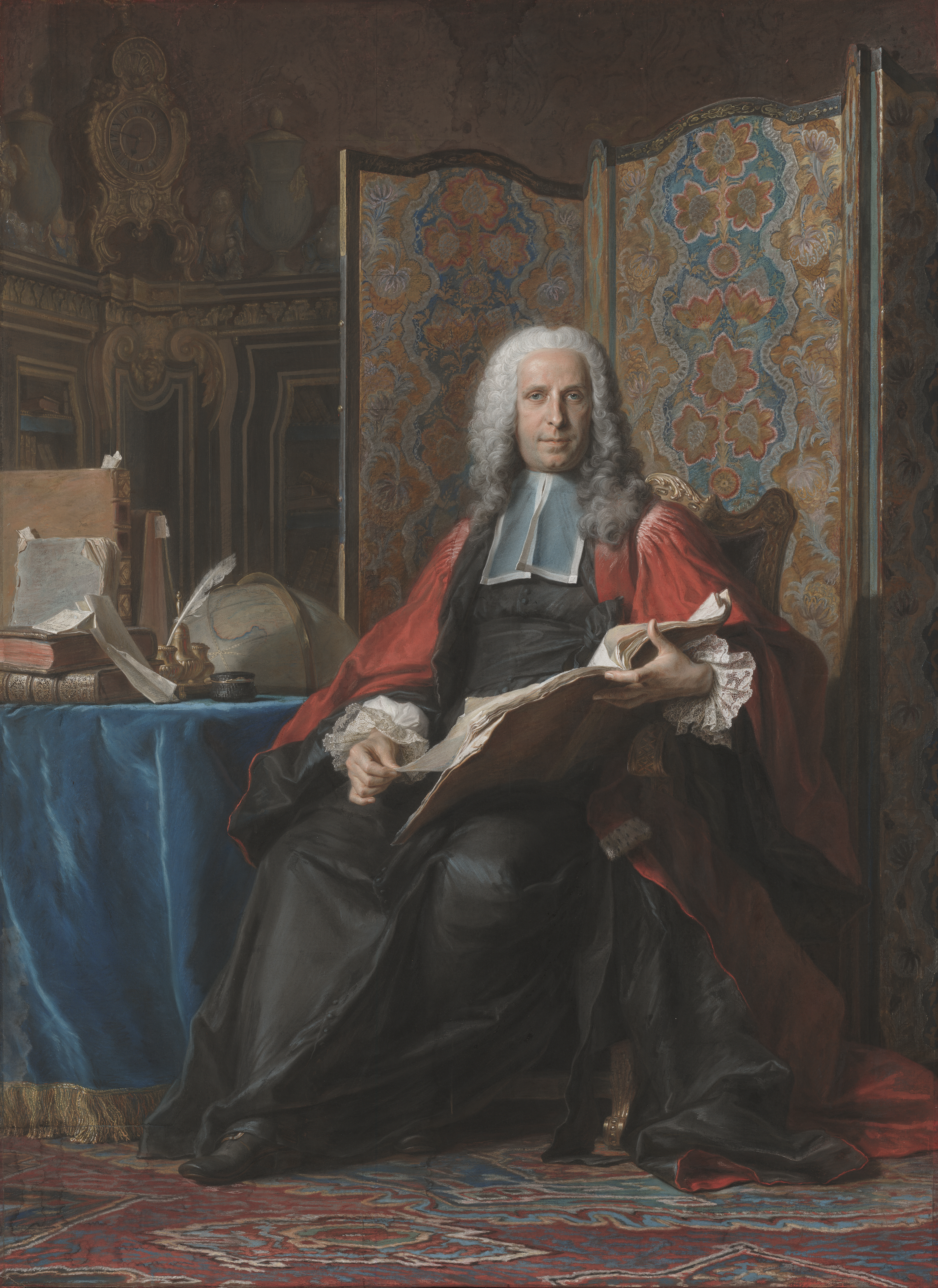
Maurice-Quentin de La Tour, Portrait de Gabriel Bernard de Rieux, 1739-1741.
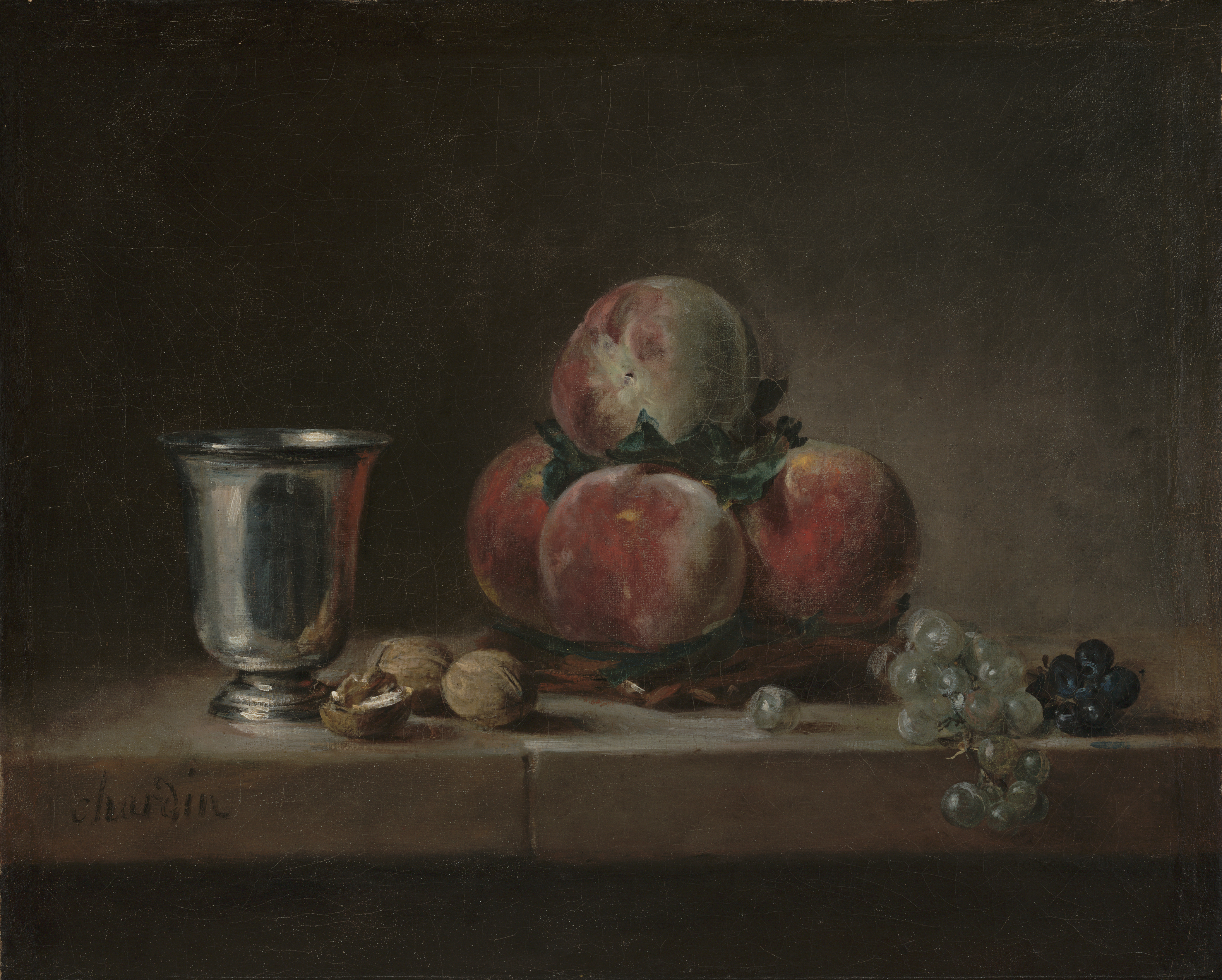
Jean Siméon Chardin, Corbeille de pêches avec un gobelet d'argent, vers 1759-1760.
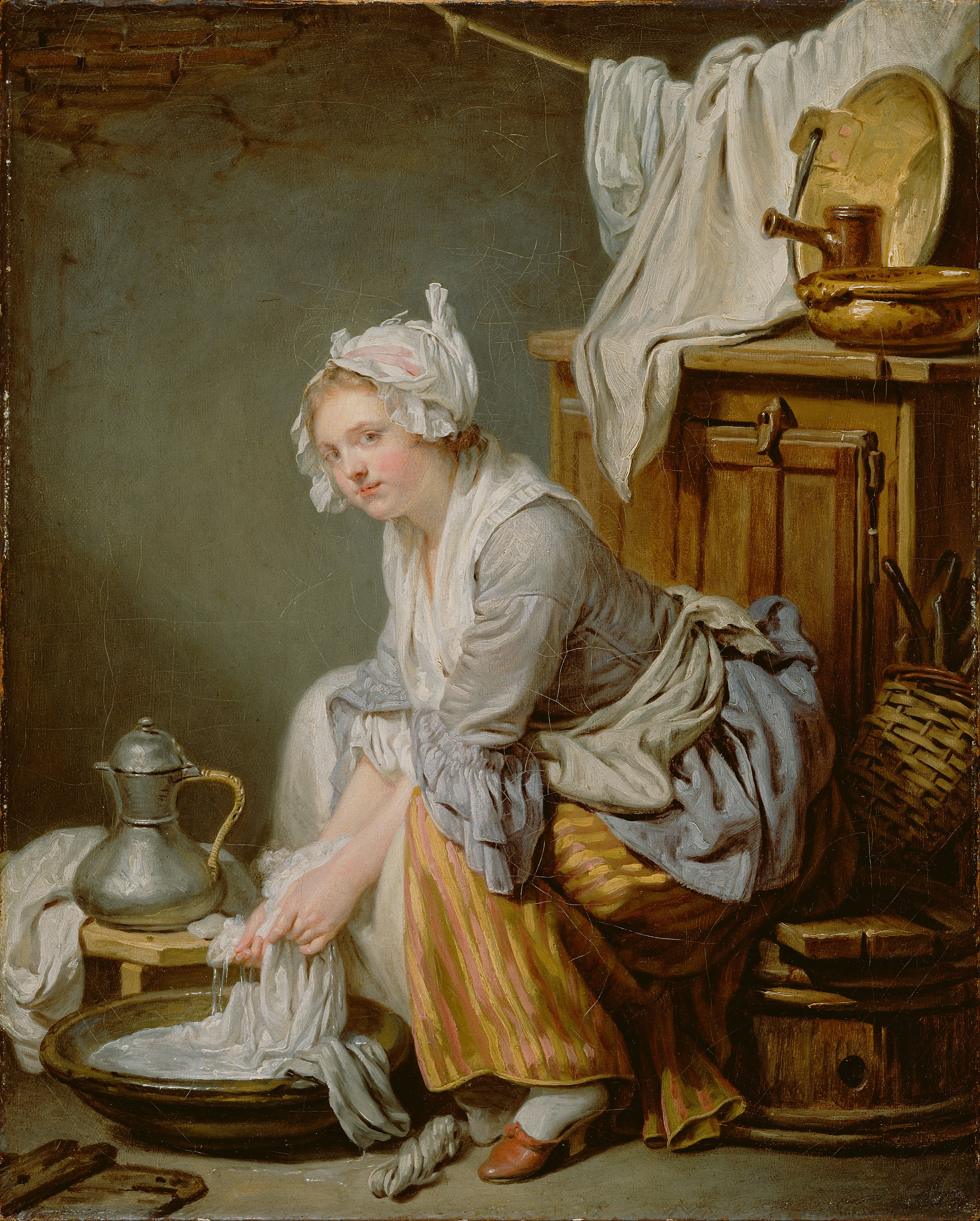
Jean-Baptiste Greuze, La Blanchisseuse, 1761.
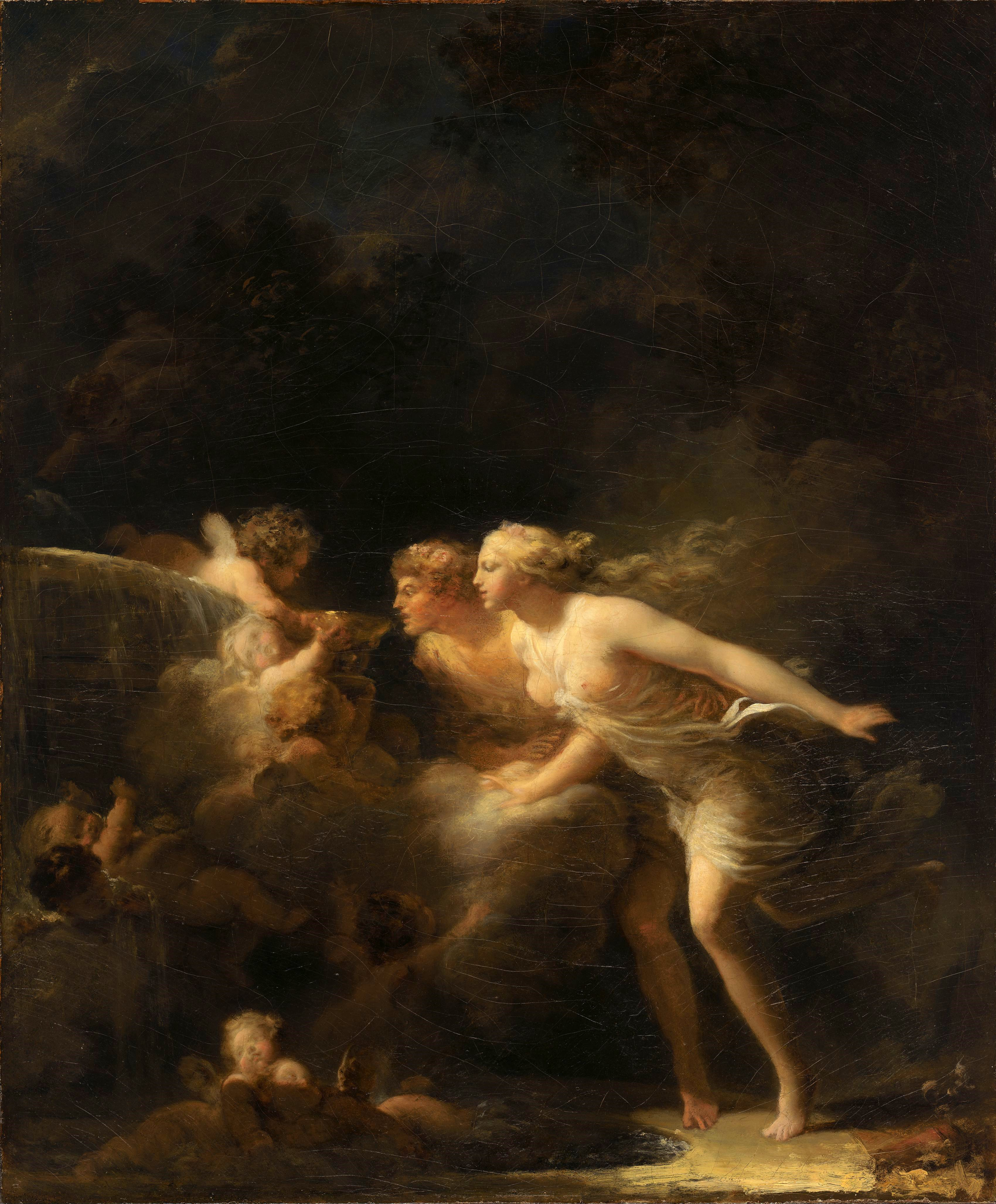
Jean-Honoré Fragonard, La Fontaine d'amour, vers 1785.
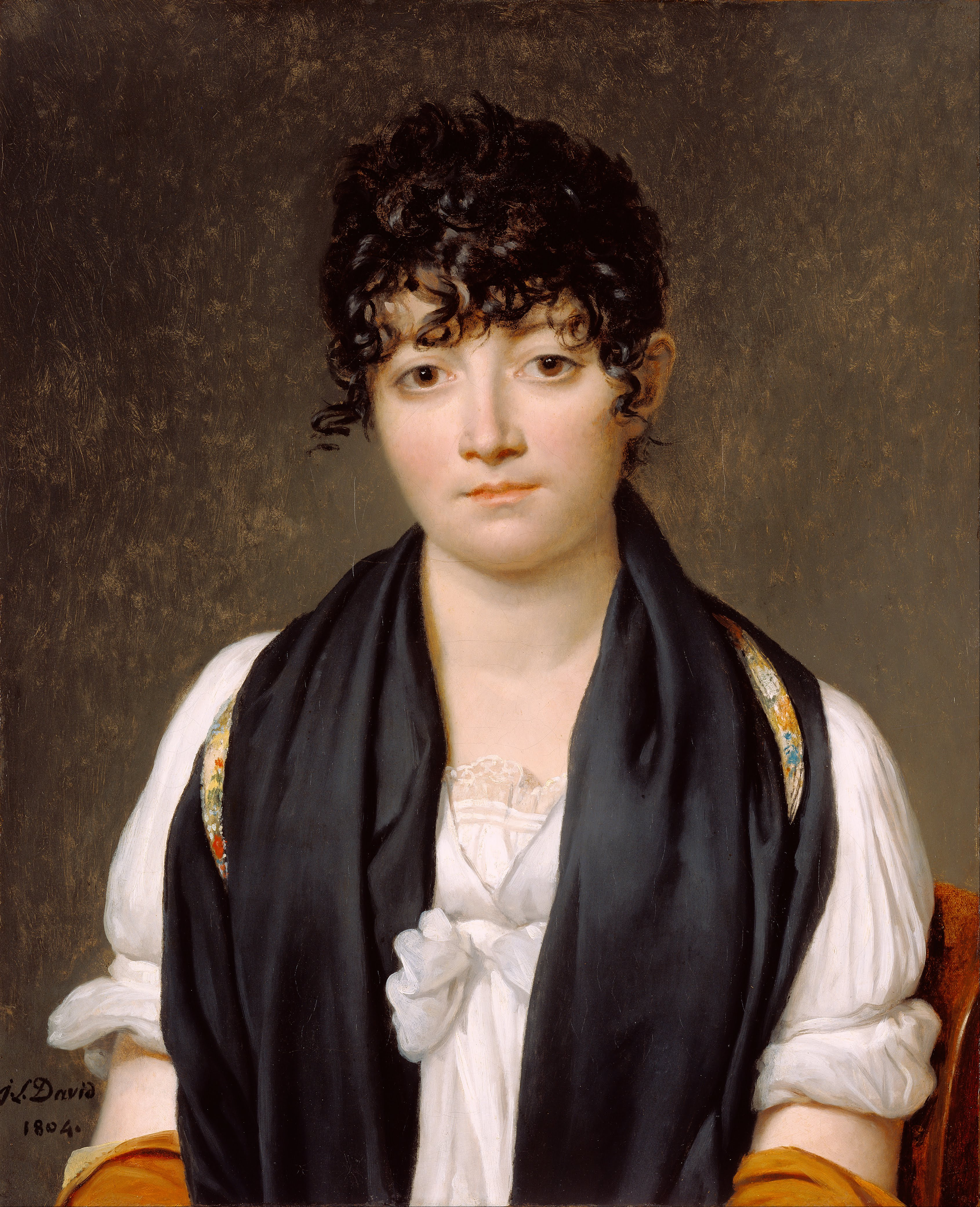
Jacques-Louis David, Portrait de Suzanne Le Peletier de Saint-Fargeau, 1804.
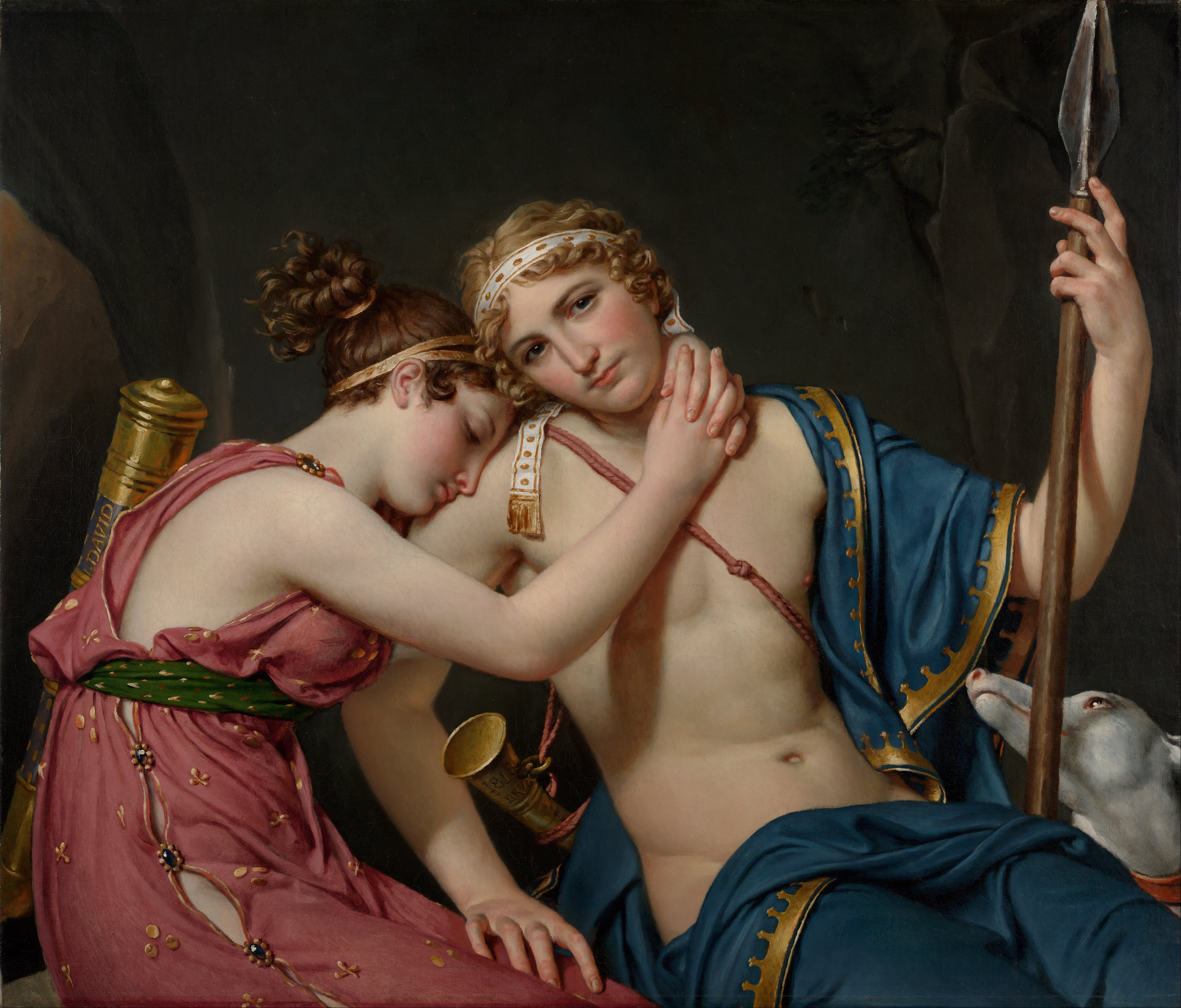
Jacques-Louis David, Les Adieux de Télémaque et d'Eucharis, 1818.
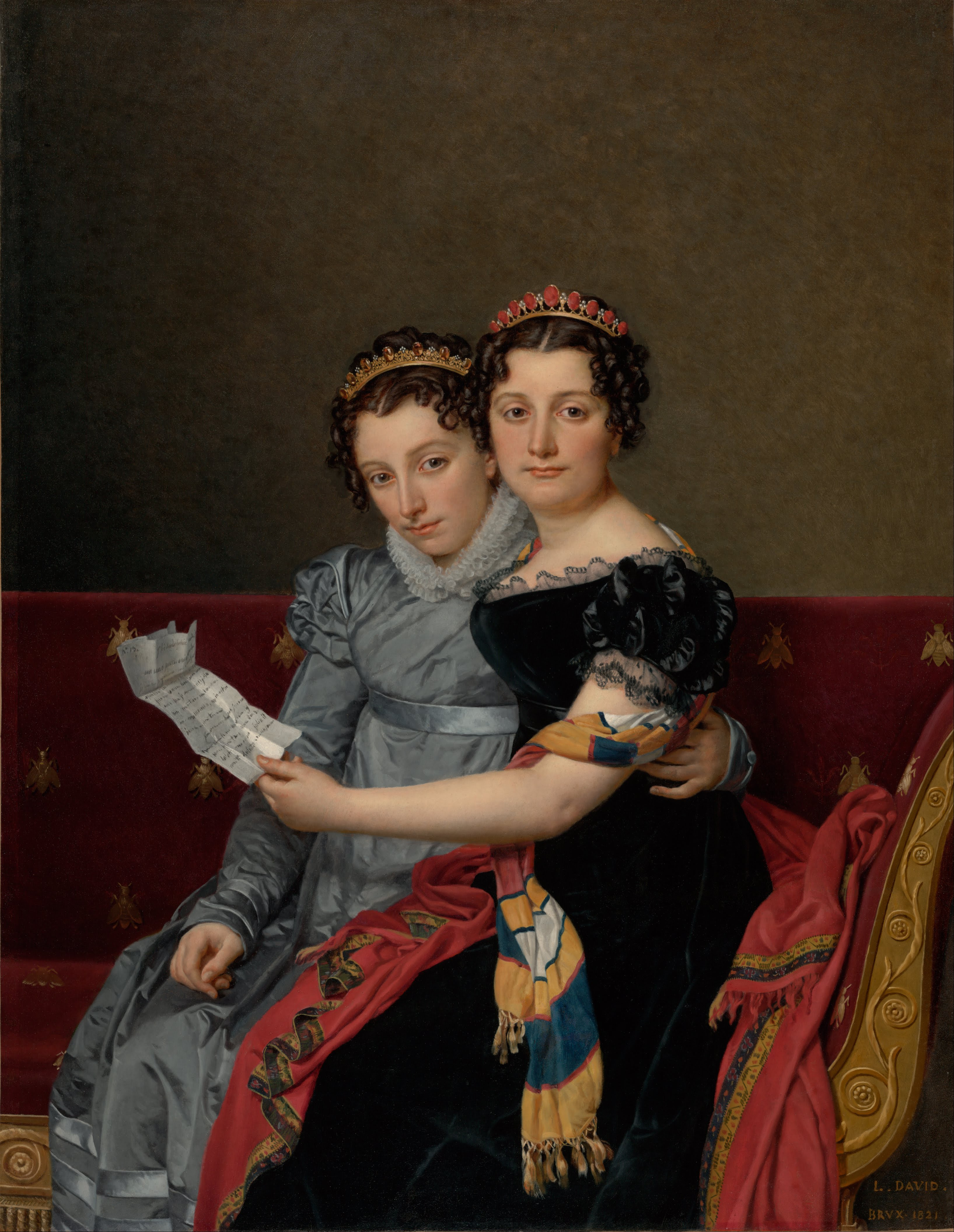
Jacques-Louis David, Charlotte et Zénaïde Bonaparte, 1821.
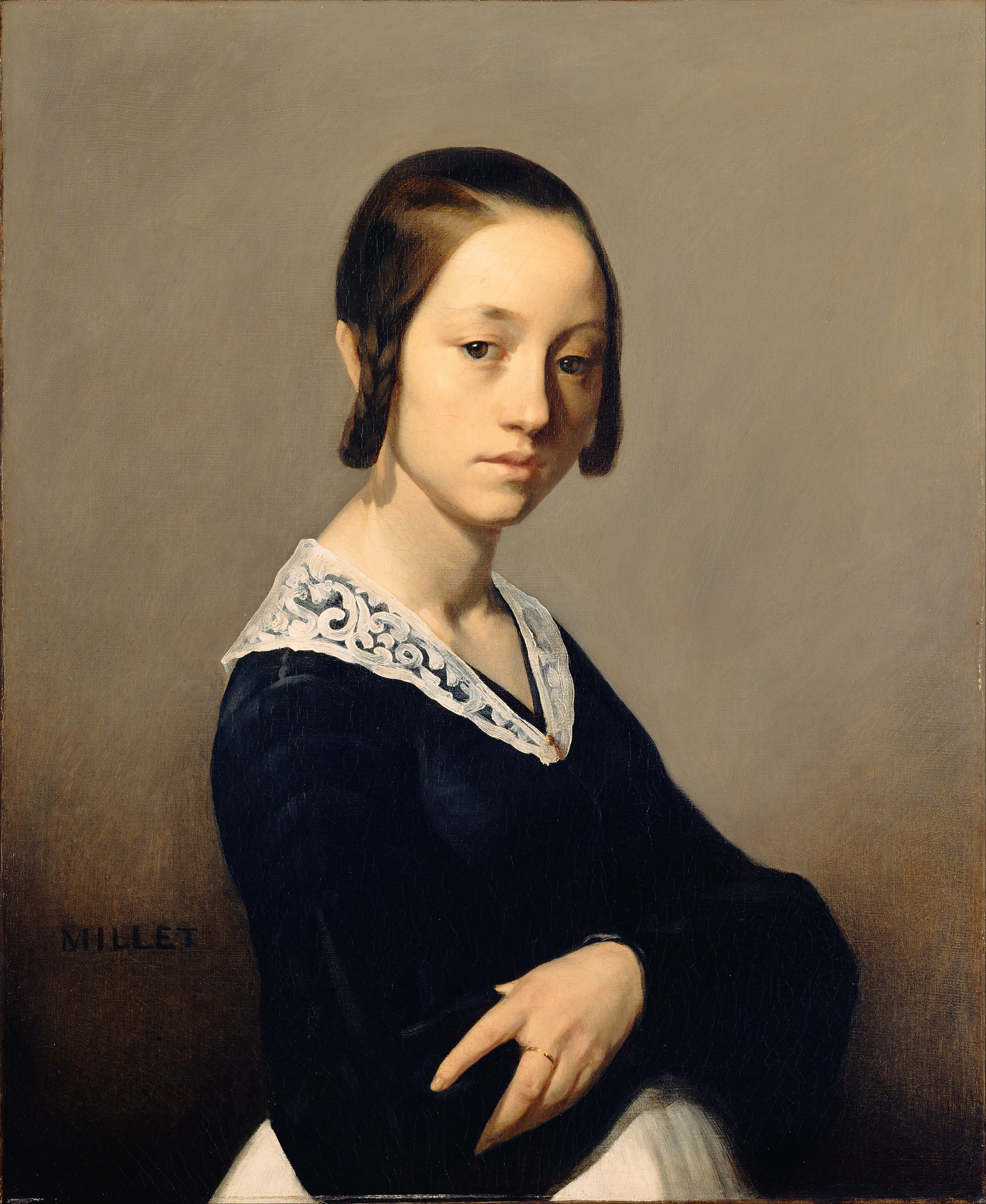
Jean-François Millet, Portrait de Louise-Antoinette Feuardent, 1841.
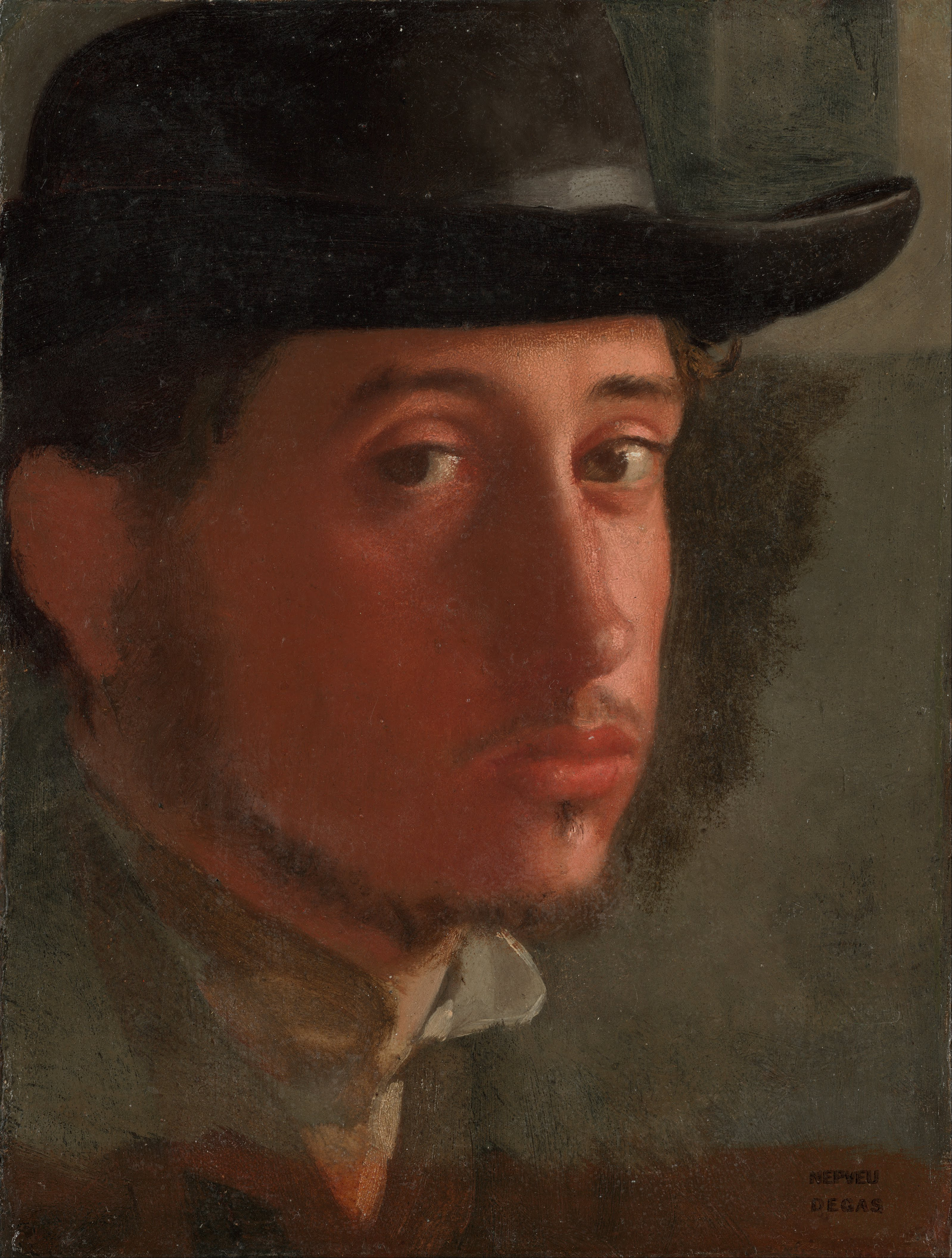
Edgar Degas, Autoportrait, vers 1857-1858.
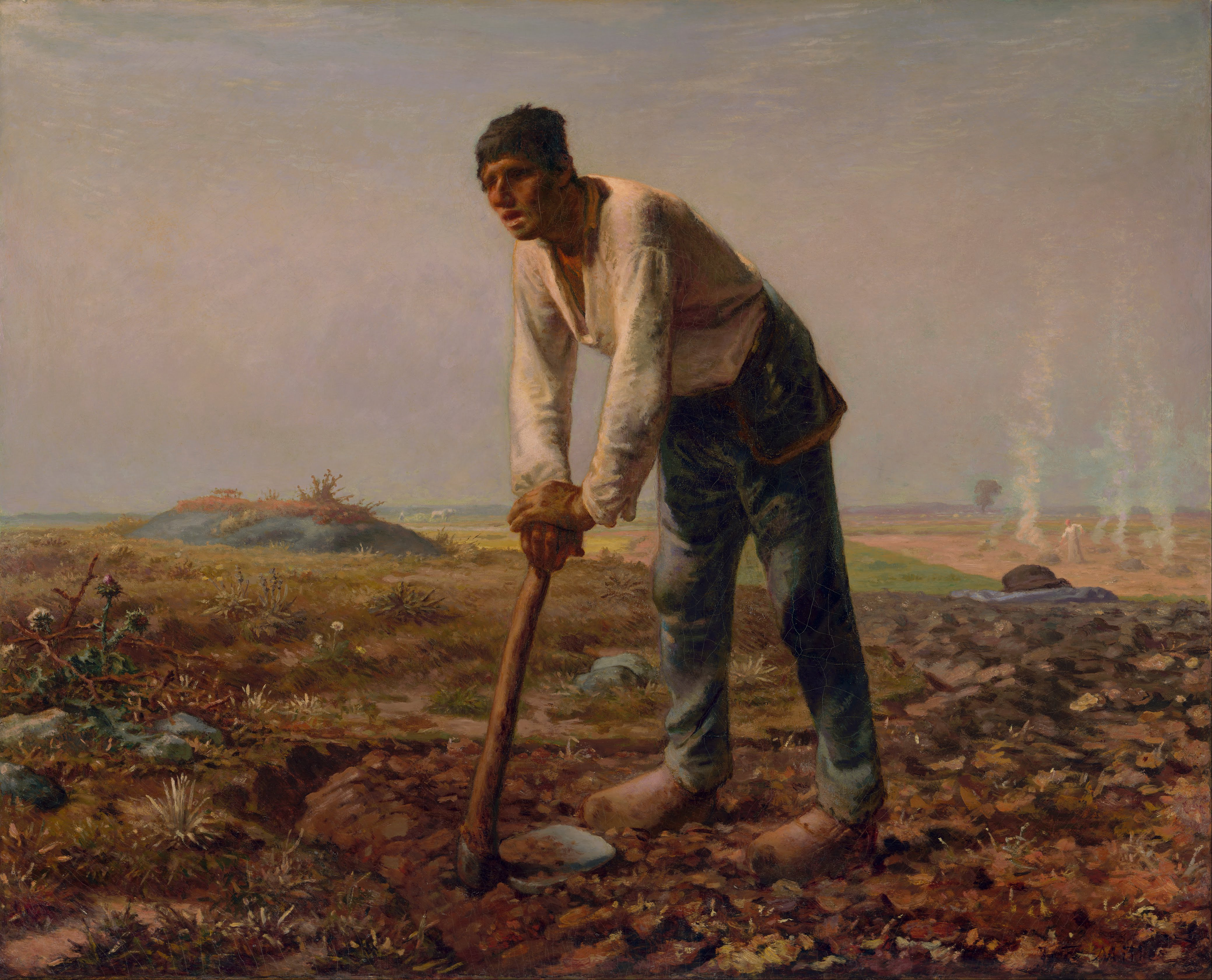
Jean-François Millet, L'Homme à la houe, 1860-1862.
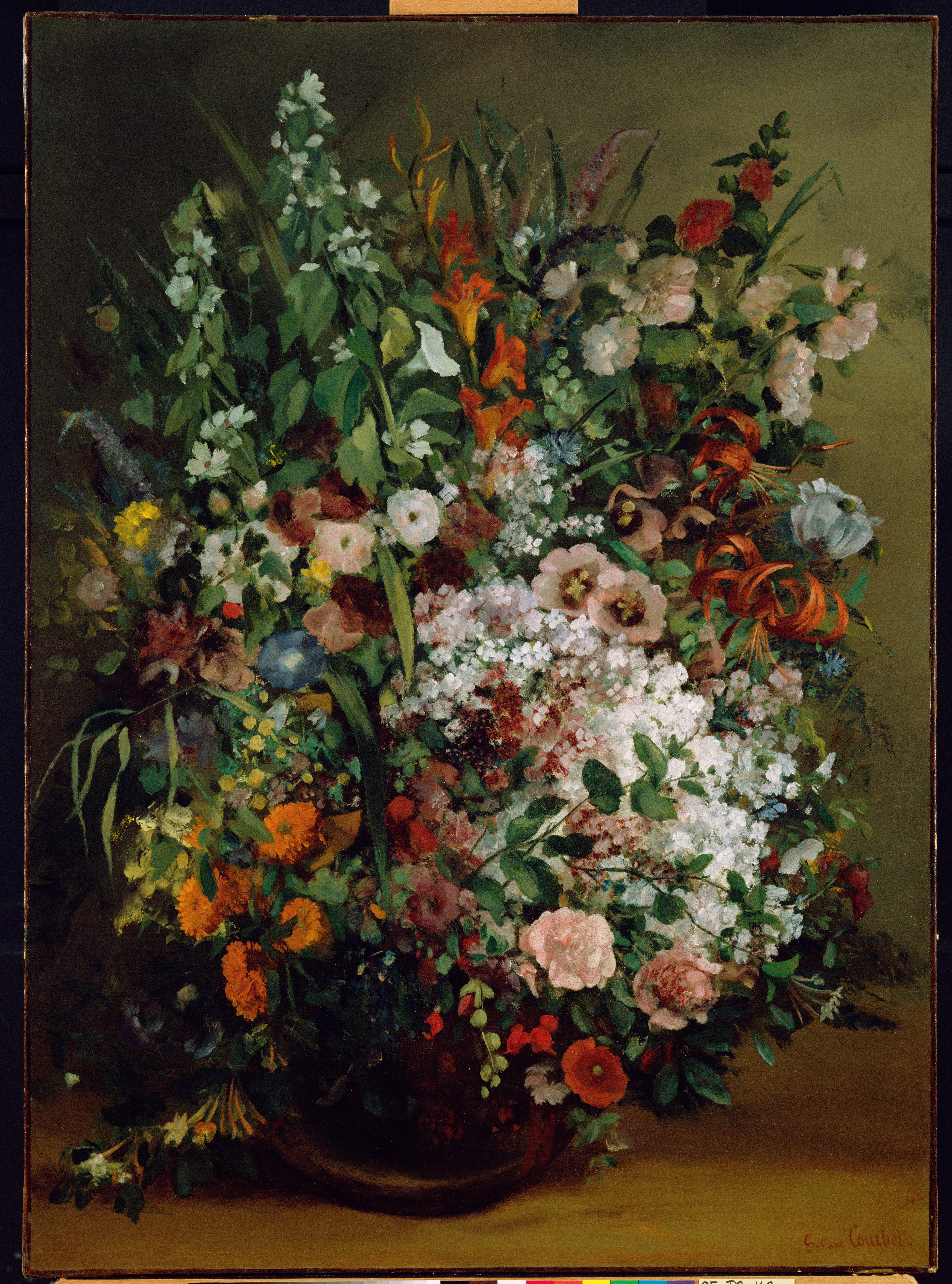
Gustave Courbet, Bouquet de fleurs dans un vase, 1862.
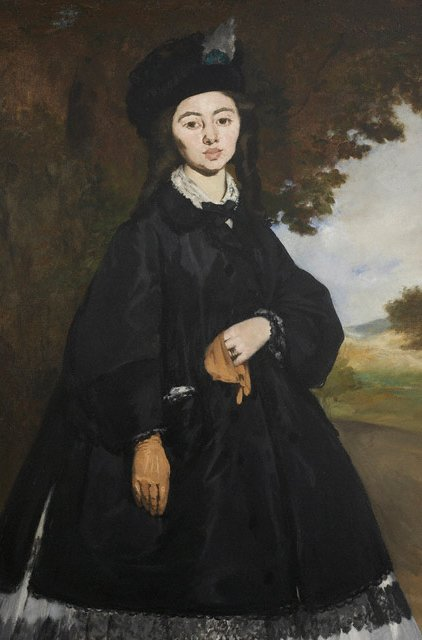
Édouard Manet, Portrait de madame Brunet, 1867.
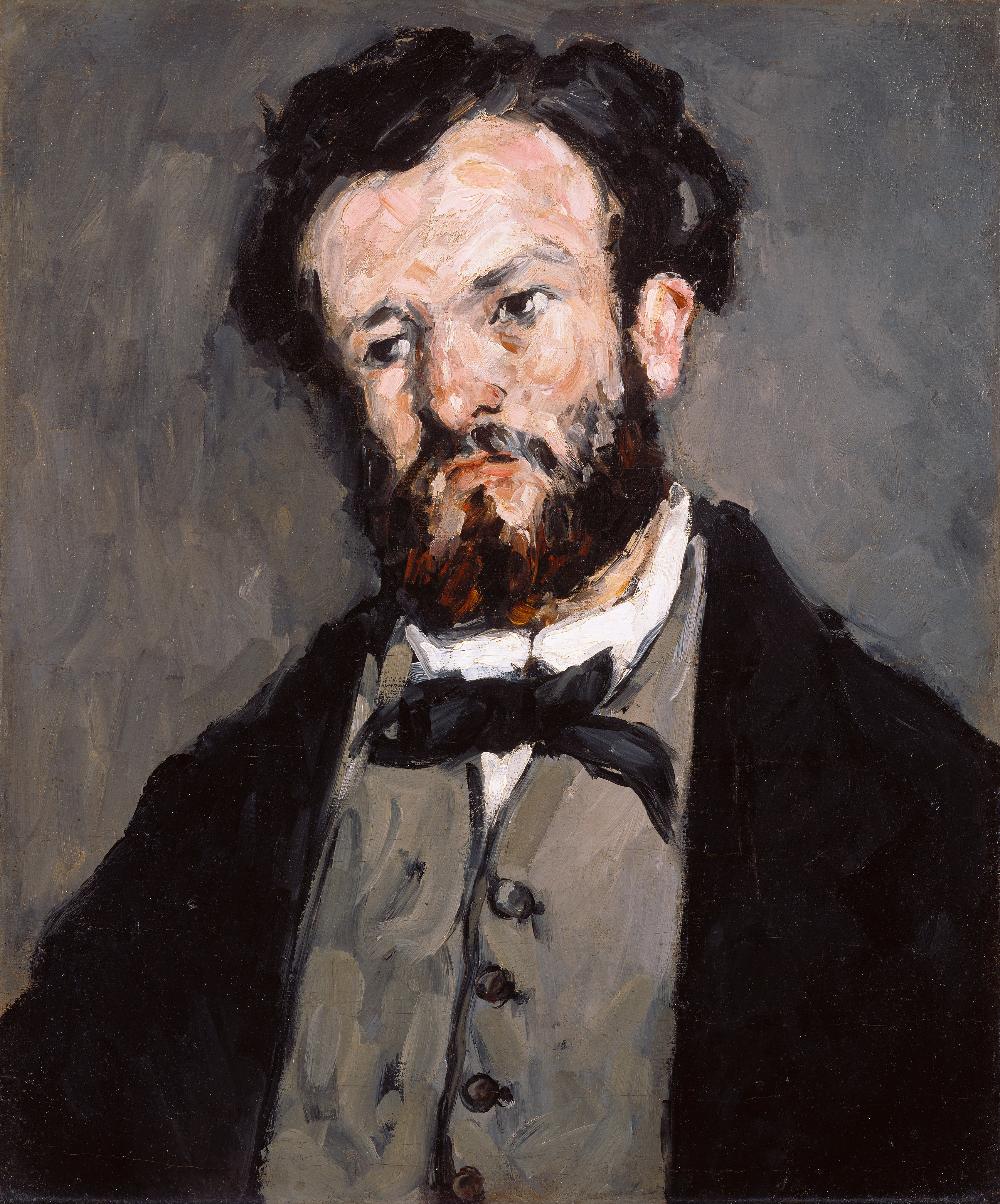
Paul Cézanne, Portrait d'Antony Valabrègue, 1869-1871.
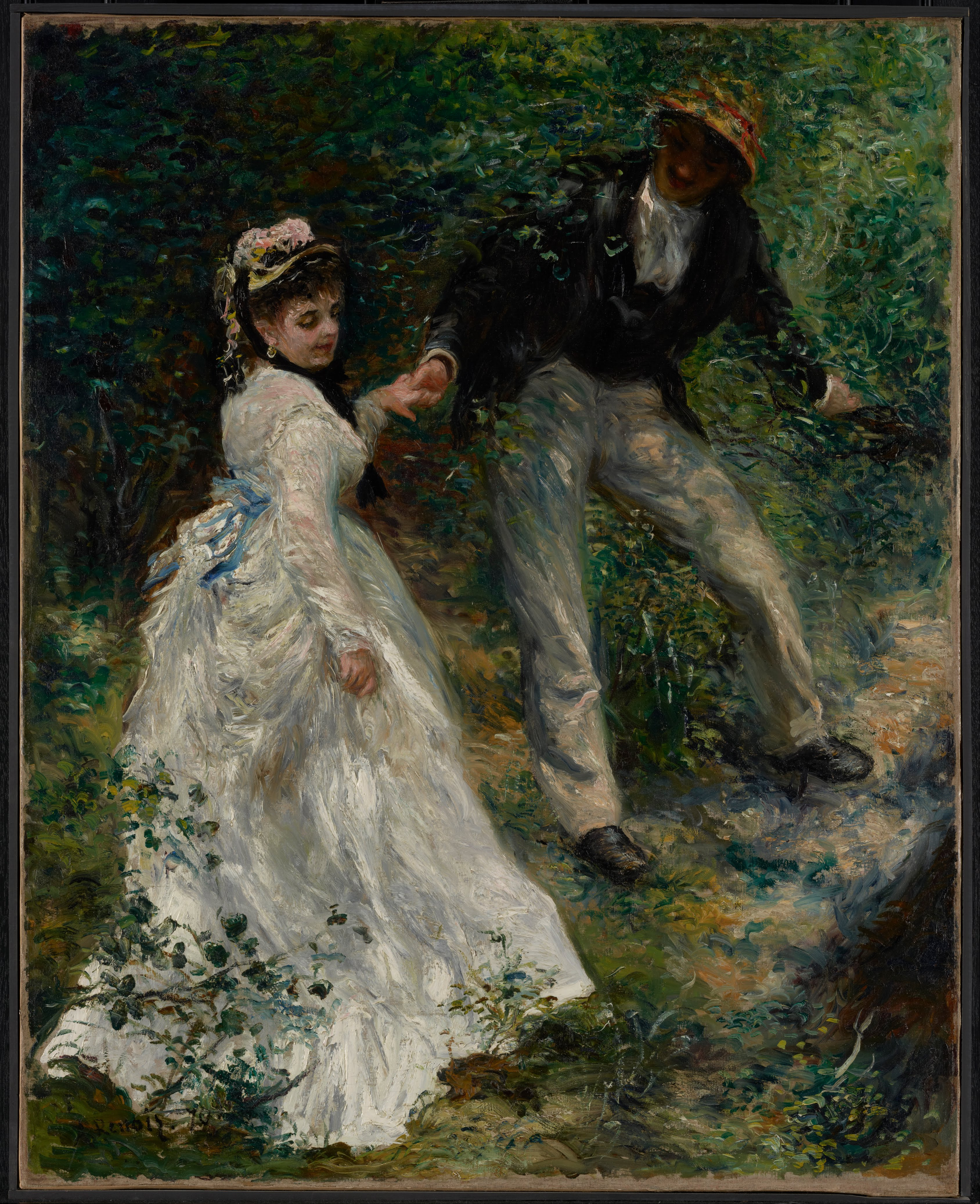
Auguste Renoir, La Promenade, 1870.
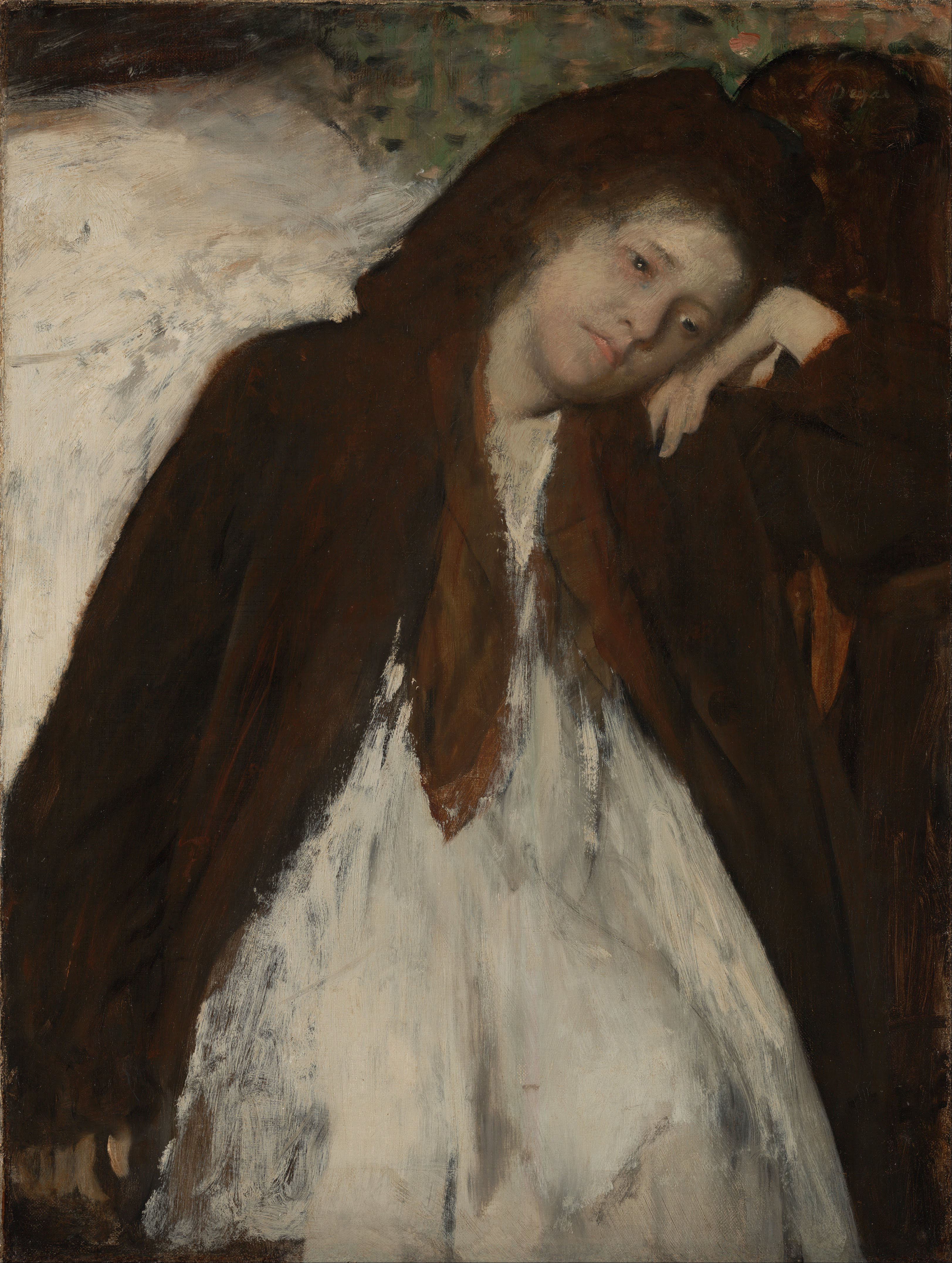
Edgar Degas, La Convalescente, vers 1872.
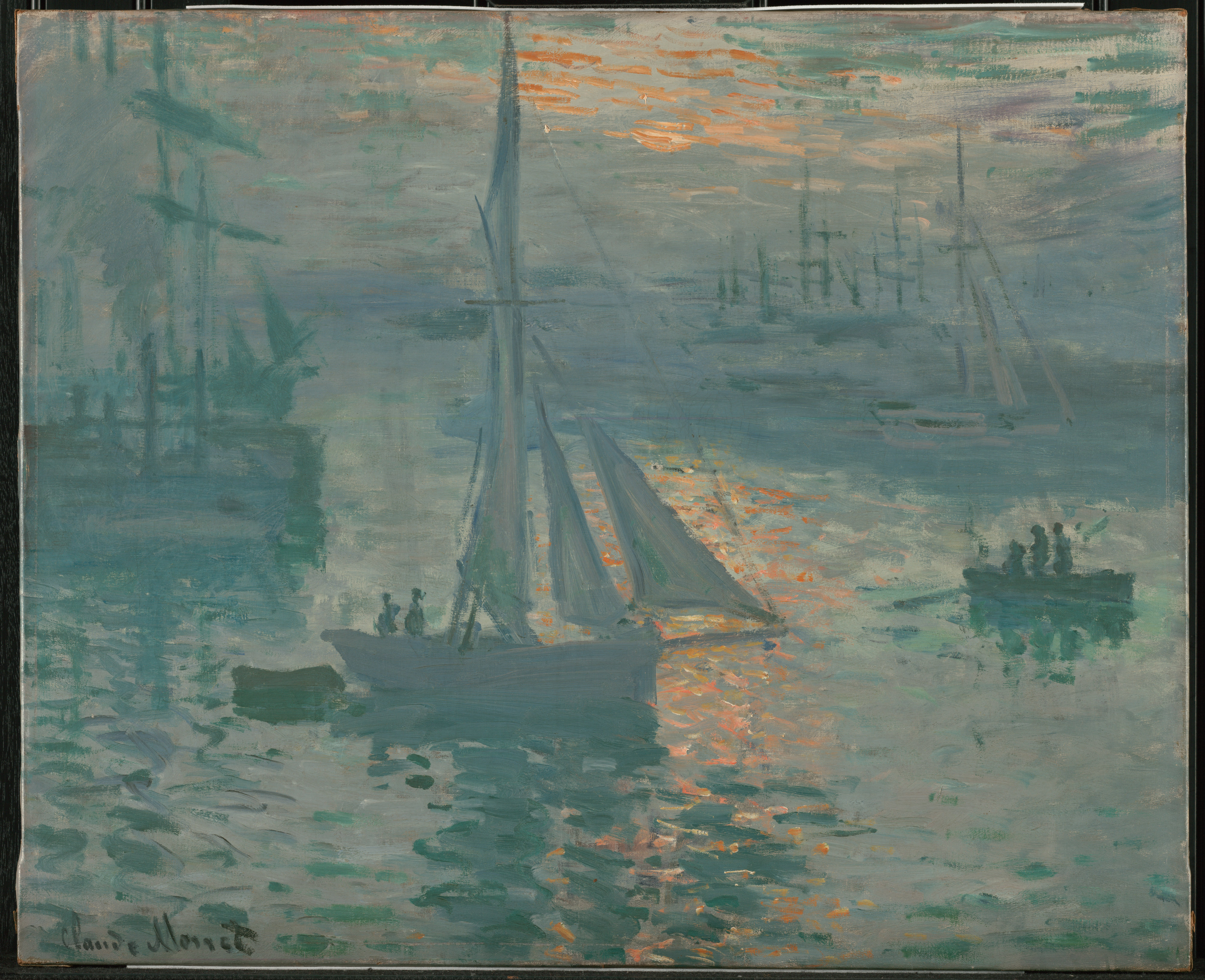
Claude Monet, Soleil levant (marine), 1872 ou 1873.
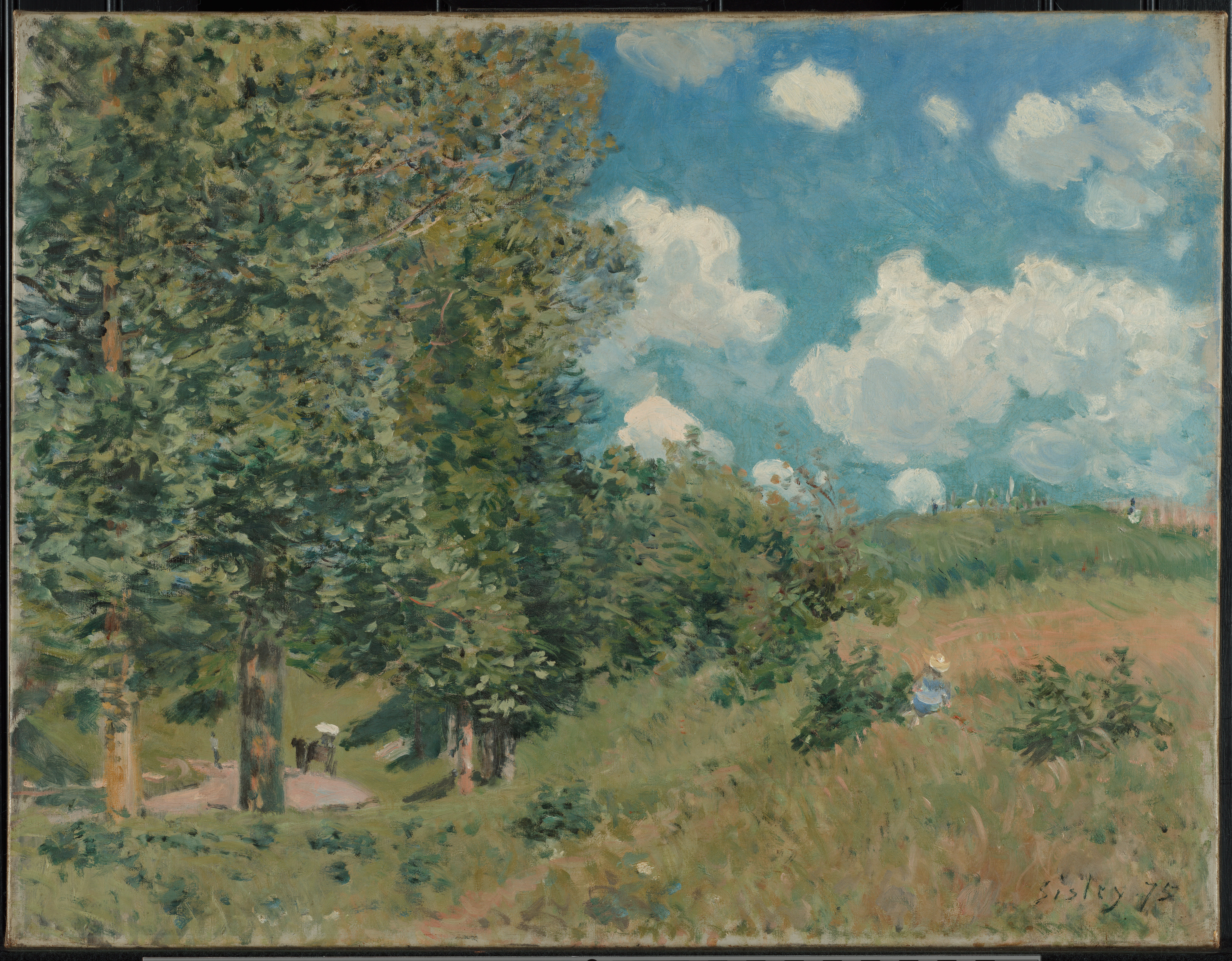
Alfred Sisley, La Route de Versailles à Saint-Germain, 1875.
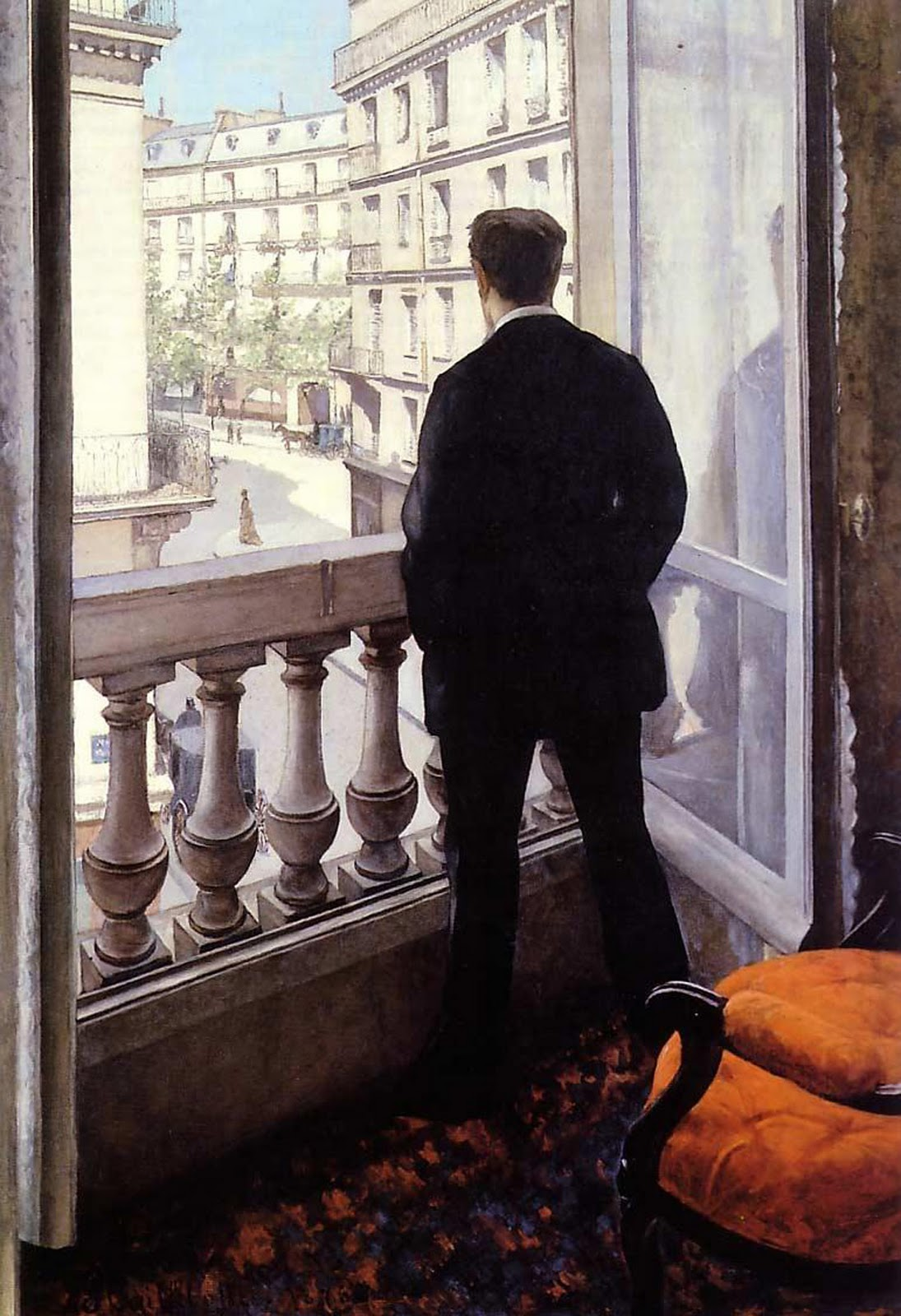
Gustave Caillebotte, Jeune Homme à la fenêtre, 1876.
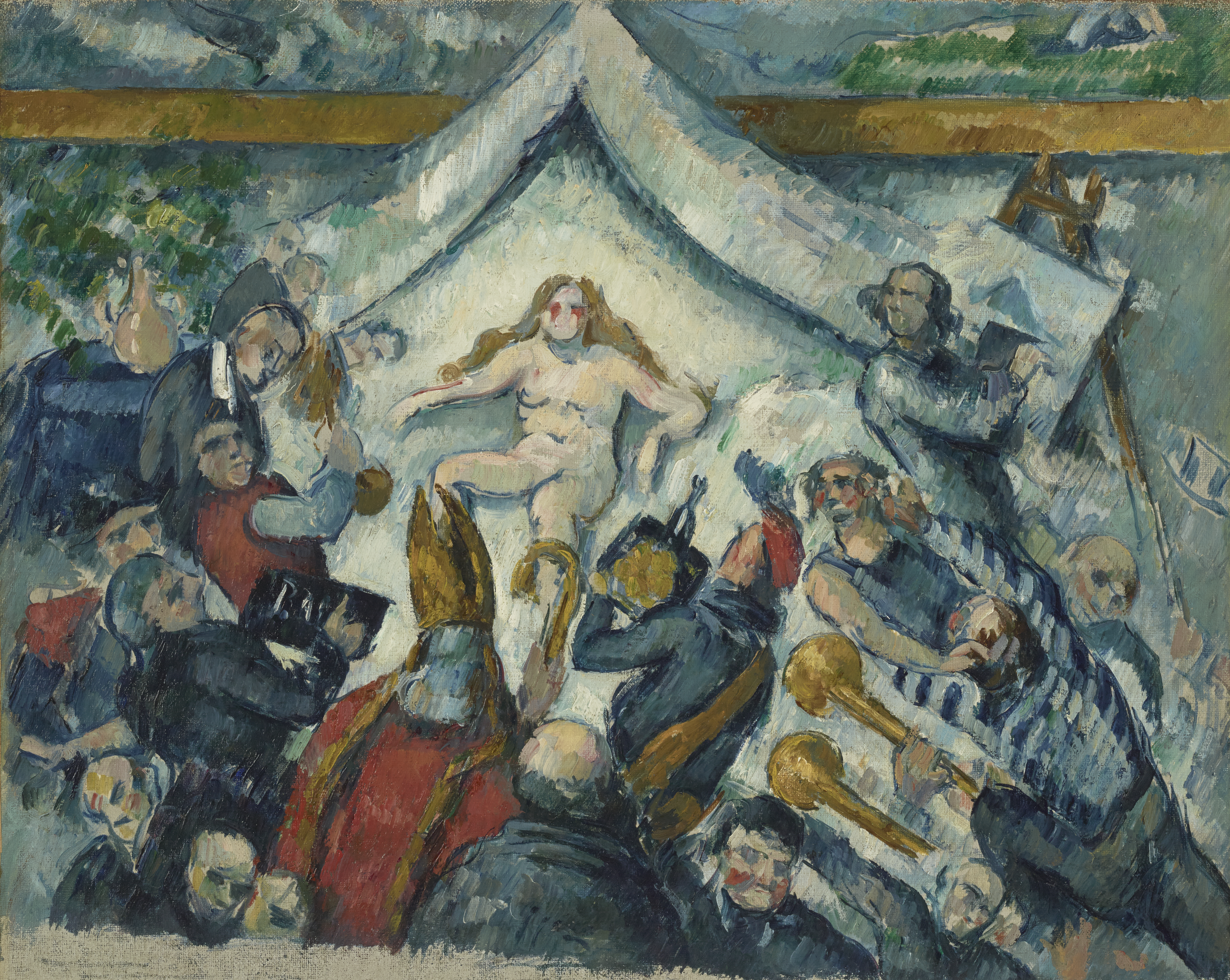
Paul Cézanne, L'Éternel féminin, vers 1877.
Édouard Manet, La Rue Mosnier aux drapeaux, 1878.
William Bouguereau, Jeune Fille se défendant contre l'Amour, vers 1880.
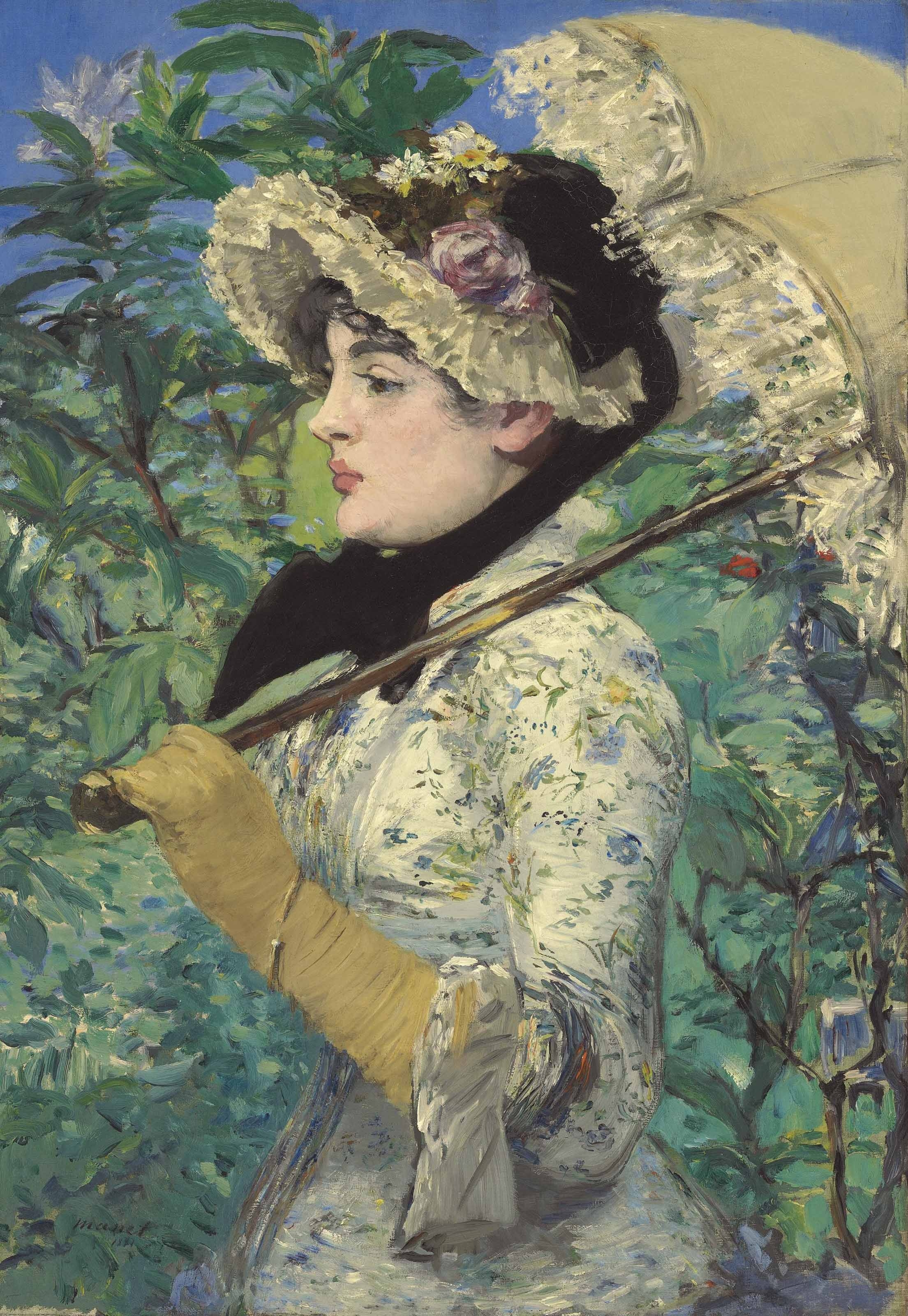
Édouard Manet, Le Printemps, 1881.
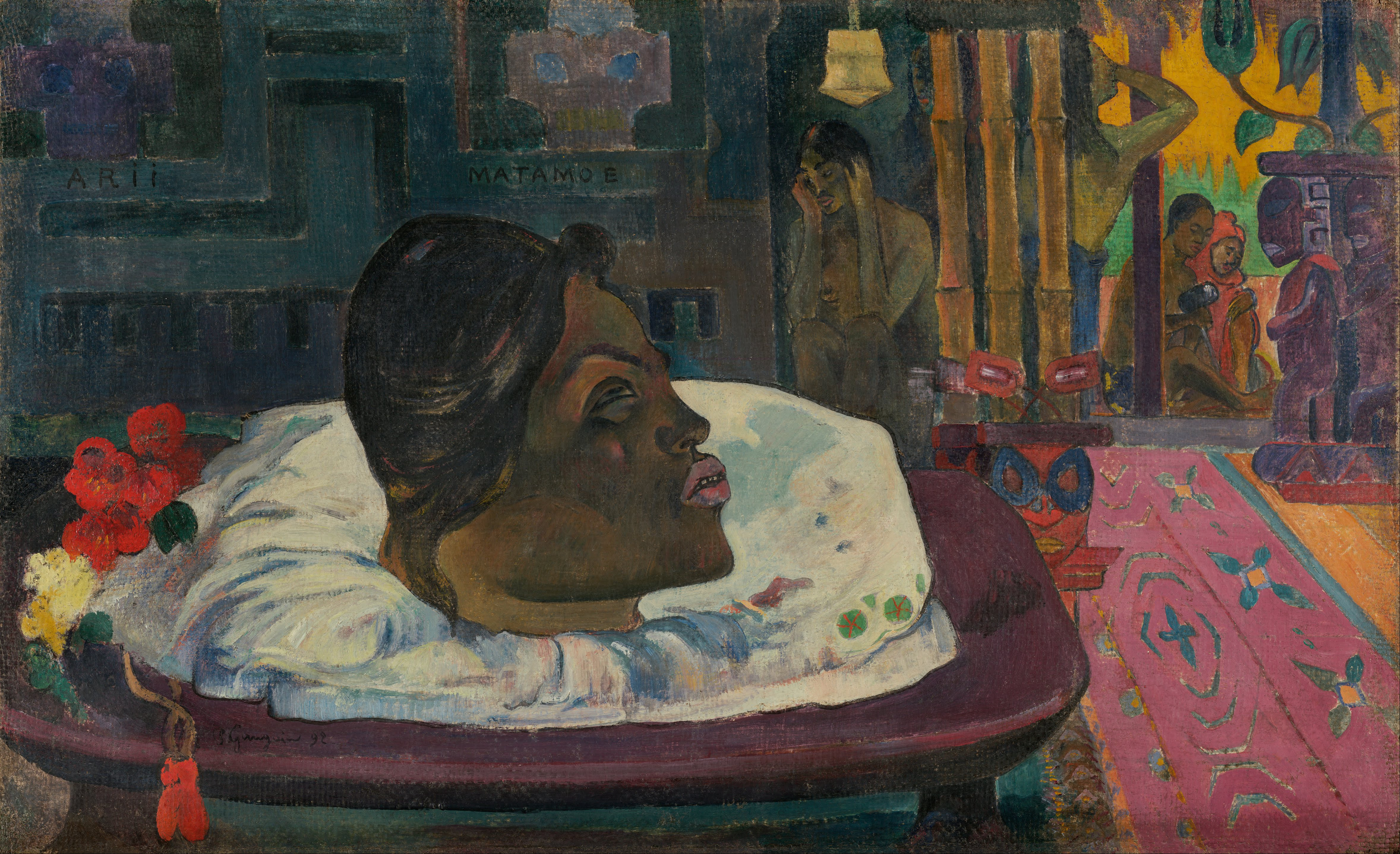
Paul Gauguin, La Fin royale, 1892.
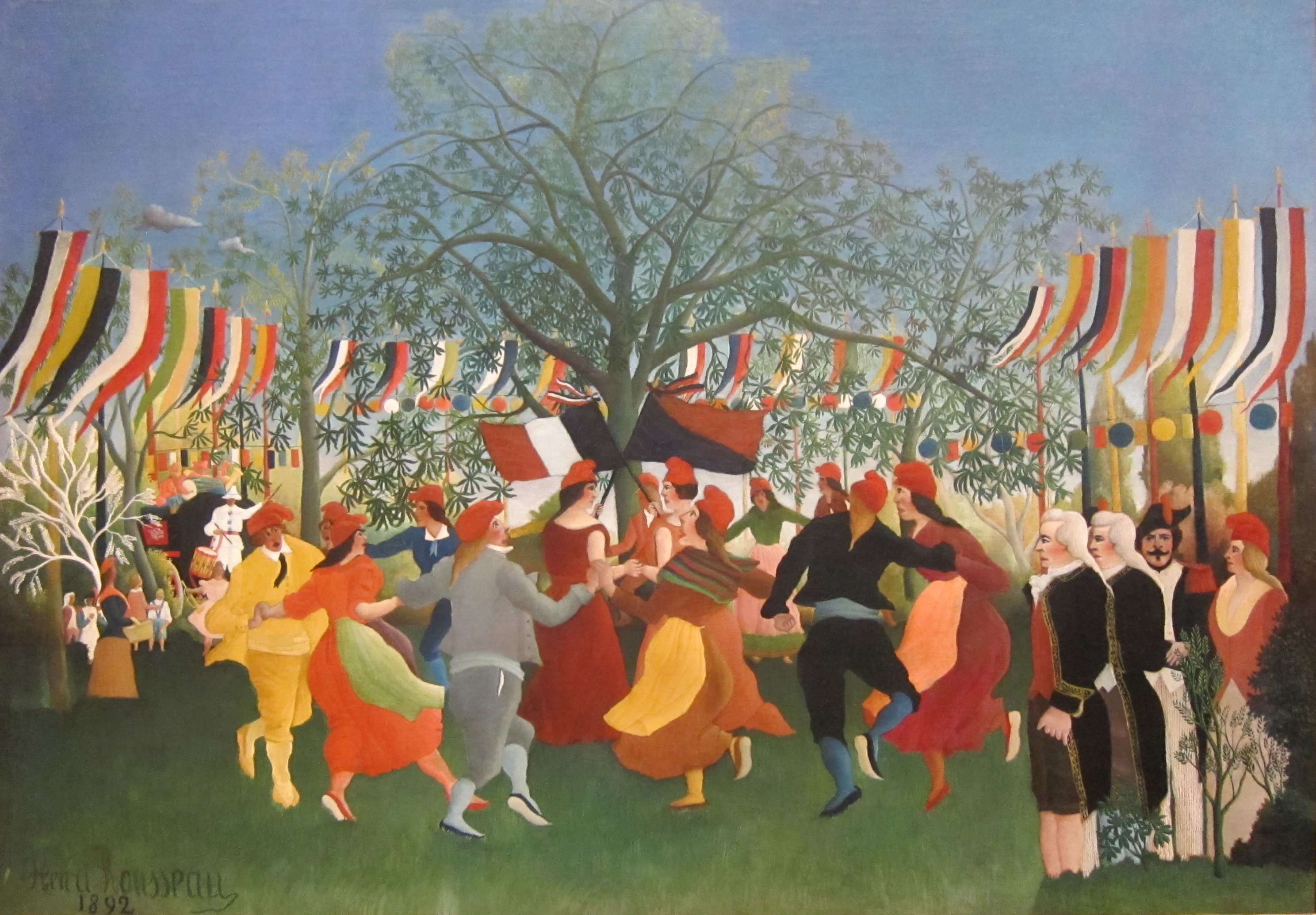
Henri Rousseau, Un centenaire de l'Indépendance, 1892.
Paul Cézanne, Nature morte aux pommes, 1893-1894.
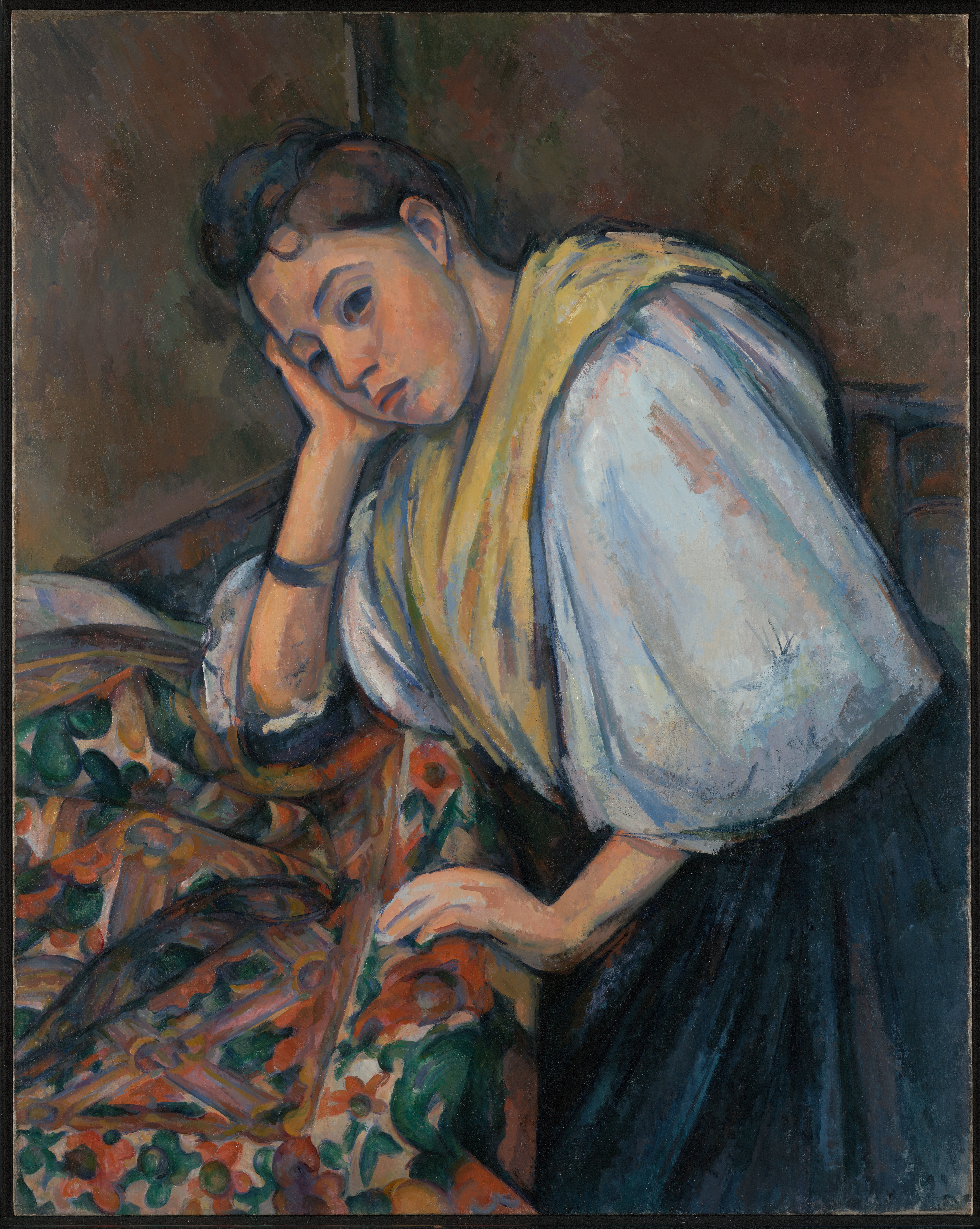
Paul Cézanne, Jeune Italienne accoudée, 1895.

#### Peinture hollandaise, flamande ou belge

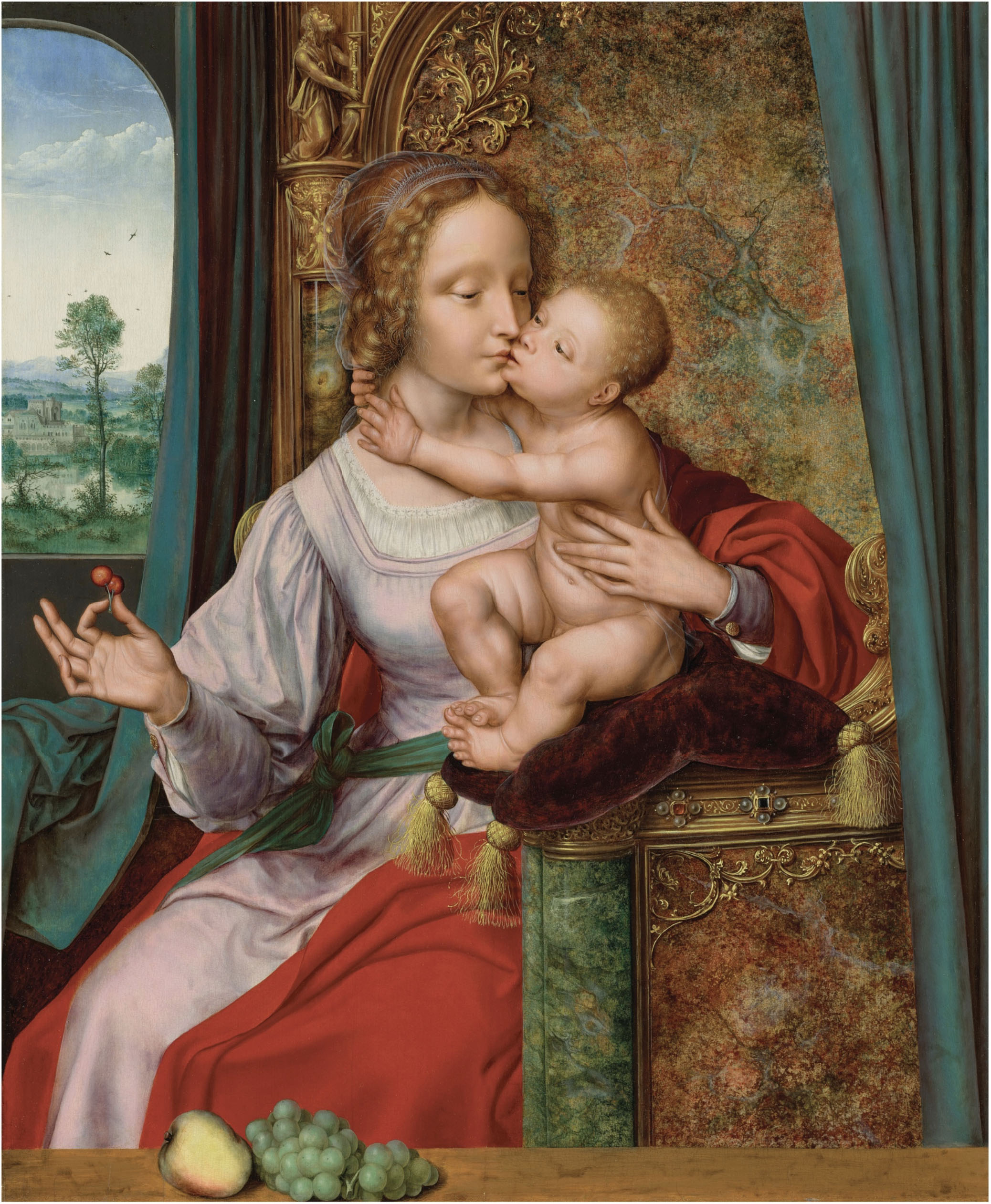
Quentin Metsys, La Vierge aux cerises, vers 1529.
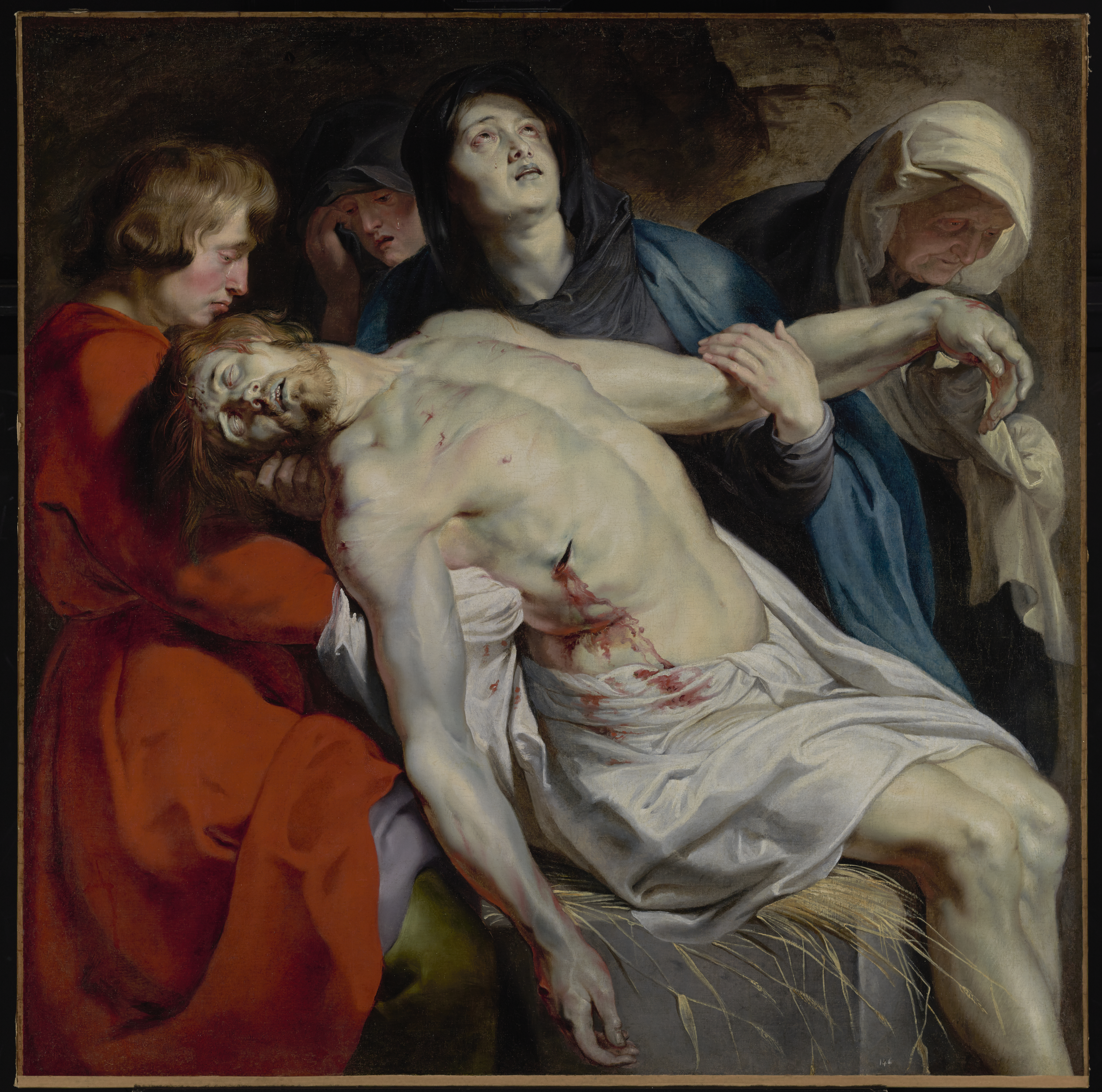
Pierre Paul Rubens, La Mise au tombeau, 1612.
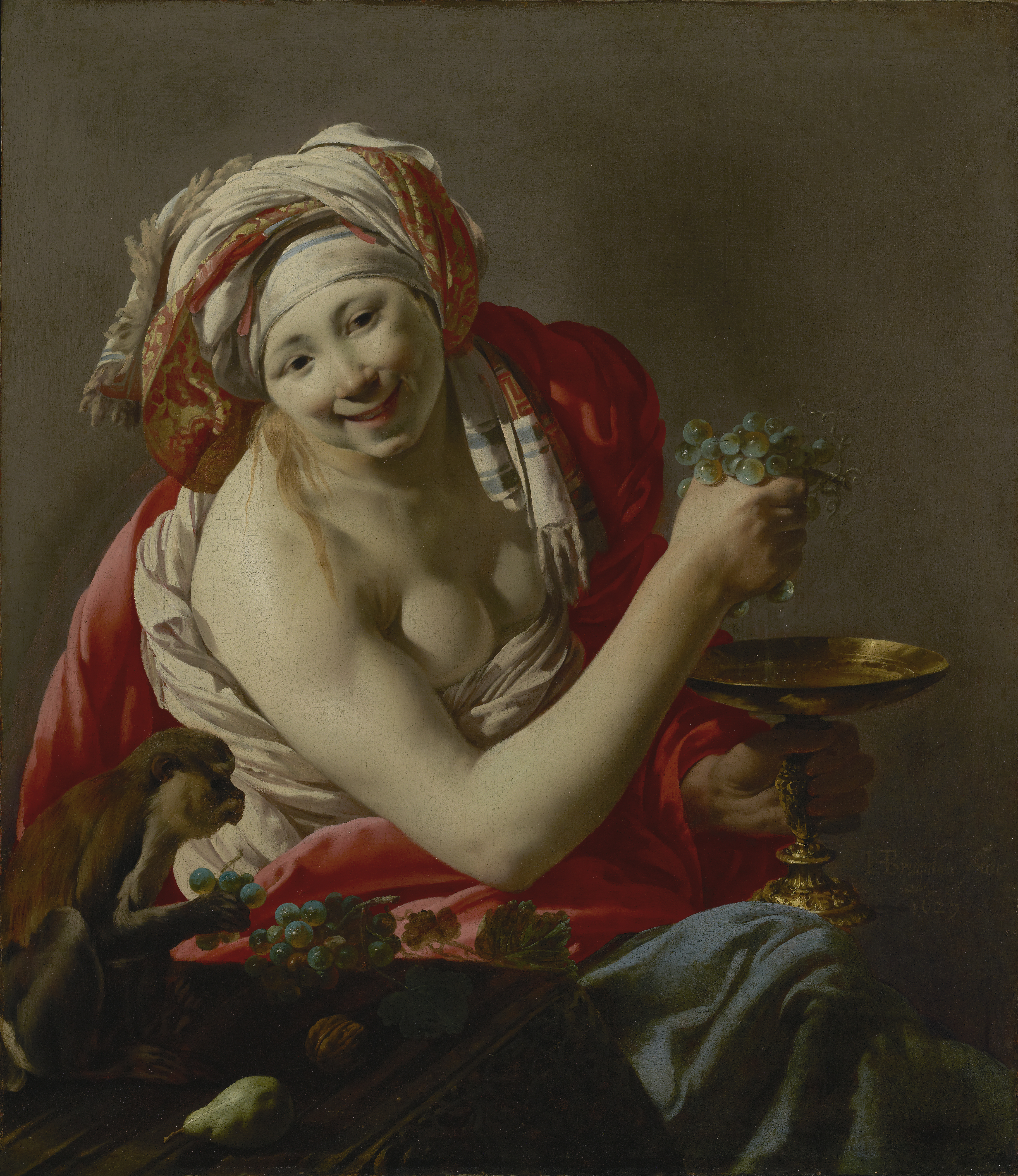
Hendrick ter Brugghen, Bacchante avec un singe, 1627.
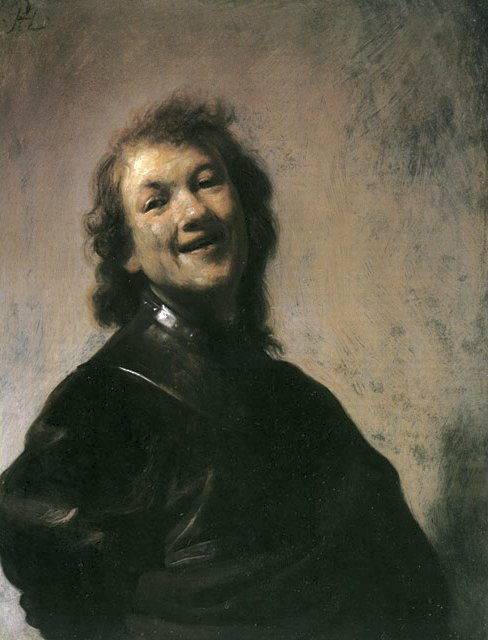
Rembrandt, Rembrandt riant, 1628.
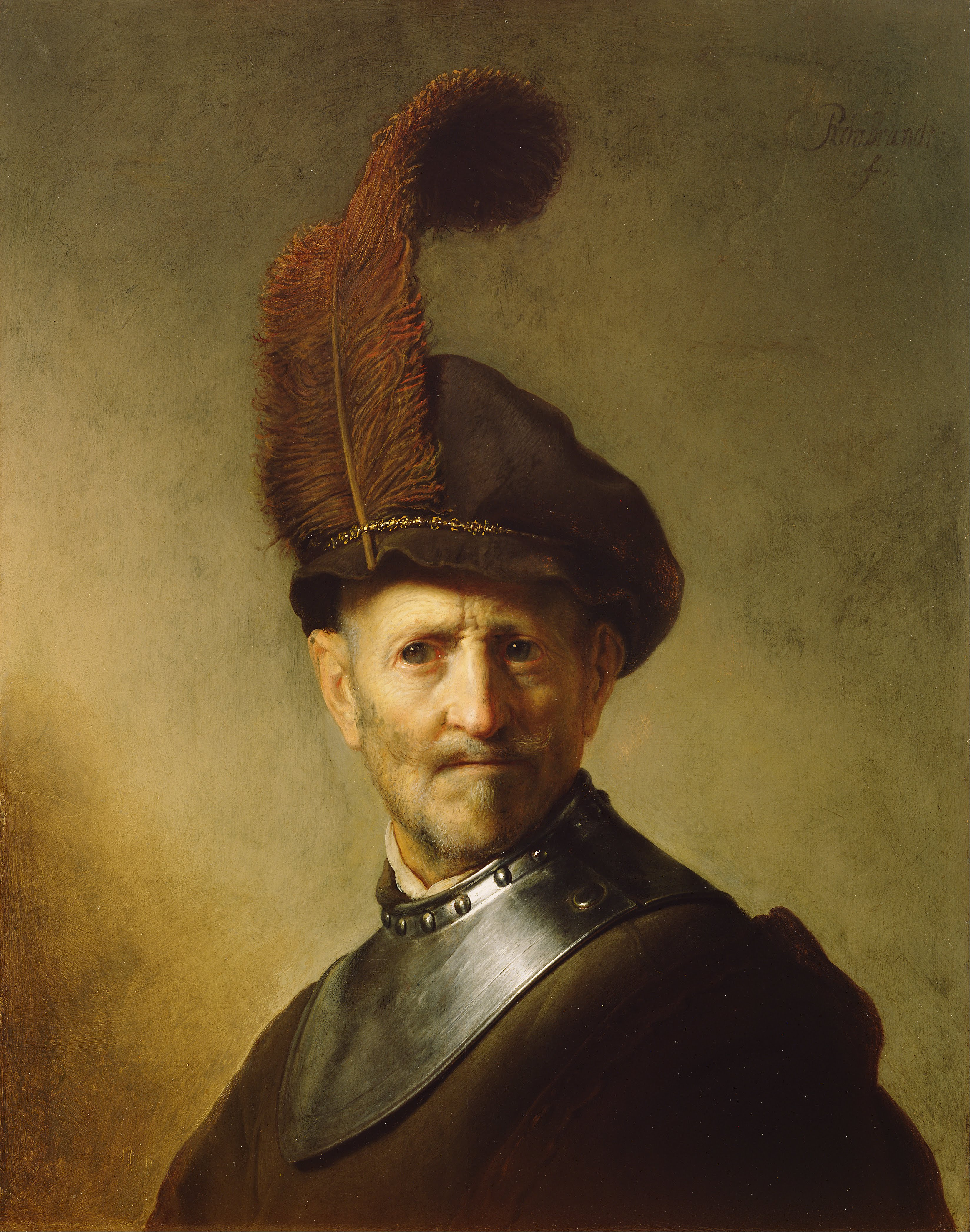
Rembrandt, Vieil Homme en costume militaire, 1630.
Rembrandt, L'Enlèvement d'Europe, 1632.
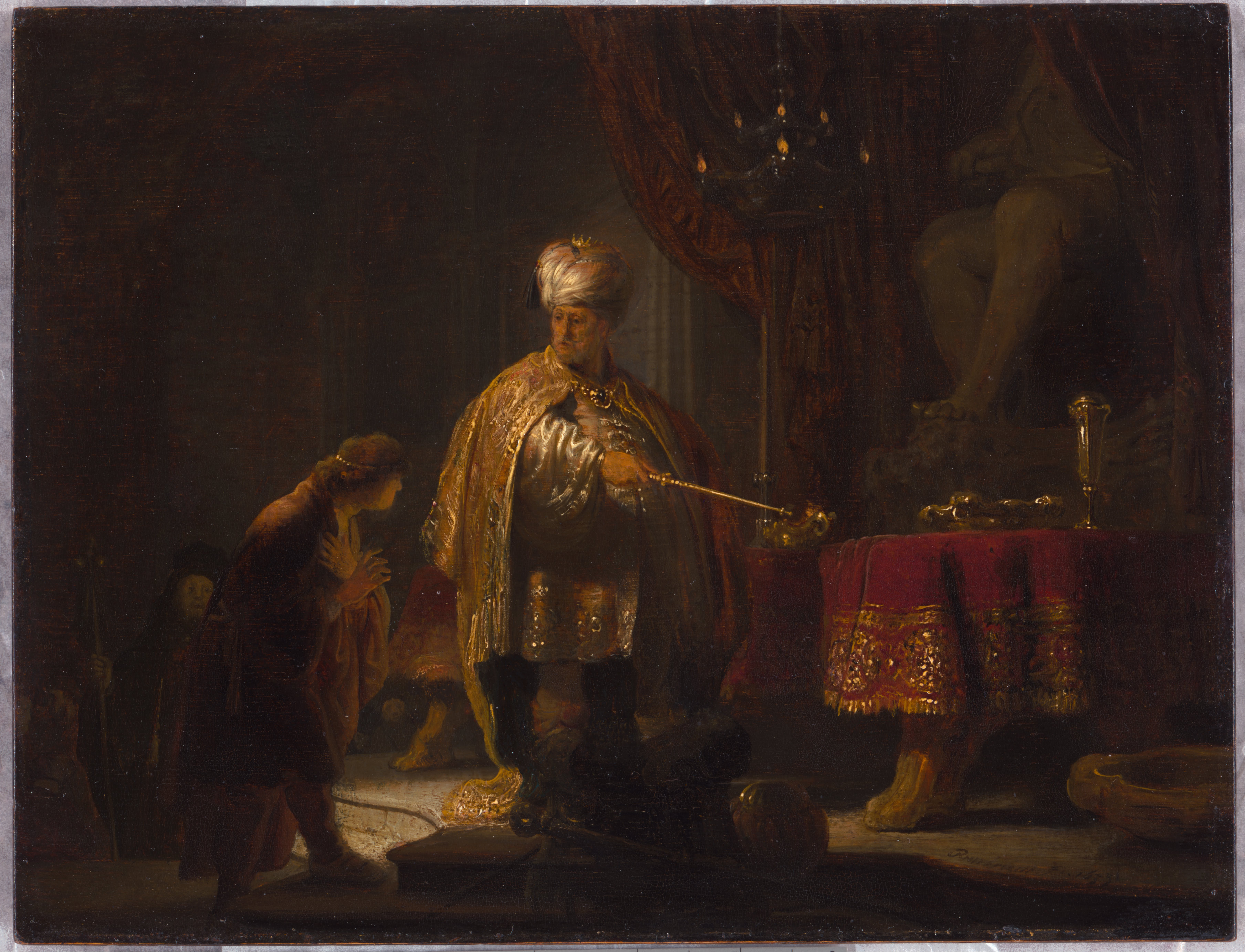
Rembrandt, Daniel et Cyrus devant l'idole de Bêl, 1633.
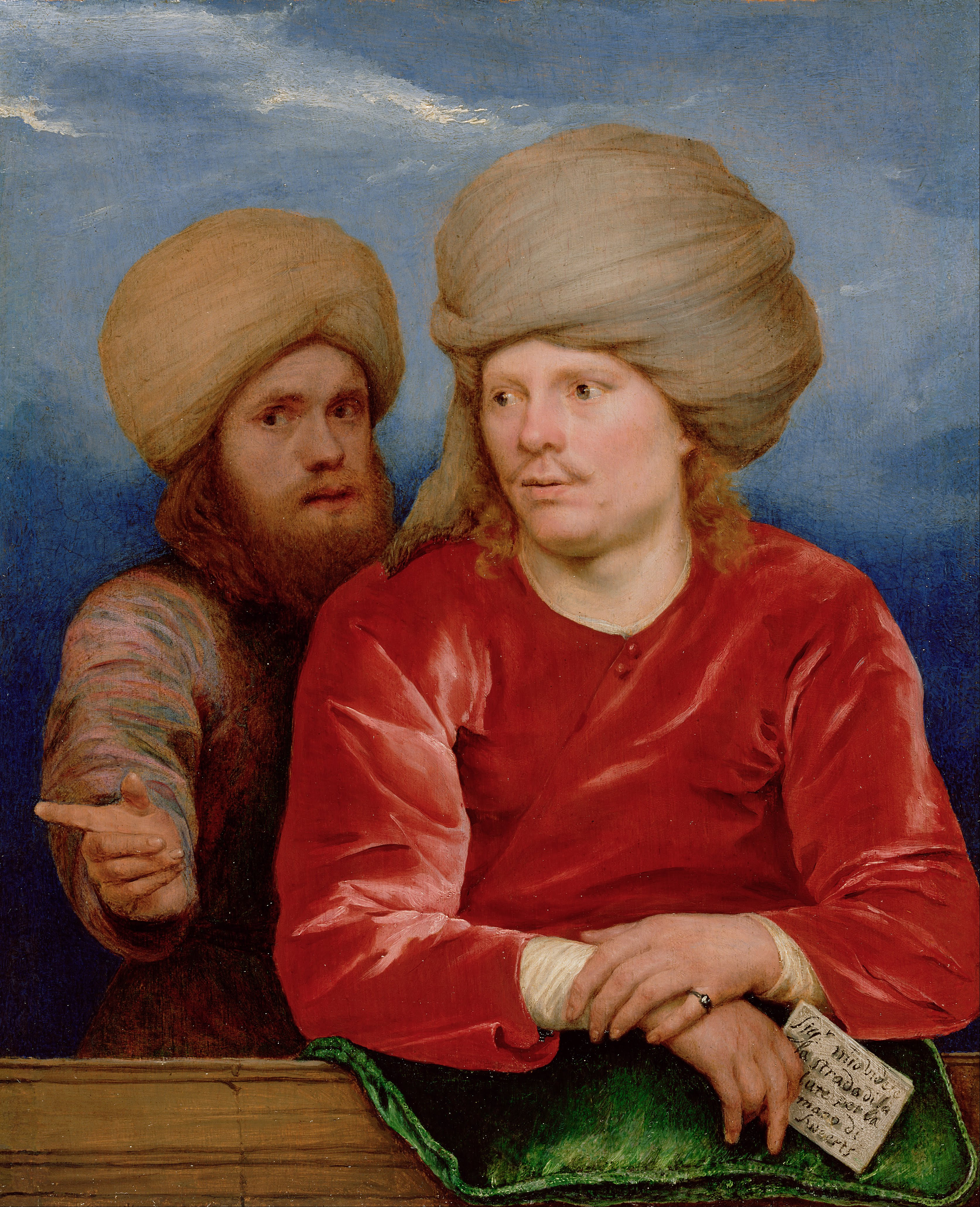
Michael Sweerts, Double portrait d'hommes en turban, vers 1660-1662.
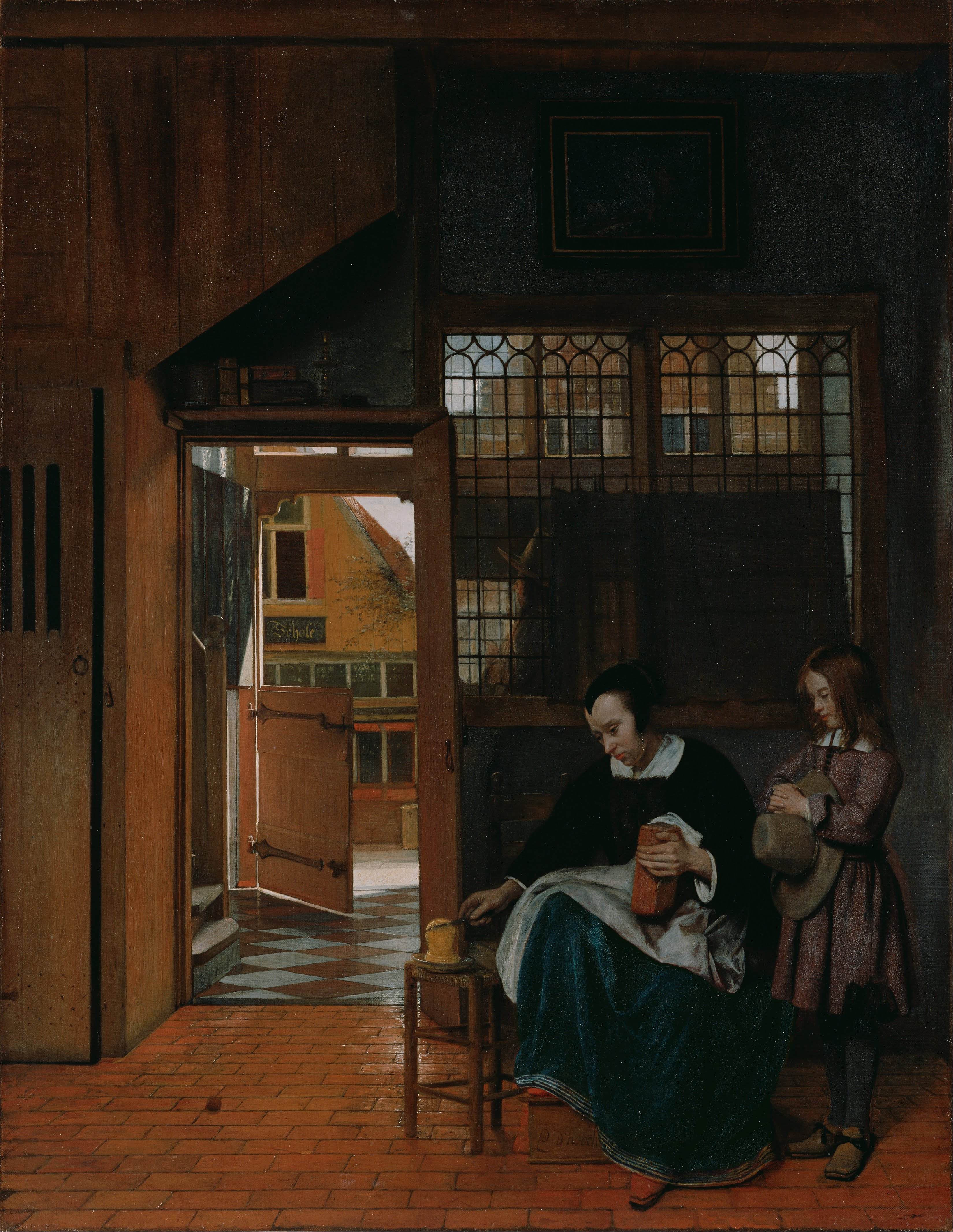
Pieter de Hooch, Une femme préparant du pain et du beurre pour un garçon, vers 1660-1663.
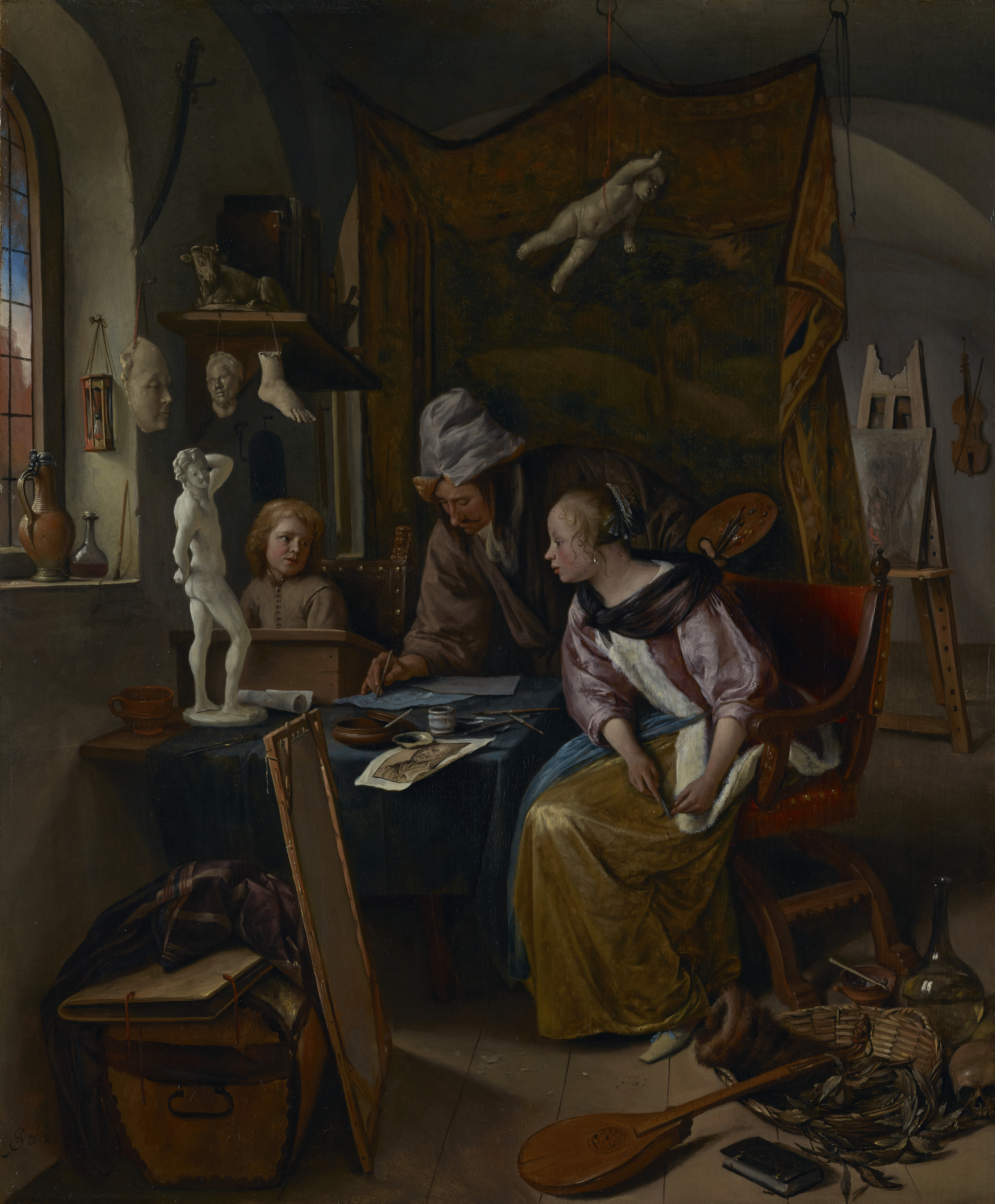
Jan Steen, La Leçon de dessin, vers 1665.
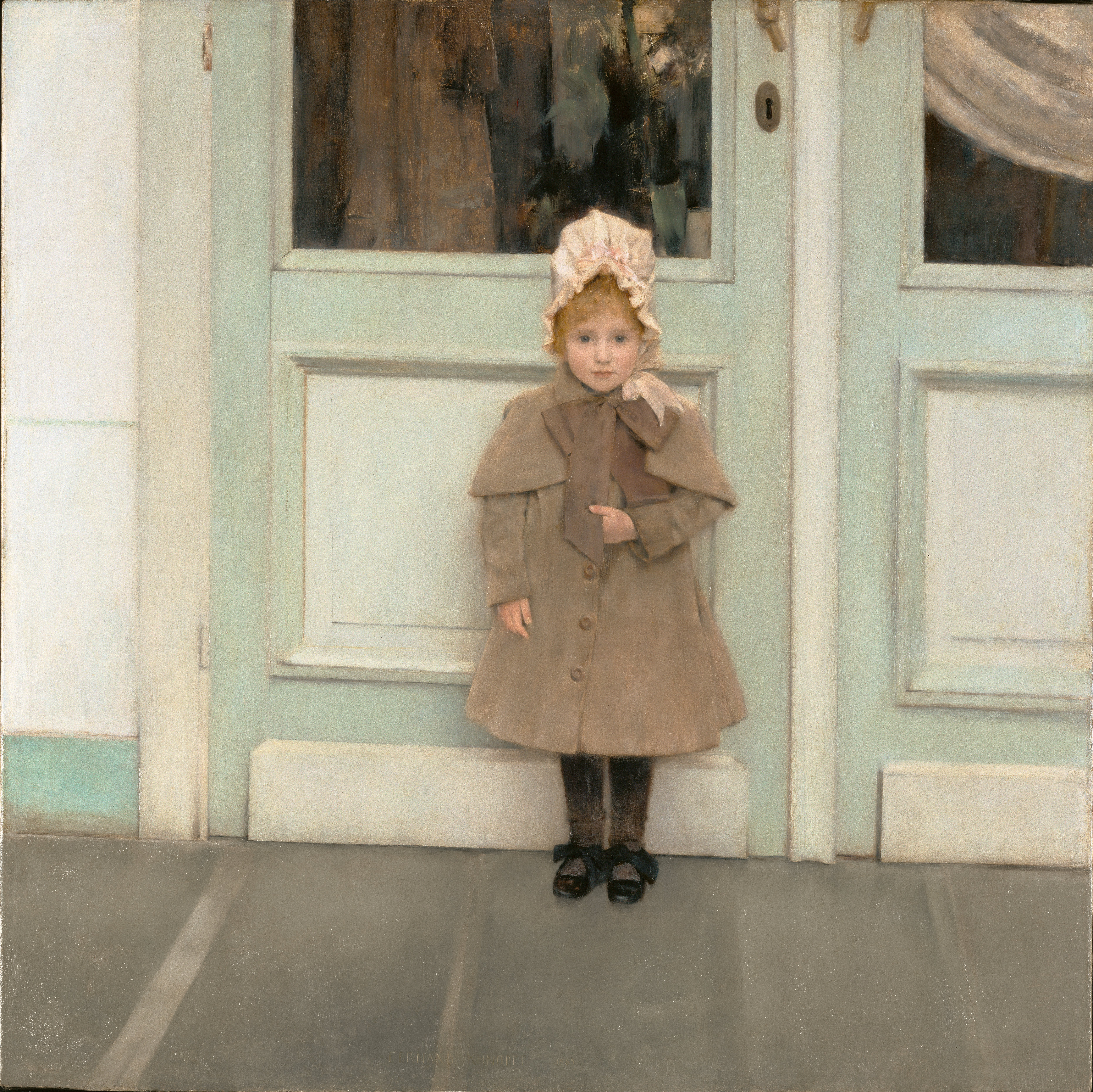
Fernand Khnopff, Portrait de Jeanne Kéfer, 1885.
James Ensor, L'Entrée du Christ à Bruxelles, 1888.
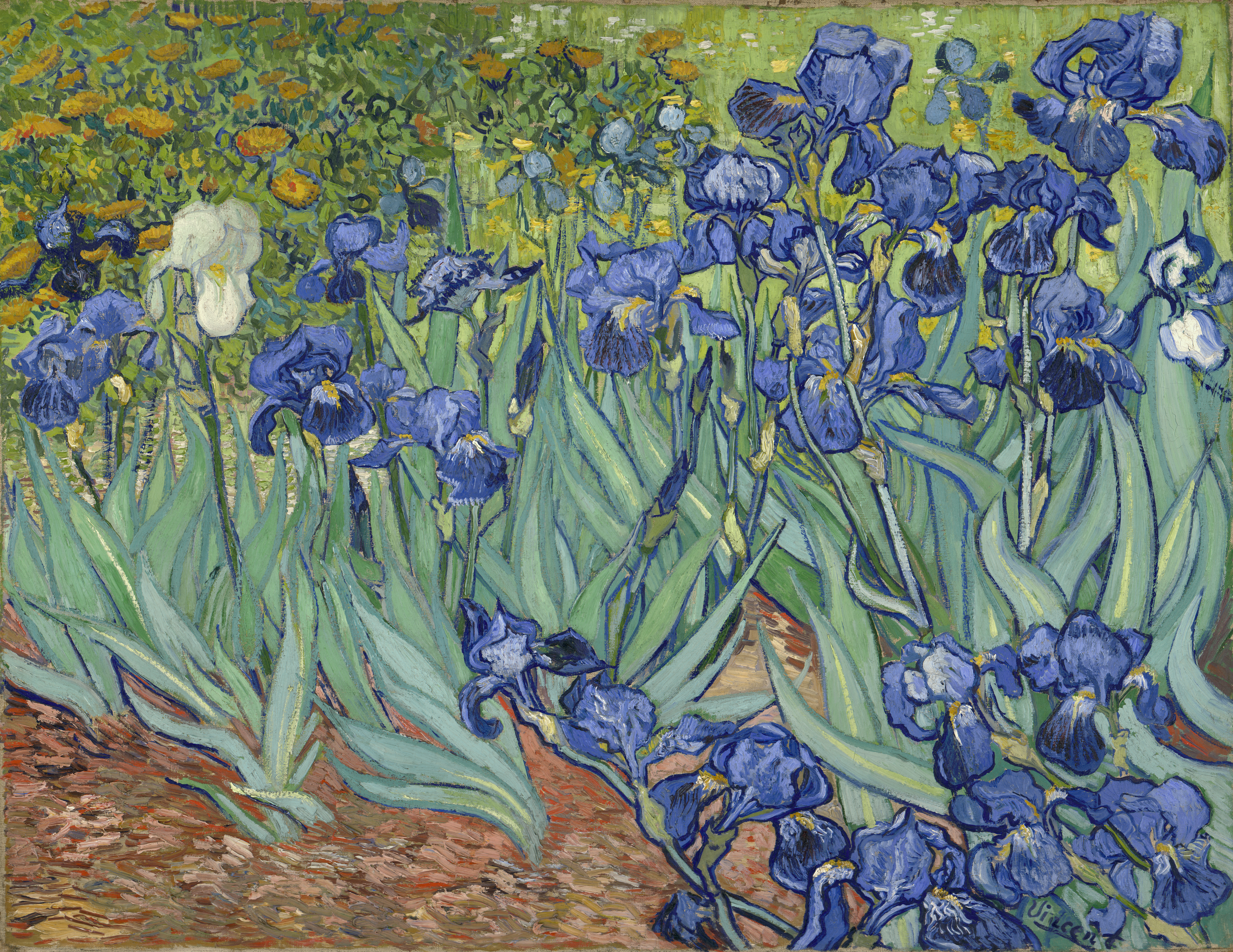
Vincent van Gogh, Iris, 1889.

#### Peinture italienne

Gentile da Fabriano, Couronnement de la Vierge, vers 1420.
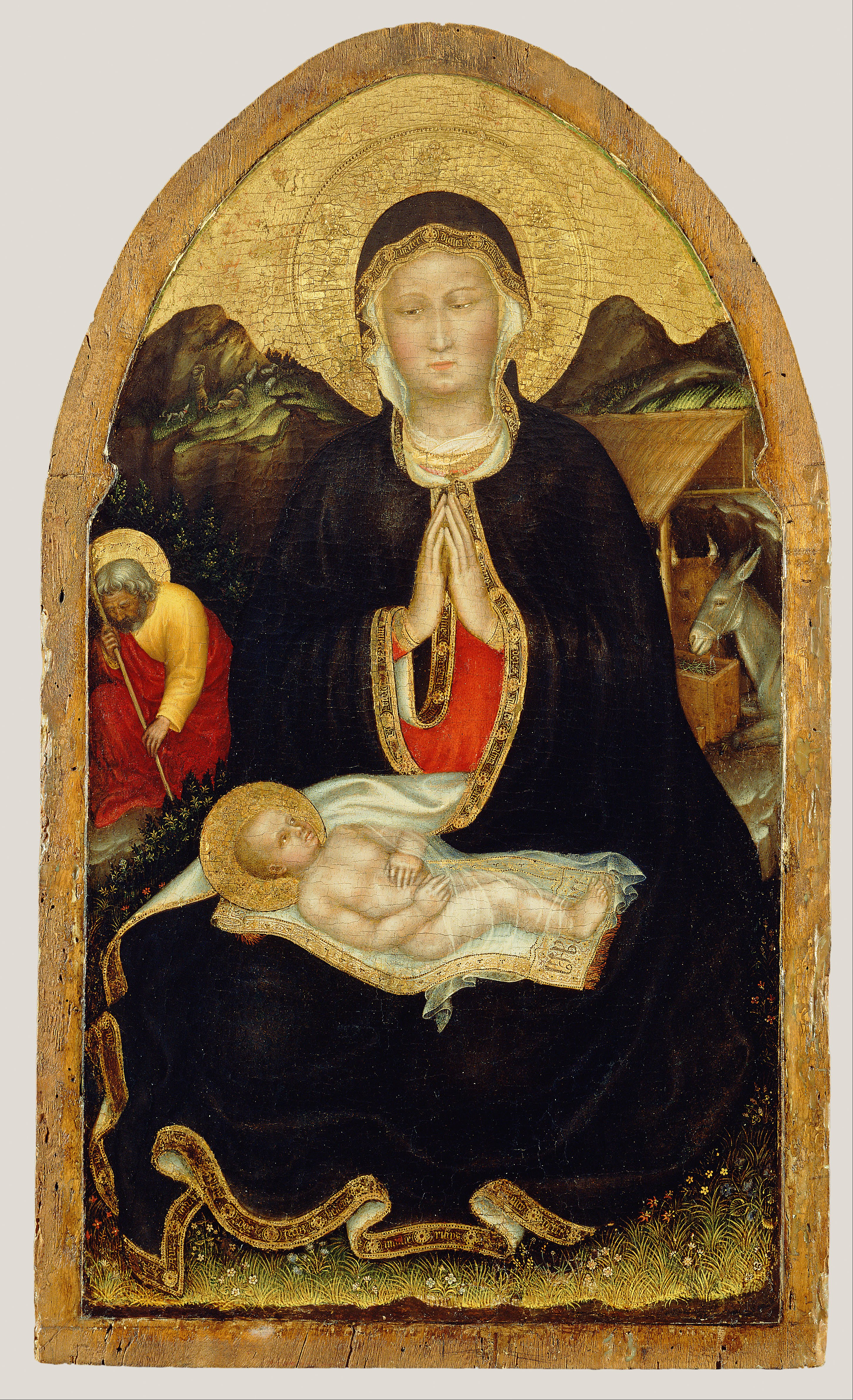
Gentile da Fabriano, Adoration de l'Enfant, vers 1420-1422.
Vittore Carpaccio, Chasse sur la lagune, vers 1490-1495.
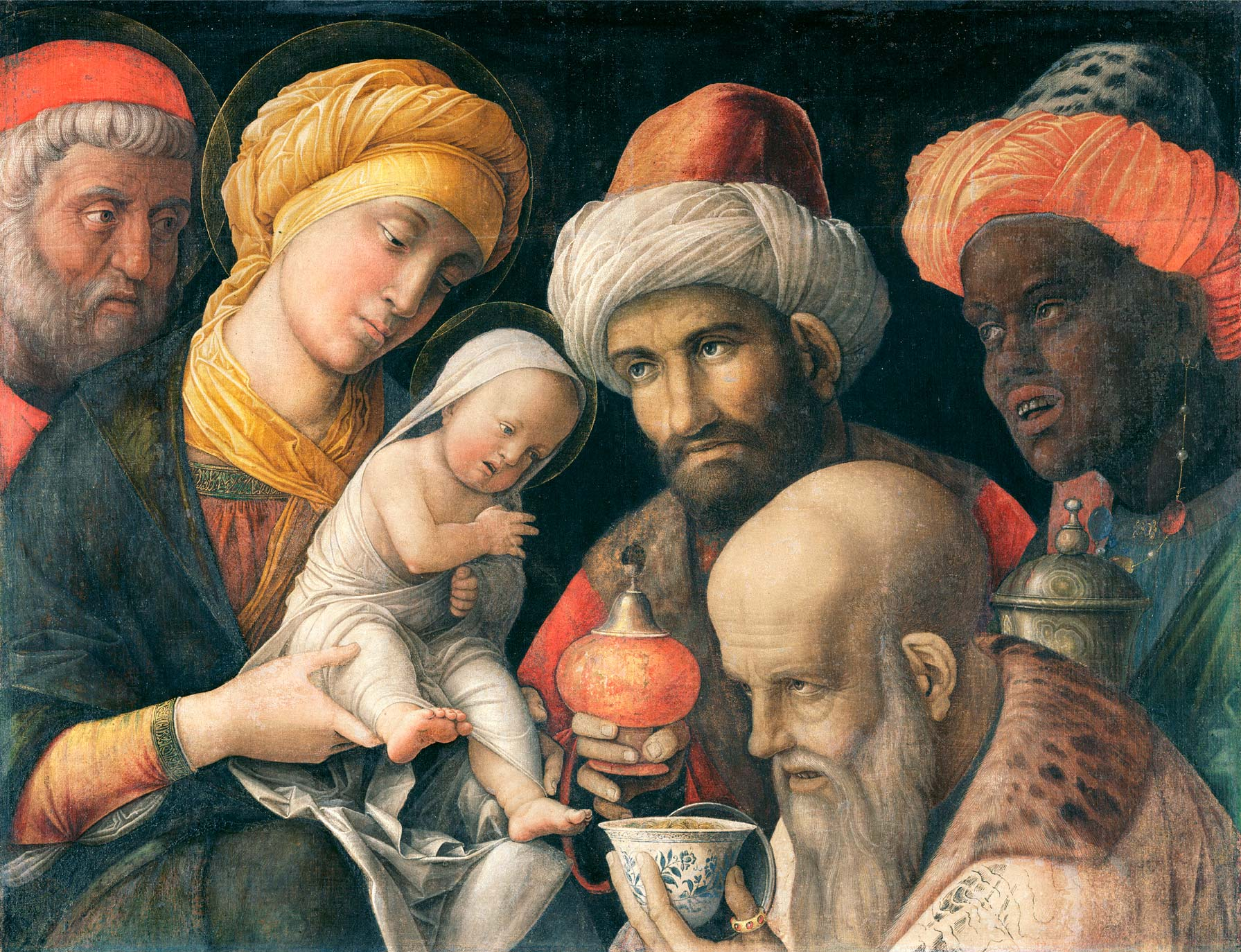
Andrea Mantegna, Adoration des mages, vers 1495-1505.
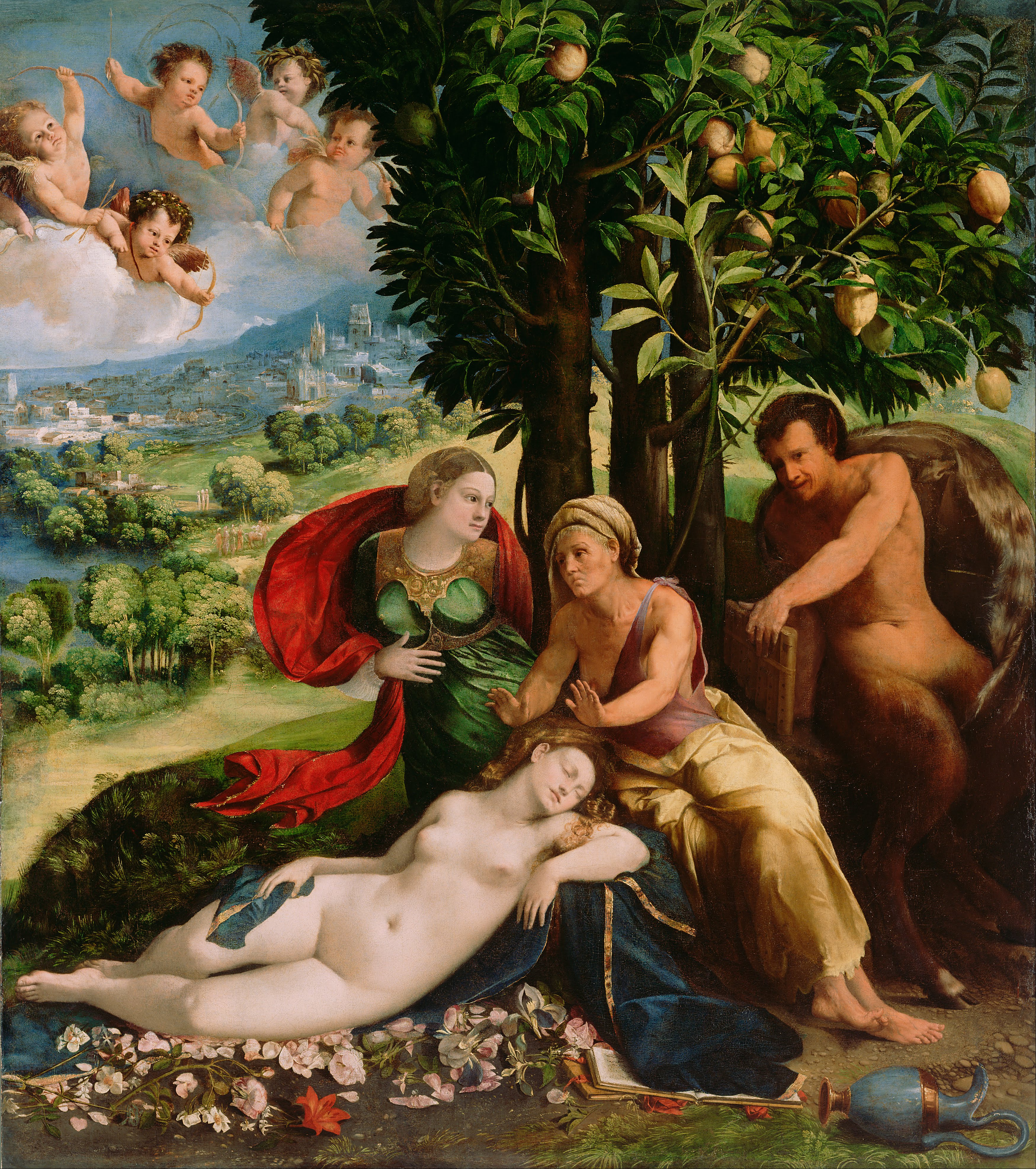
Dosso Dossi, Pan et la Nymphe, vers 1524.
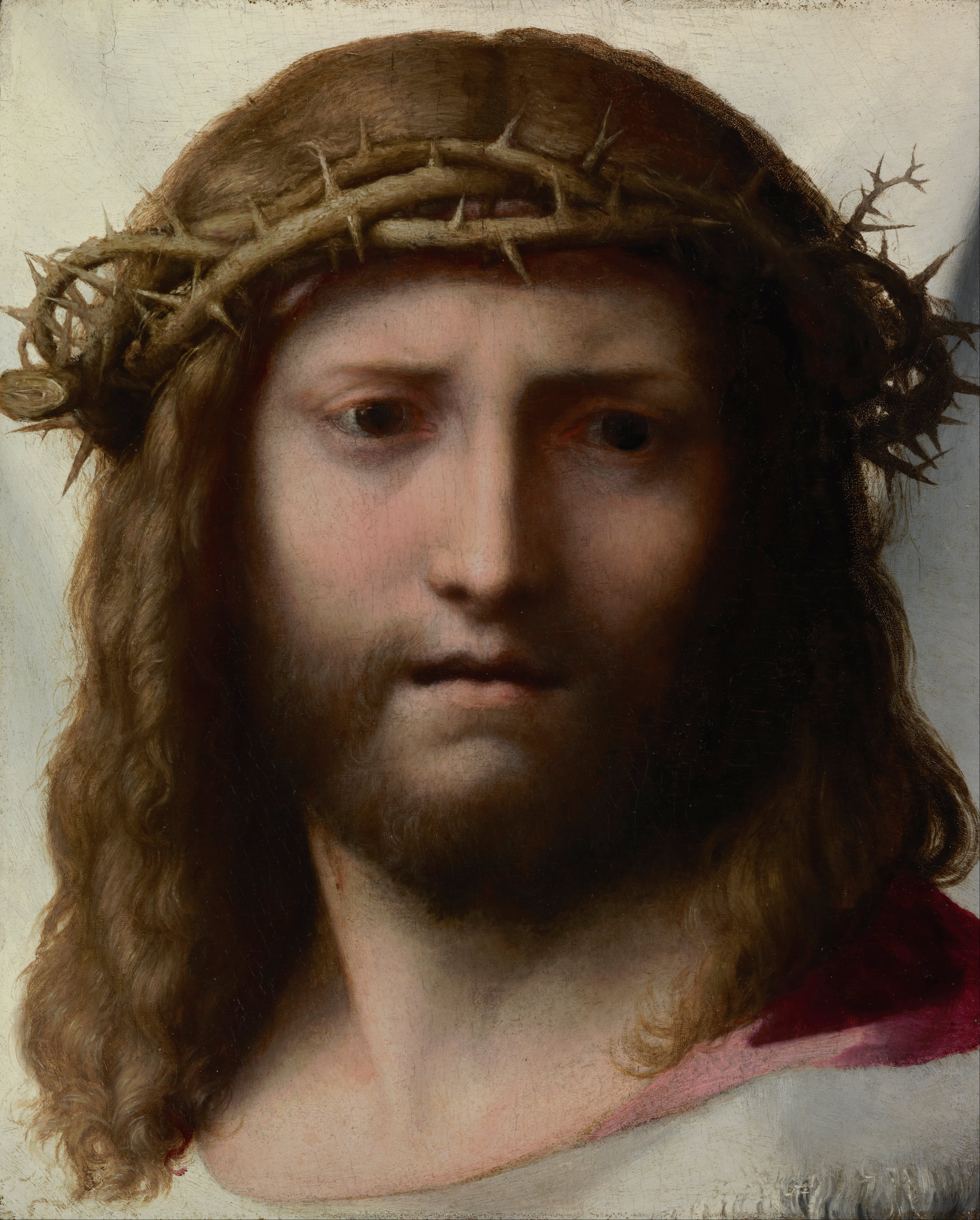
Le Corrège, Tête du Christ, vers 1525-1530.
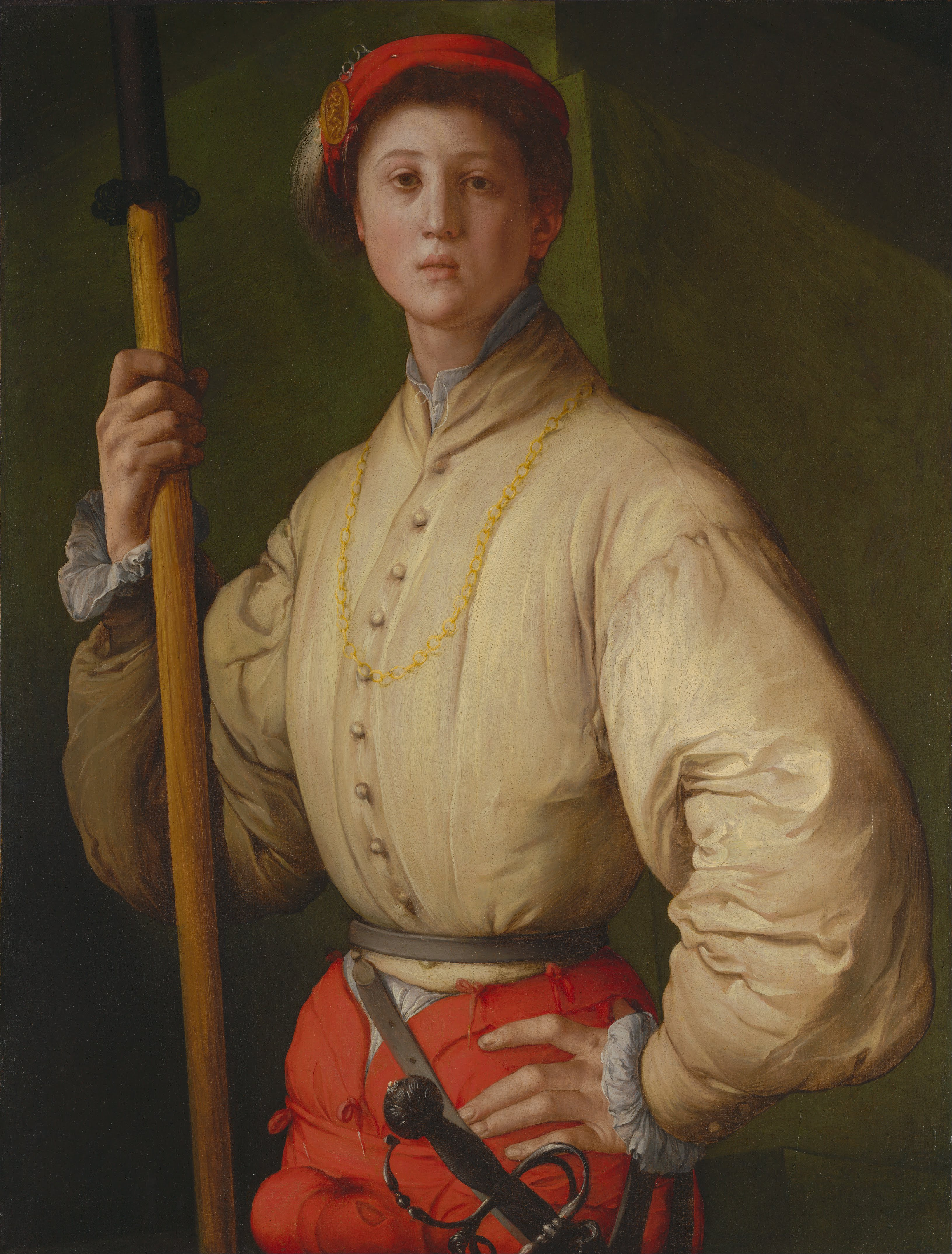
Pontormo, Portrait d'un hallebardier, 1529-1530.
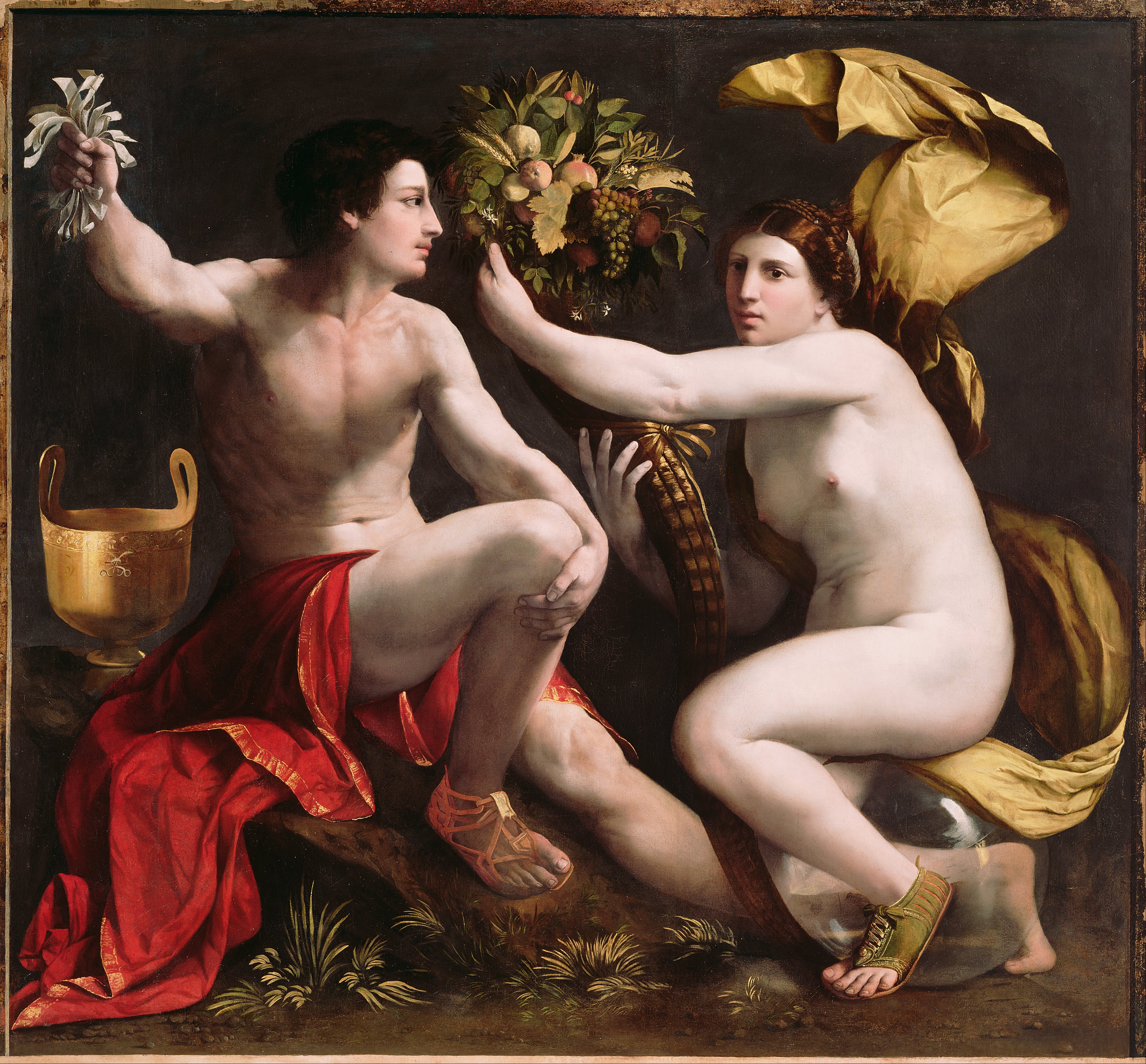
Dosso Dossi, Allégorie de la Fortune, vers 1530.
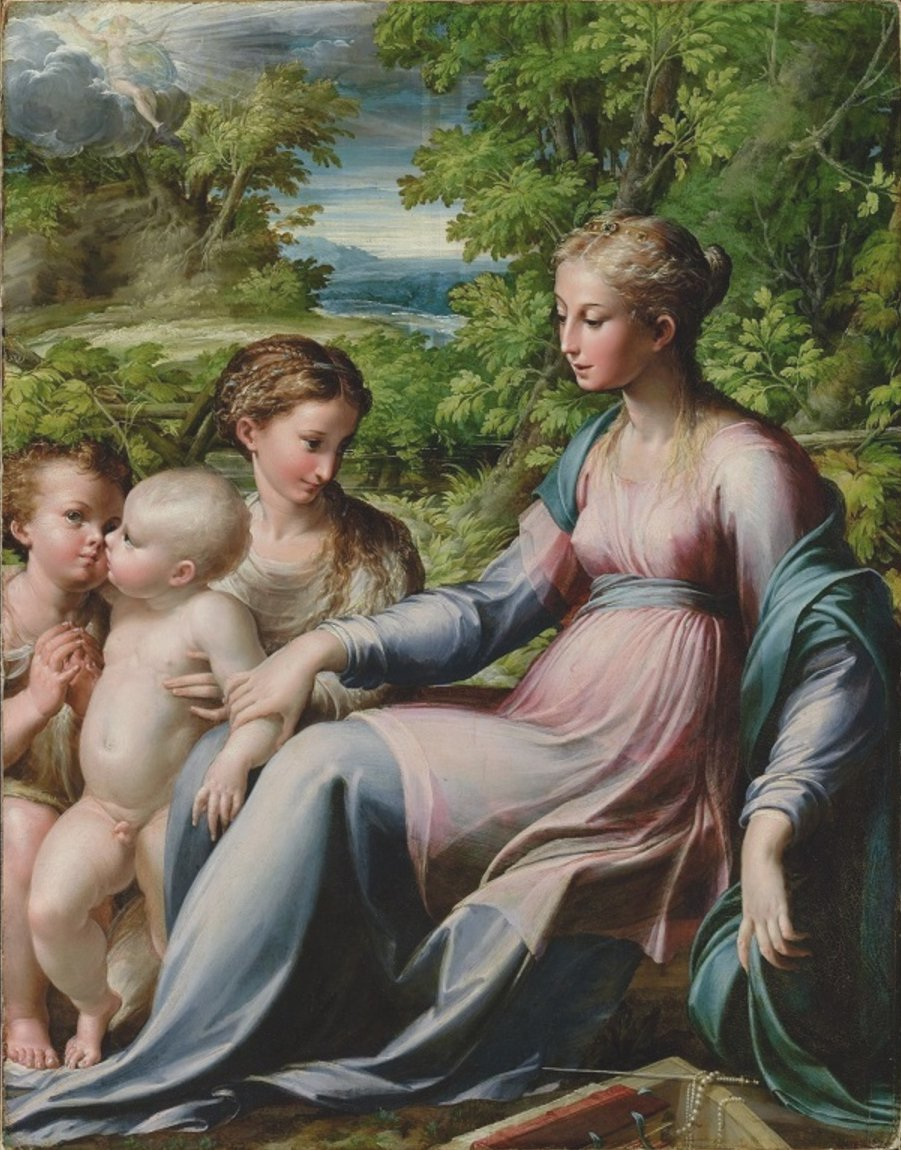
Parmigianino, La Vierge et l'Enfant, Saint Jean Baptiste et Marie Madeleine, vers 1530.
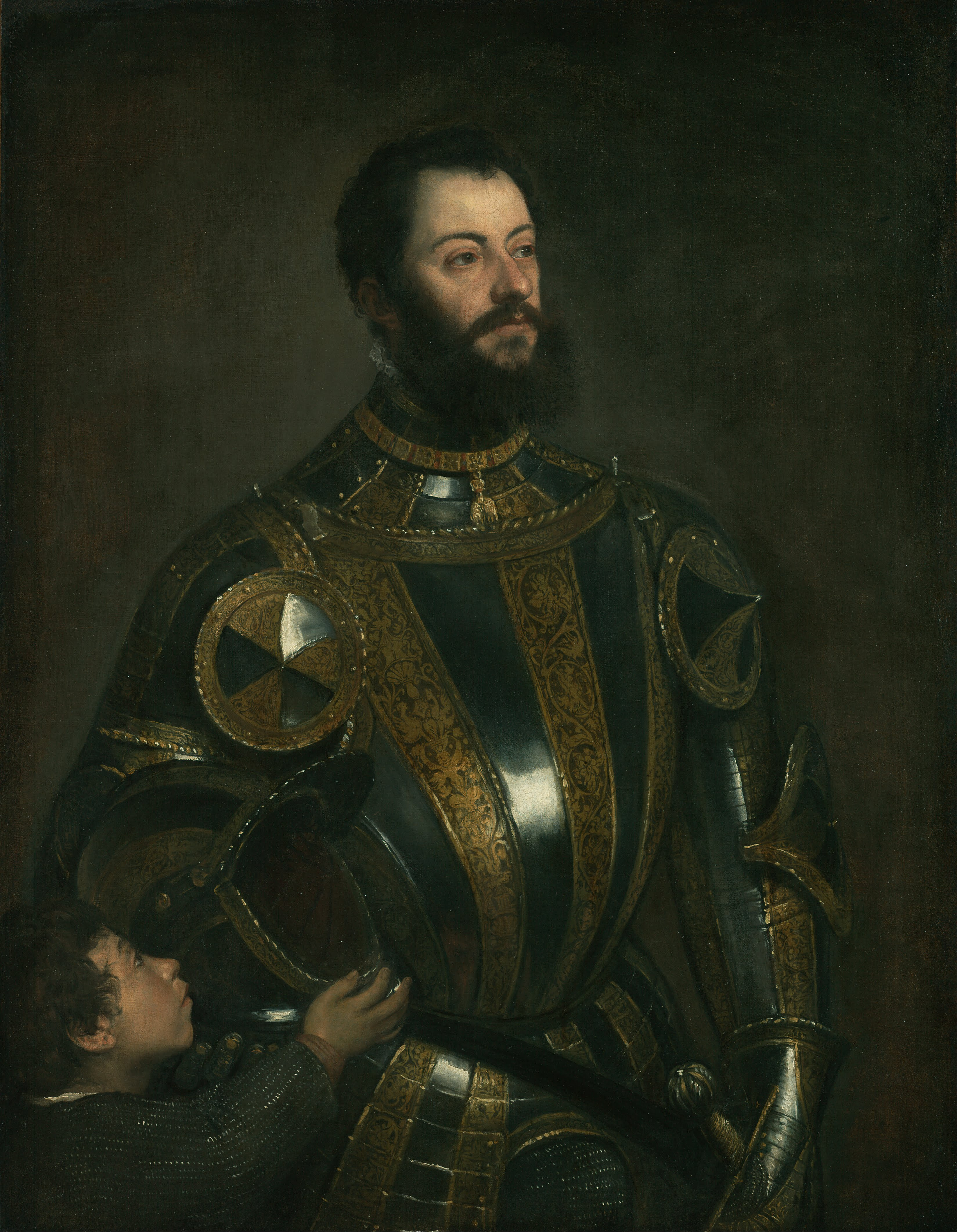
Titien, Portrait d'Alfonso d'Avalos, 1533.
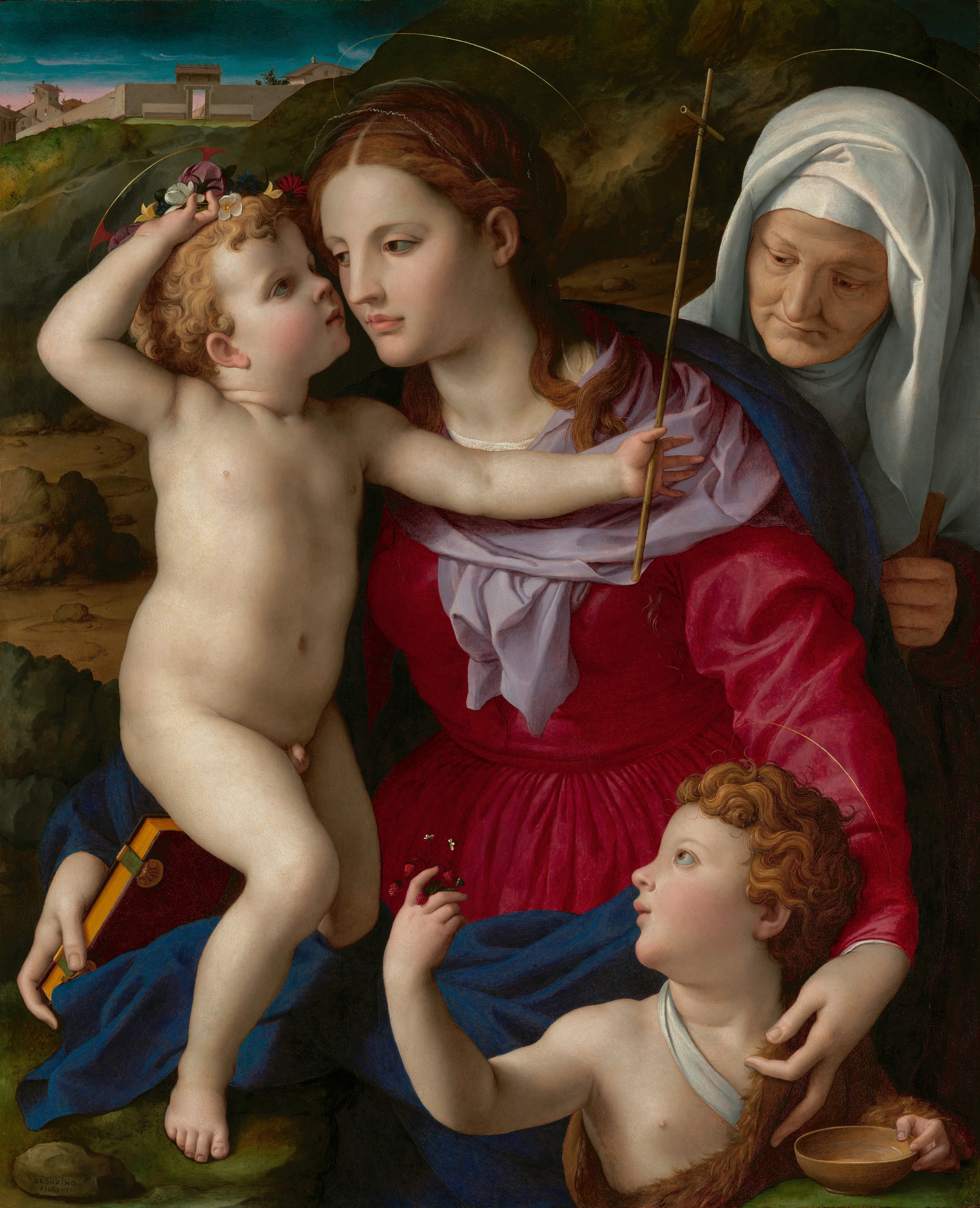
Bronzino, Vierge à l'Enfant avec sainte Élisabeth et saint Jean-Baptiste, vers 1540-1545.
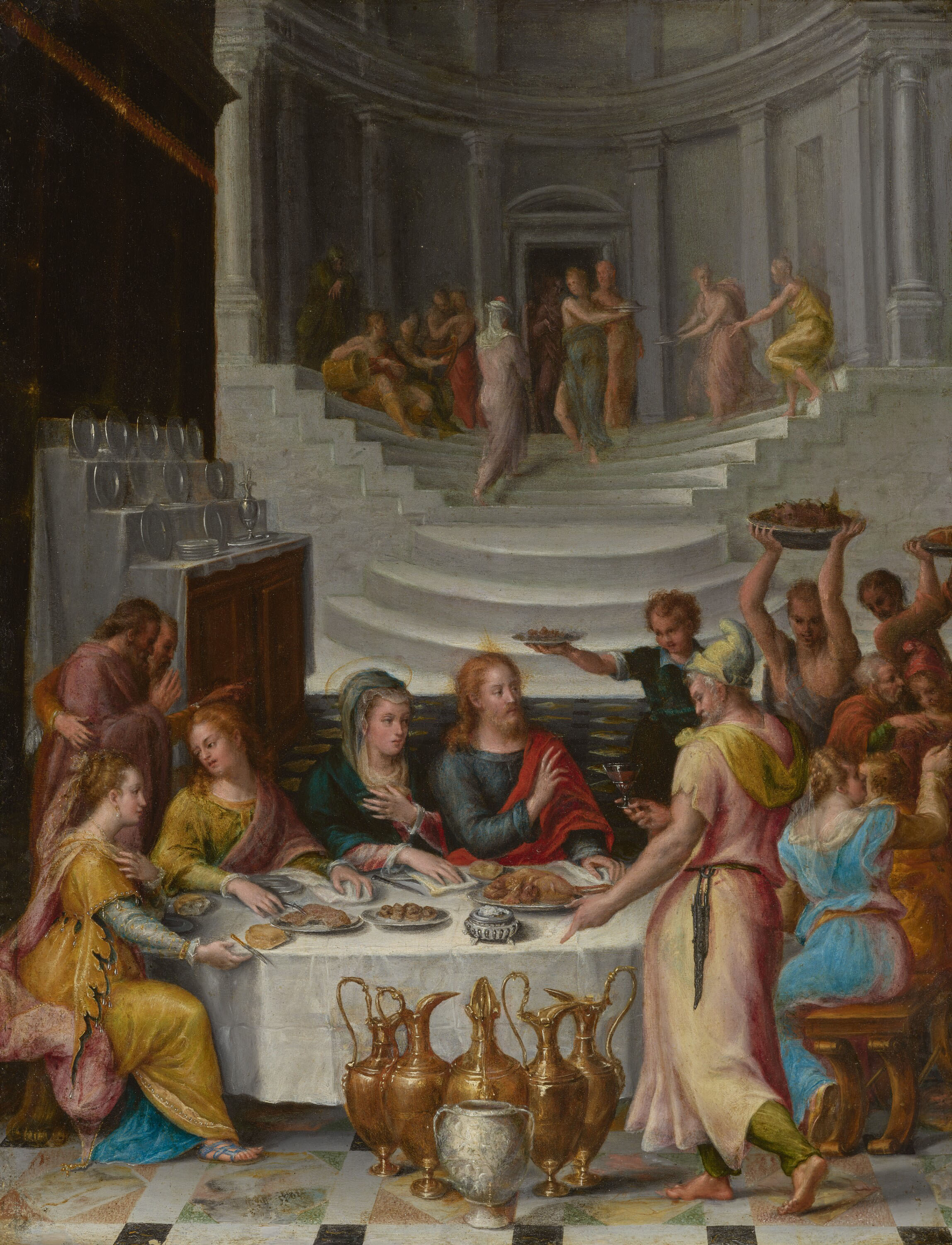
Lavinia Fontana, Les Noces de Cana, vers 1575-1580.
Paul Véronèse et atelier, Le Baptême du Christ, vers 1580-1588.
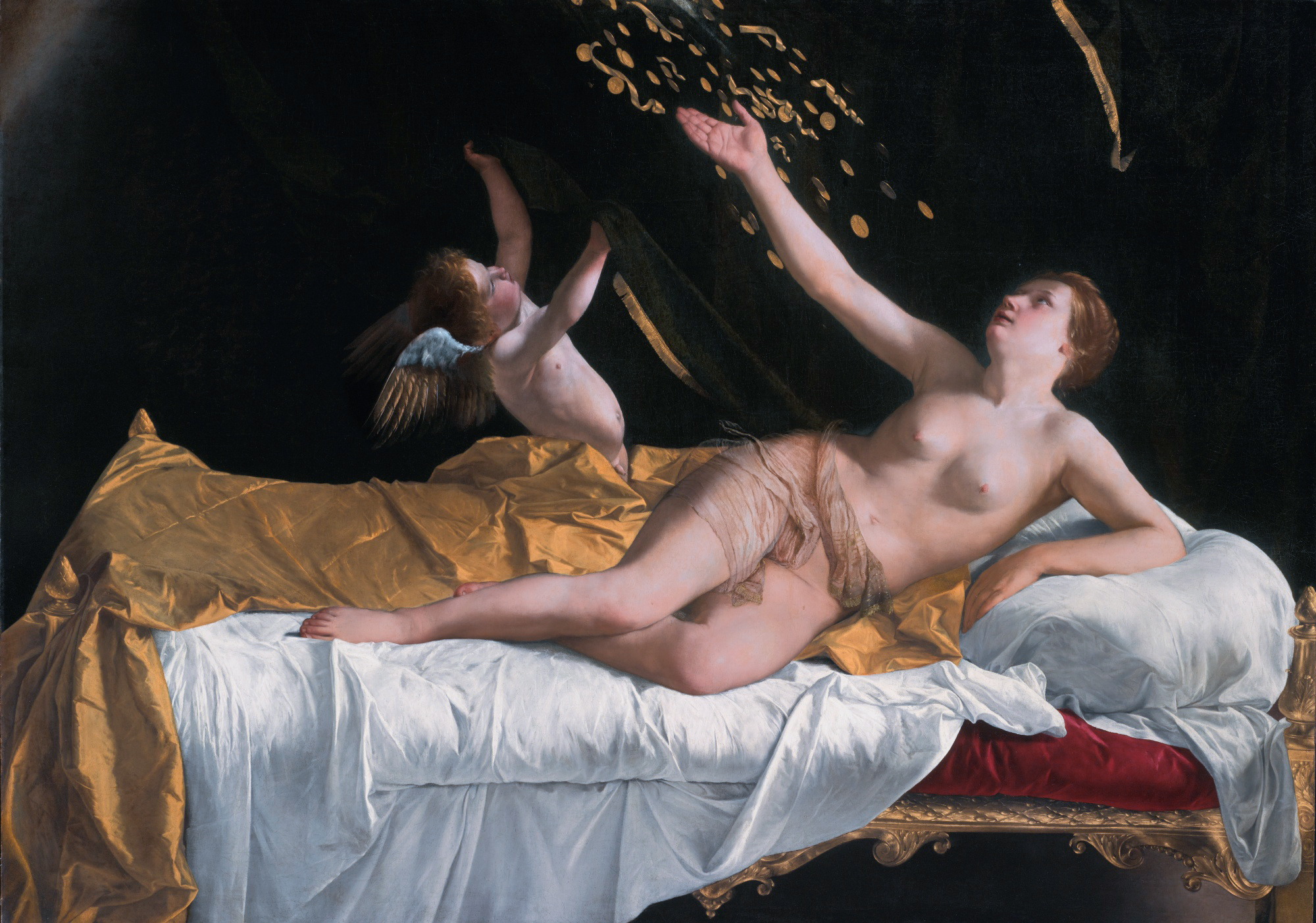
Orazio Gentileschi, Danaé, 1621.
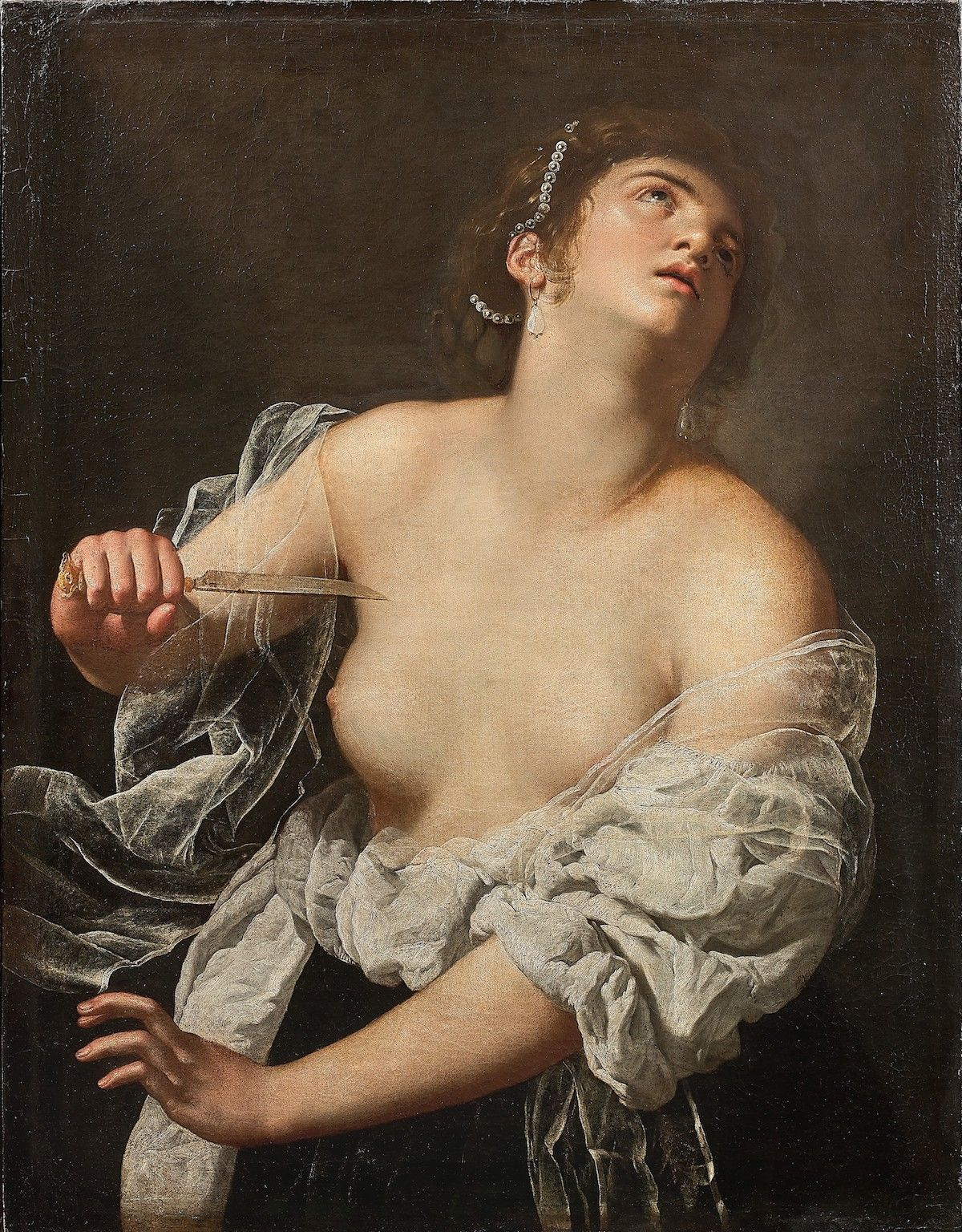
Artemisia Gentileschi, Lucrèce, vers 1627.
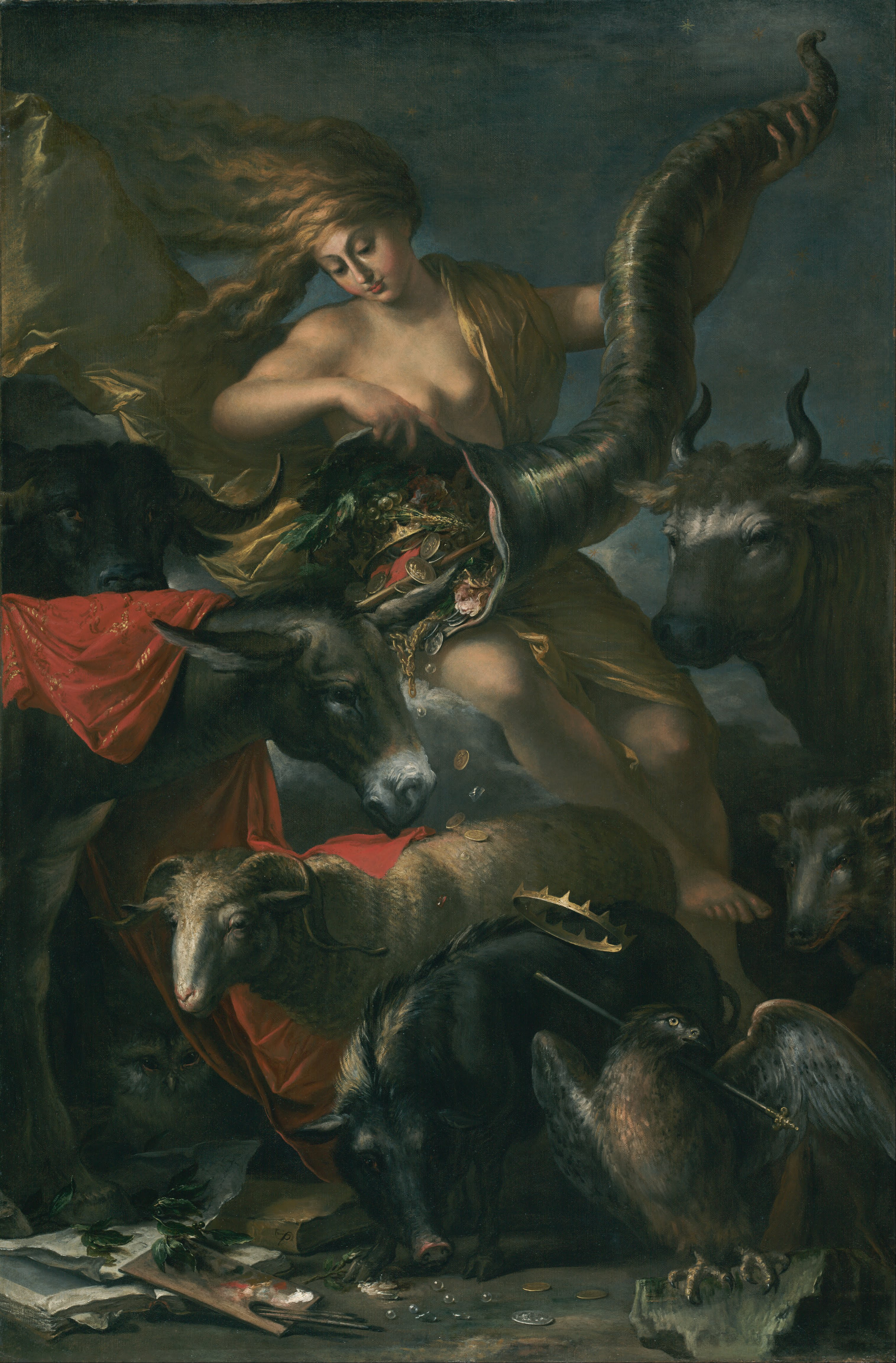
Salvator Rosa, Allégorie de la Fortune, vers 1658-1659.
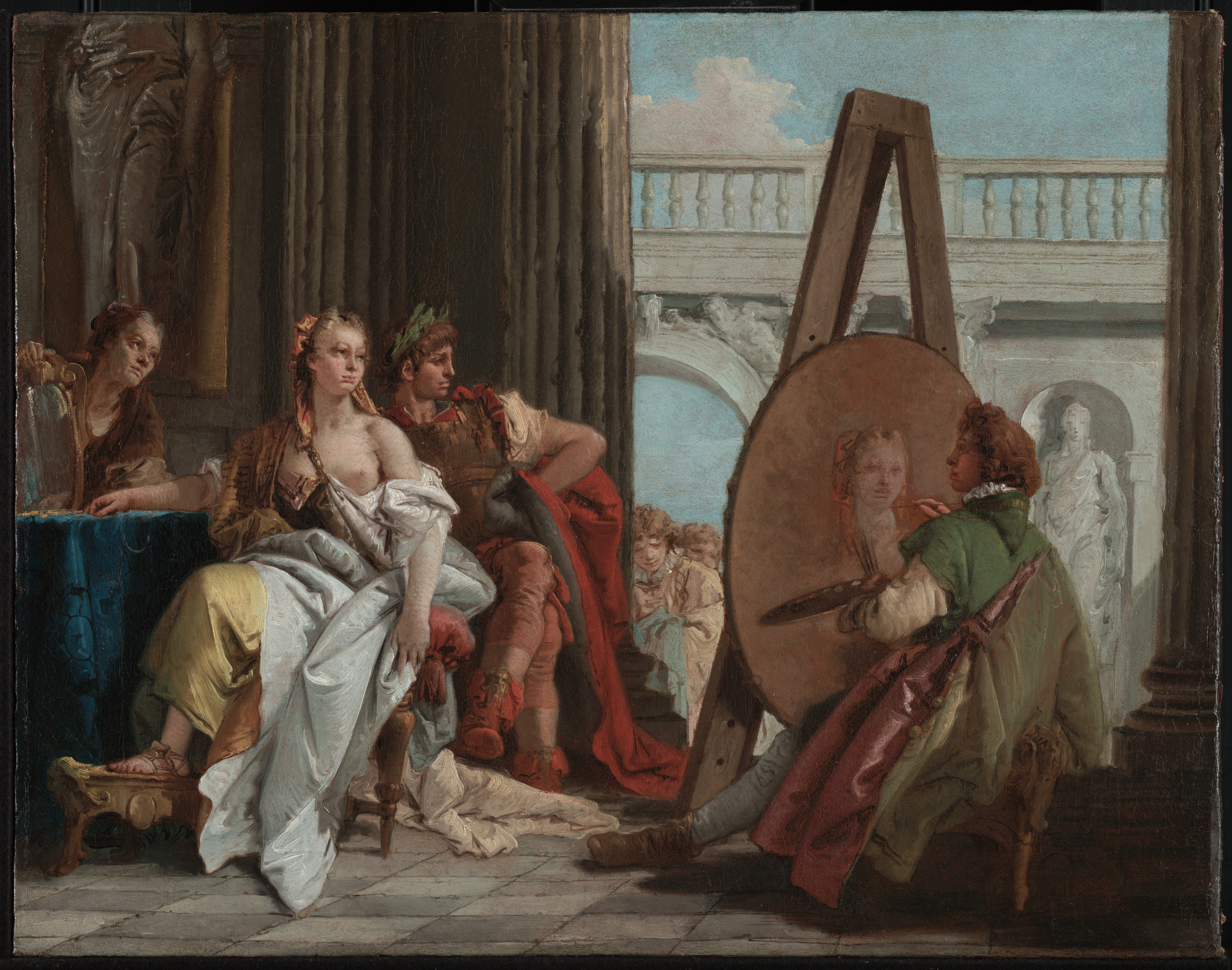
Giambattista Tiepolo, Alexandre et Campaspe chez le peintre Apelle, vers 1740.

### Dessins, sculptures et objets d'art (Getty Center)
- Meuble sculpté dans les années 1880 par Émile Bernard et Paul Gauguin[9].

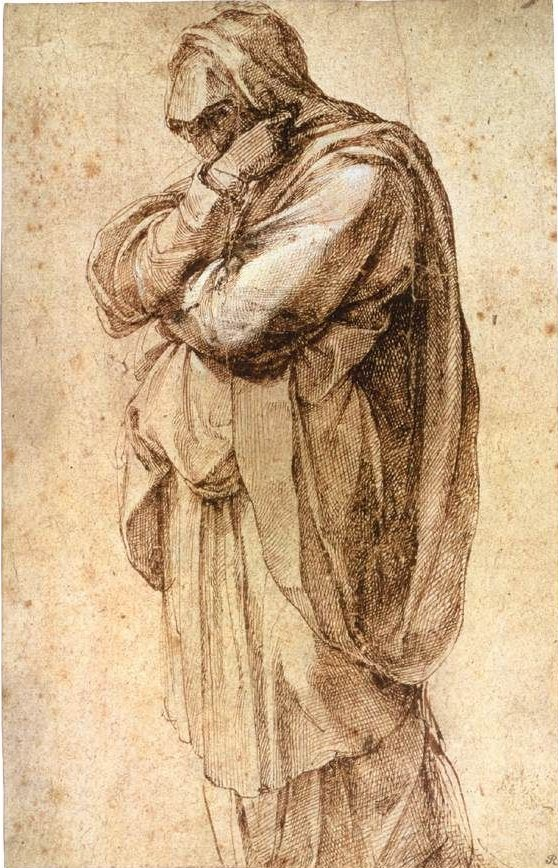
Michel-Ange, Étude d'une femme en deuil 1500–1505.
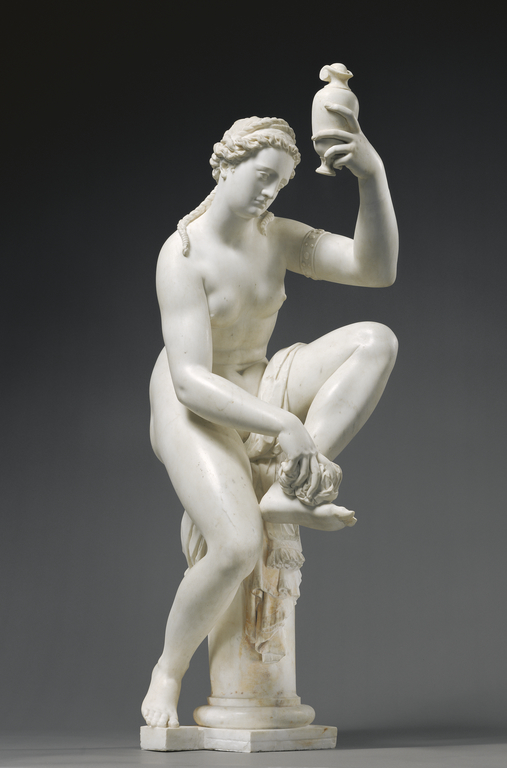
Jean Bologne, Figure féminine, 1571–1573.
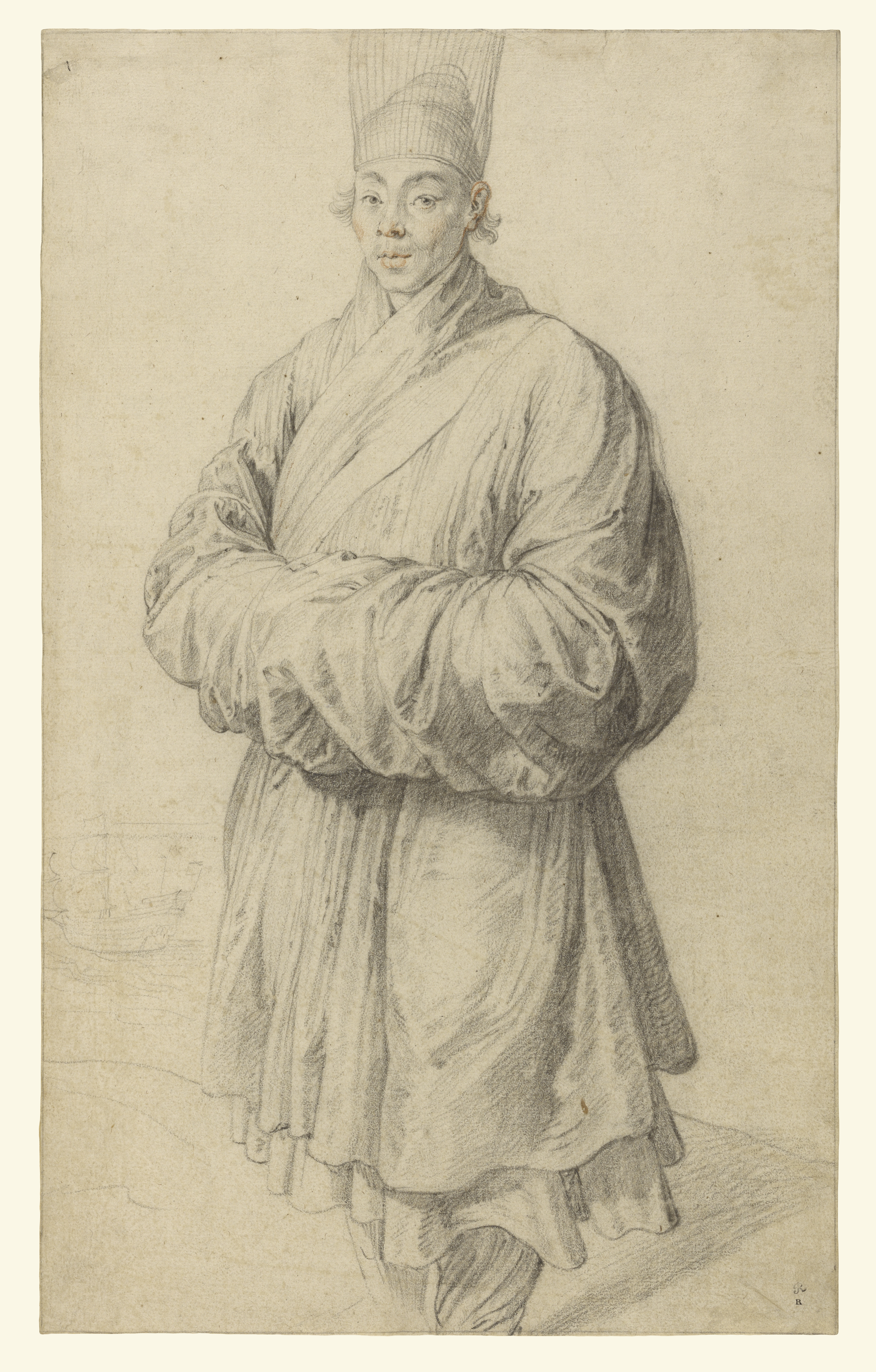
Pierre Paul Rubens, Man in Korean Costume, vers 1617.
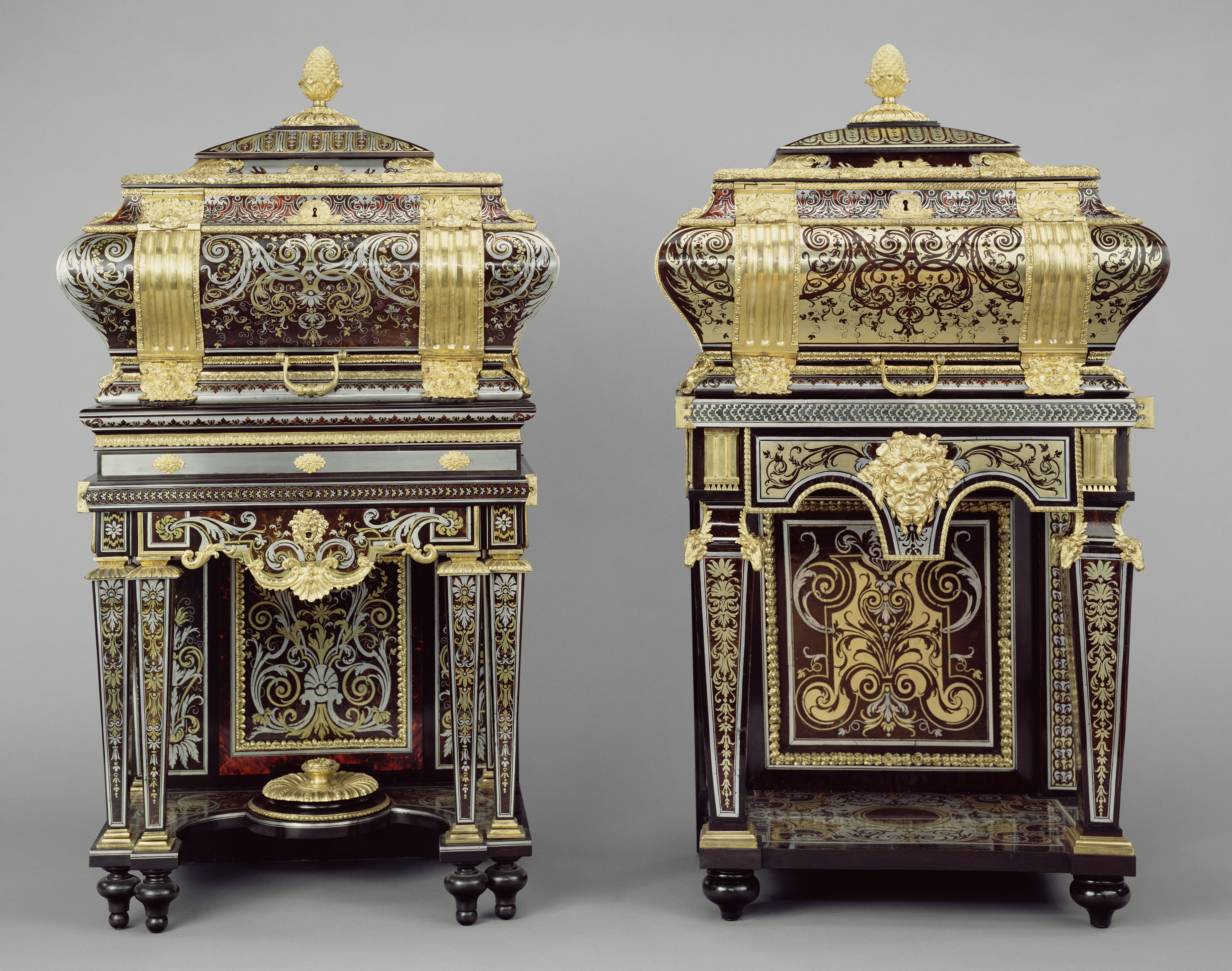
André-Charles Boulle, vers 1670.
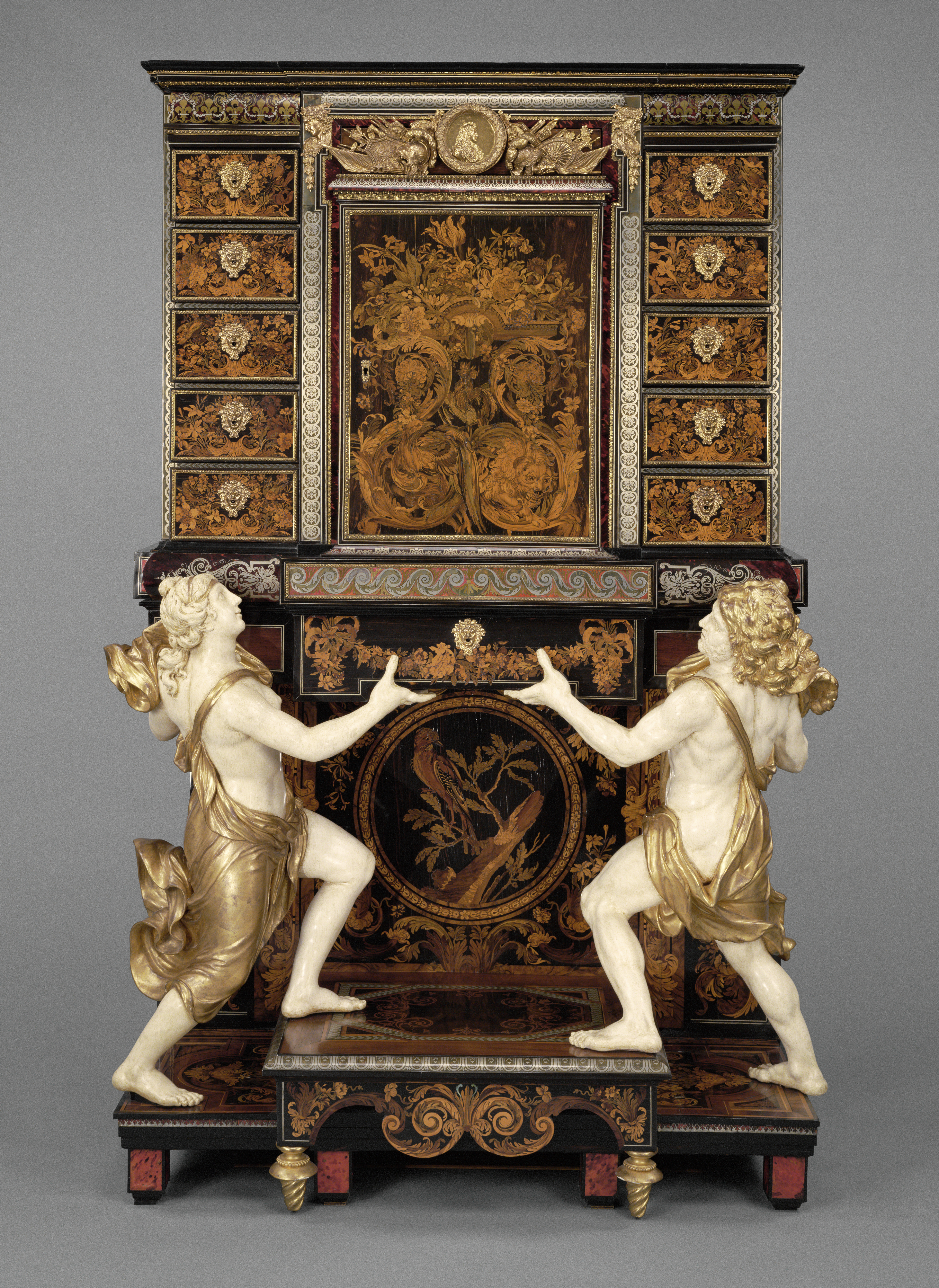
André-Charles Boulle, vers 1675.

## Controverse
Les journalistes Jason Felch et Ralph Frammolino publient une enquête dans le Los Angeles Times, pour laquelle ils ont été finalistes 2006 du prix Pulitzer. Ils y « révèlent que la moitié des plus belles pièces antiques du musée sont issues du trafic international ». Parmi les œuvres que dut restituer le musée, il y a l'Aphrodite de Morgantina, acquise pour dix-huit millions de dollars et le cratère d'Astéas, revenu en Italie en 2005,.

## Musée le plus sécurisé de l'incendie
Dans l'optique de lutter contre l'incendie et de protéger ses trésors mondiaux, ce musée fut conçu et construit avec les meilleures technologies disponibles dans les années 1990. Selon Todd Cronan, professeur de l'histoire des arts auprès de l'université Emory, « On peut dire qu'il s'agit d'une forteresse (It's very much like a fortress) ». Il était auparavant un habitant de Los Angeles et collaborateur de ce musée.

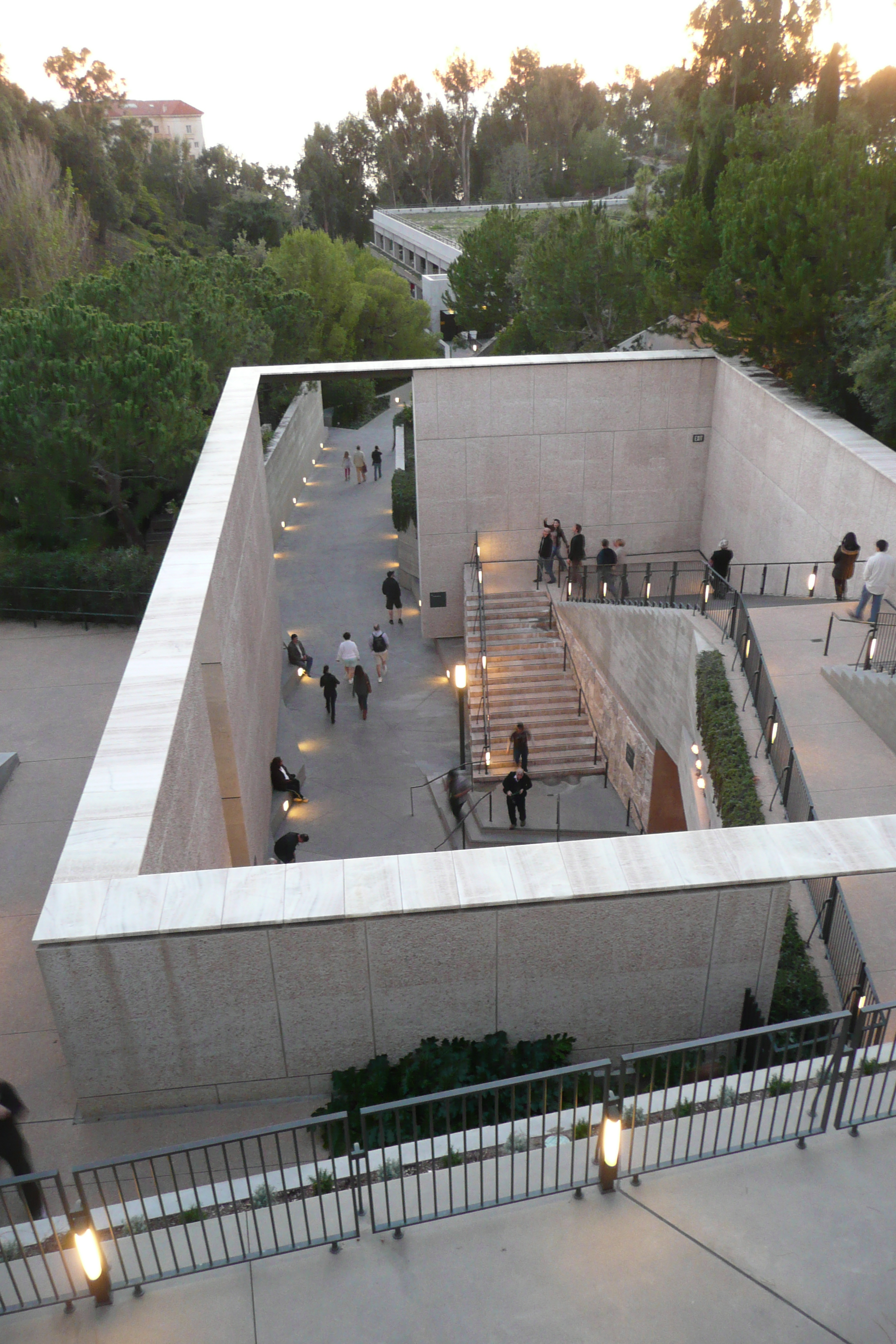
La canopée et le mur, qui protègent le musée.

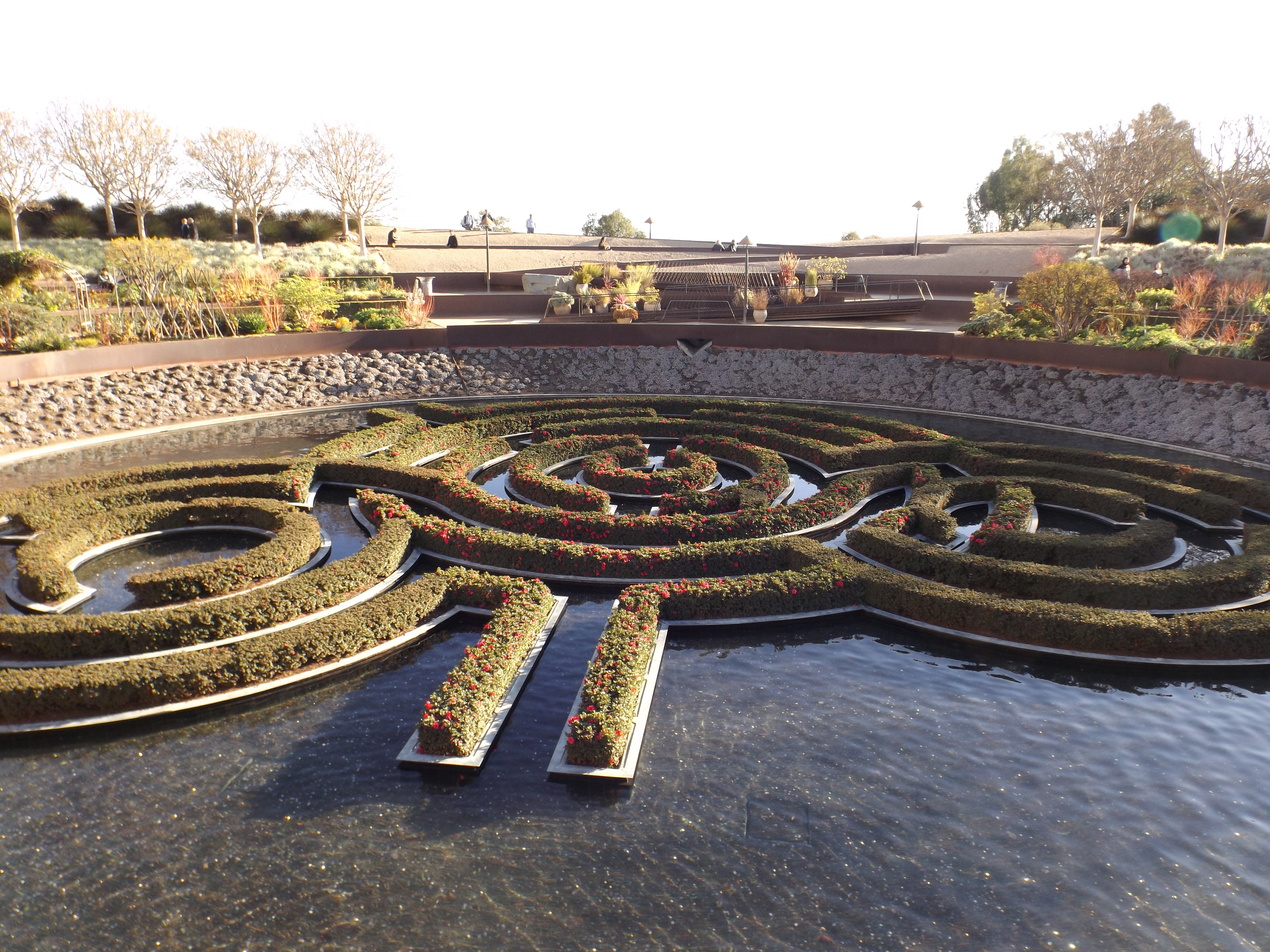
Présque invisible, mais le musée est entièrement mis en sûreté par un système très sophistiqué d'irrigation.

D'abord, les bâtiments sont entourés de jardins abondamment irrigués. L'établissement y a planté de nombreuses variétés d'arbres résistantes à la sécheresse, comme les chênes. Avec l'irrigation, la canopée des arbres empêche que le sol s'assèche (un sol sec favorisant la propagation rapide d'un incendie). 
Ensuite, en ce qui concerne les bâtiments, l'architecte n'a utilisé que des matériaux résistants au feu. Il s'agit de pierres, de bétons de ciment et d'aciers. Les toitures sont couverts de granulats de pierre qui sont résistants au feu.
En cas d'incendie à l'intérieur, le musée peut minimiser les dégâts. Les murs en béton armé sont capables d'empêcher la propagation du feu. Chaque salle est également protégée par des portes ignifuges. Le système d'arrosage est l'ultime recours, car il endommage les tableaux. Le musée dispose d'un grand réservoir qui conserve un million de gallons d'eau (3 785 m3). 
Enfin, les œuvres du musée sont protégées tant par le système de surveillance le plus moderne que par l'équipe qui veille toujours à son fonctionnement. C'est surtout la température et l'humidité qui sont en surveillance en temps réel. Au cas où l'incendie approcherait du musée, la surveillance est renforcée.
Le premier feu de forêt qui a menacé le musée était l'incendie de 2019 à Los Angeles. En octobre de cette année-là, ce dernier s'est approché par le nord et par l'ouest. Cependant le musée n'a subi aucun dégât. Les incendies de 2025 à Los Angeles étaient un véritable avertissement pour le musée. Certes, on a examiné la possibilité de l'évacuation des œuvres. Cependant, Katherine Fleming, directrice, a conclu que le musée reste le meilleur lieu pour les protéger. En dépit de leur sympathie pour les habitants subissant l'incendie, 15 personnels se sont mobilisés en faveur de la veille, lorsque d'immenses feux approchaient du musée au soir du 10 janvier. Le système d'irrigation fonctionnait correctement. Le lendemain, l'équipe a trouvé que « les galeries étaient plus propres qu'une salle d'opération [d'un hôpital] ».